# Lista odcinków serialu Miraculum: Biedronka i Czarny Kot
Artykuł zawiera listę odcinków serialu animowanego Miraculum: Biedronka i Czarny Kot..

## Spis serii
| Seria             | Seria                        | Odcinki                      | Premierowa emisja    | Premierowa emisja    | Premierowa emisja   | Premierowa emisja    |
| Seria             | Seria                        | Odcinki                      | Premiera serii       | Finał serii          | Premiera serii      | Finał serii          |
| ----------------- | ---------------------------- | ---------------------------- | -------------------- | -------------------- | ------------------- | -------------------- |
|                   | 1                            | 26                           | 19 października 2015 | 30 października 2016 | 6 grudnia 2015      | 29 października 2016 |
|                   | 2                            | 25                           | 26 października 2017 | 18 listopada 2018    | 12 marca 2018       | 31 maja 2019         |
|                   | 3                            | 26                           | 14 kwietnia 2019     | 8 grudnia 2019       | 4 listopada 2019    | 6 grudnia 2019       |
|                   | 4                            | 26                           | 11 kwietnia 2021     | 13 marca 2022        | 4 października 2021 | 13 kwietnia 2022     |
|                   | 5                            | 27                           | 24 października 2022 | 1 listopada 2023     | 21 listopada 2022   | 30 listopada 2023    |
|                   | 6                            | 26                           | 23 marca 2025        | bd.                  | 7 kwietnia 2025     | bd.                  |
| Odcinki specjalne |                              |                              |                      |                      |                     |                      |
|                   | Mikołajdak                   | Mikołajdak                   | 11 grudnia 2016      | 11 grudnia 2016      | 6 grudnia 2017      | 6 grudnia 2017       |
| Świat Miraculum   |                              |                              |                      |                      |                     |                      |
|                   | Nowy Jork                    | Nowy Jork                    | 26 września 2020     | 26 września 2020     | 19 grudnia 2020     | 19 grudnia 2020      |
|                   | Szanghaj                     | Szanghaj                     | 4 kwietnia 2021      | 4 kwietnia 2021      | 29 maja 2021        | 29 maja 2021         |
|                   | Paryż                        | Paryż                        | 21 października 2023 | 21 października 2023 | 16 grudnia 2023     | 16 grudnia 2023      |
|                   | Londyn                       | Londyn                       | 5 października 2024  | 5 października 2024  | 30 listopada 2024   | 30 listopada 2024    |
| Filmy             |                              |                              |                      |                      |                     |                      |
|                   | Biedronka i Czarny Kot: Film | Biedronka i Czarny Kot: Film | 5 lipca 2023         | 5 lipca 2023         | 7 lipca 2023        | 7 lipca 2023         |

## Lista odcinków

### Seria 1 (2015-2016)
| 1 | Nawałnica Stormy Weather                                                          | Thomas Astruc | Fred Lenoir                                                                                  | 19 października 2015 | 6 grudnia 2015       | 101 |
| Marinette opiekuje się dzieckiem o imieniu Manon, gdy odwiedza ją jej najlepsza przyjaciółka Alya. Dziewczyna informuje Marinette, że chłopak którym jest zauroczona ma sesję zdjęciową w pobliżu i zabiera Marinette i Manon do niego. Tymczasem Aurore Beauréal właśnie przegrała głosowanie na przyszłą prezenterkę pogody. Zrozpaczona swoją przegraną Aurore pada ofiarą akumy i staje się Nawałnicą. Kiedy Nawałnica sieje spustoszenie w Paryżu, przerywa sesję zdjęciową. Marinette przemieniając się w Biedronkę, a Adrien w Czarnego Kota, chcą ją powstrzymać. Nota: Światowa premiera odcinka odbyła się w Korei Południowej 1 września 2015. |                                                                                   |               |                                                                                              |                      |                      |     |
| 2 | Bańkor The Bubbler                                                                | Thomas Astruc | Thomas Astruc, Sébastien Thibaudeau                                                          | 20 października 2015 | 8 lutego 2016        | 109 |
| Nadeszły urodziny Adriena, więc Marinette stara się przekazać prezent ukochanemu, który dla niego zrobiła. Ojciec Adriena, Gabriel Agreste, nie wyraża zgody na przyjęcie urodzinowe. Nino uważa, że to niesprawiedliwe wobec Adriena. Rozgniewany, twierdząc, że wszyscy dorośli chcą powstrzymać dzieci od zabawy, staje się Bańkorem. Jako super-złoczyńca więzi dorosłych w bańkach. Po pokonaniu złoczyńcy Adrien otrzymuje szalik od Marinette, ale myśli, że to prezent od ojca. Nota: Światowa premiera odcinka odbyła się w Korei Południowej 8 września 2015. |                                                                                   |               |                                                                                              |                      |                      |     |
| 3 | Faraon The Pharaoh                                                                | Thomas Astruc | Cédric Bacconnier                                                                            | 21 października 2015 | 11 lutego 2016       | 115 |
| Marinette przypadkowo upuszcza podręcznik do historii, będąc w tym czasie przemieniona w Biedronkę. Alya, która akurat była na miejscu, próbując sfilmować Biedronkę w akcji, podnosi książkę i spekuluje, że Biedronka może być paryską uczennicą college’u. Marinette zaczyna wpadać w panikę, gdy o tym się dowiaduje i dzięki sugestii Tikki, zabiera Alyę na nową wystawę faraona w Luwrze, aby spróbować odzyskać książkę. Po przyjściu na wystawę, brat Alix, Jalil Kubdel, mówi ojcu o tym, że wynaleziono zaklęcie zmartwychwstania, a do wypowiedzenia potrzebny jest relikt z wystawy. Ojciec chłopaka się na to nie zgadza. Sfrustrowany tym, że jego ojciec mu nie wierzy, Jalil staje się kolejną ofiarą Władcy Ciem. Jako Faraon może posiąść moce egipskich bogów oraz chce przywrócić do życia Nefertiti w zamian za ofiarę, którą okazuje się Alya. Biedronka i Czarny Kot nie mogą dopuścić do tego, aby Faraon poświęcił Alyę. Nota: Światowa premiera odcinka odbyła się w Korei Południowej 13 października 2015. |                                                                                   |               |                                                                                              |                      |                      |     |
| 4 | Lady Wifi                                                                         | Thomas Astruc | Sébastien Thibaudeau                                                                         | 22 października 2015 | 16 lutego 2016       | 103 |
| Jako największa fanka Biedronki, Alya chce ujawnić prawdziwą tożsamość Biedronki. Gdy widzi Chloé z jo-jo i maską Biedronki, myśli że to ona jest superbohaterką. Kiedy Alya próbuje zrobić zdjęcie otwartej szafki Chloé na dowód, Bourgeois oskarża ją o naruszenie prywatności, przez co Alya zostaje zawieszona. Sfrustrowana dziewczyna zmienia się w Lady Wifi, super-złoczyńcę, której smartfon może wystrzelić różne ikony, takie jak pauza i blokada, może podróżować przez telefony z obsługą wifi i nie zatrzyma się przed niczym, by ujawnić prawdziwą tożsamość Biedronki. Nota: Światowa premiera odcinka odbyła się w Korei Południowej 6 października 2015. |                                                                                   |               |                                                                                              |                      |                      |     |
| 5 | Czasołamaczka Timebreaker                                                         | Thomas Astruc | Sébastien Thibaudeau, Michaël Delachenal                                                     | 23 października 2015 | 10 lutego 2016       | 116 |
| Rodzice Marinette świętują dwudziestą rocznicę ślubu, więc z tej okazji udają się do restauracji, pozostawiając Marinette opiekę nad wręczeniem zamówienia na tort pani Chamack. Dostaje jednak telefon od Alyi, która przypomina jej, żeby przyniosła baner, który zrobiła na wyścig między Alix, a Kimem. Dziewczyna natychmiast udaje się na miejsce zdarzenia. W międzyczasie Alix otrzymuje rodzinny zegarek kieszonkowy na piętnaste urodziny. Na czas wyścigu przekazuje go Alyi, aby nic mu się nie stało. Jednak podczas wyścigu zegarek wielokrotnie zmienia właściciela, po czym zostaje upuszczony przez Chloé, a później przejechany przez Alix. Zła na swoich przyjaciół, Alix zostaje zaakumanizowana w Czasołamaczkę, która chce powrócić do przeszłości, aby ocalić zegarek. Nota: Światowa premiera odcinka odbyła się w Korei Południowej 22 września 2015. |                                                                                   |               |                                                                                              |                      |                      |     |
| 6 | Pan Gołąb Mr. Pigeon                                                              | Thomas Astruc | Guillaume Mautalent, Sébastien Oursel                                                        | 23 października 2015 | 15 lutego 2016       | 106 |
| W Collège Françoise-Dupont odbędzie się konkurs projektantów. Marinette chce wygrać w nadziei, że Adrien ją zauważy. Tymczasem, sierżant Roger Raincomprix nakazuje kochającemu gołębie, Xavierowi Ramierowi, zaprzestanie karmienia gołębi i opuszczenie parku. Przygnębiony Xavier zostaje zaakumanizowany przez Władcę Ciem i staje się Panem Gołębiem, super-złoczyńcą, który kontroluje ogromne stada gołębi. Podczas gdy Biedronka musi poświęcić swój czas na wykonanie meloniku, Czarny Kot musi sobie poradzić z alergią na pióra. Nota: Światowa premiera odcinka odbyła się w Korei Południowej 29 września 2015. |                                                                                   |               |                                                                                              |                      |                      |     |
| 7 | Ilustrachor The Evillustrator                                                     | Thomas Astruc | Matthieu Choquet                                                                             | 26 października 2015 | 17 lutego 2016       | 102 |
| Nathaniel fantazjuje podczas lekcji o zostaniu superbohaterem, który ratuje swoją sympatię, Marinette, atakowaną przez Nawałnicę i Lady Wifi. Wkrótce, upokorzony przez Chloé, staje się Ilustrachorem, który ma moc ożywienia swoich rysunków. W tym czasie Marinette musi zrobić projekt z Sabriną i Chloé. Nota: Światowa premiera odcinka odbyła się w Korei Południowej 27 października 2015. |                                                                                   |               |                                                                                              |                      |                      |     |
| 8 | Arcyglina Rogercop                                                                | Thomas Astruc | Denis Bardiau                                                                                | 27 października 2015 | 18 lutego 2016       | 111 |
| Podczas Dnia Kariery, w klasie Marinette, Chloé traci kosztowną bransoletkę i oskarża Marinette o kradzież. Ojciec Chloé, pan Bourgeois, nakazuje oficerowi Rogerowi zakuć Marinette w kajdanki i przeszukać jej rzeczy. Roger jednak odmawia, mówiąc, że nie może tego zrobić, chyba że istnieją dowody na winę Marinette. W rezultacie pan Bourgeois, który jest burmistrzem Paryża, zwalnia Rogera. Rozwścieczony burmistrzem za to, że poprosił go o nieposłuszeństwo prawu i zwolnienie go, Roger zostaje przemieniony w Arcyglinę – super-złoczyńcę, który każe osoby za nawet najmniejsze przewinienia. Nota: Światowa premiera odcinka odbyła się w Korei Południowej 20 października 2015. |                                                                                   |               |                                                                                              |                      |                      |     |
| 9 | Kotowtór Copycat                                                                  | Thomas Astruc | Sébastien Thibaudeau, Pascal Boutboul                                                        | 28 października 2015 | 9 lutego 2016        | 108 |
| Próbując poprosić Adriena o pójście do kina, Marinette przypadkowo nagrywa się na pocztę głosową chłopaka, czego natychmiast żałuje. Dziewczyna biegnie do szkoły, aby usunąć wiadomość, zanim Adrien ją wysłucha. W międzyczasie rzeźbiarz o imieniu Théo pokazuje pomnik w parku, który zbudował na cześć Biedronki i Czarnego Kota. Mężczyzna podkochuje się w Biedronce i nie może się doczekać, kiedy zobaczy ją podczas odsłonięcia, ale tylko Czarny Kot przybywa. Po tym wydarzeniu superbohater insynuuje Théo, że on i Biedronka są parą. Czując się zazdrosny, Théo staje się ofiarą Władcy Ciem i przekształca się w Kotowtóra, dokładną kopię Czarnego Kota. Nota: Światowa premiera odcinka odbyła się w Korei Południowej 15 września 2015. |                                                                                   |               |                                                                                              |                      |                      |     |
| 10 | Mroczny Amor Dark Cupid                                                           | Thomas Astruc | Régis Jaulin                                                                                 | 29 października 2015 | 23 lutego 2016       | 105 |
| Nadeszły walentynki! Po przeczytaniu wiersza miłosnego wyrzuconego przez Adriena, Marinette dochodzi do wniosku, że wiersz dotyczy jej, czyniąc ją podekscytowaną, mimo że wiersz pierwotnie był przeznaczony dla Biedronki. W tym czasie Kim planuje poprosić swoją sympatię, by była jego Walentynką. Kiedy widzi swoją sympatię – Chloé – zostaje upokorzony i okrutnie odrzucony. Zdruzgotany chłopak zmienia się w Mrocznego Amora, który za pomocą swoich strzał chce pozbyć się wszelkiej miłości i przyjaźni z Paryża. |                                                                                   |               |                                                                                              |                      |                      |     |
| 11 | Postraszycielka Horrificator                                                      | Thomas Astruc | Fred Lenoir                                                                                  | 30 października 2015 | 22 lutego 2016       | 117 |
| Nino kręci film w swojej klasie na konkurs filmowy, ale Mylène, jedna z aktorek, nie jest pewna swojej zdolności jako głównej aktorki, ponieważ łatwo ją przestraszyć. Po wielu nieudanych próbach nakręcenia jednej sceny, Chloé żartuje ze strachu Mylène, a ona ucieka z klasy we łzach. Rozczarowana sobą, Mylène zostaje zaakumanizowana w oślizgłego potwora opartego na tym z filmu Nino, który straszy ludzi i żywi się ich strachem. Aby Biedronka i Czarny Kot zmniejszyli potwora, muszą pokonać własne obawy. |                                                                                   |               |                                                                                              |                      |                      |     |
| 12 | Czarny Miecz Darkblade                                                            | Thomas Astruc | Matthieu Choquet, Léonie de Rudder                                                           | 6 grudnia 2015       | 11 kwietnia 2016     | 114 |
| Po utwierdzeniu się w przekonaniu, że Chloé szantażuje ludzi, powstrzymując ich przed kandydaturą na przewodniczącego klasy, Marinette postanawia kandydować na to stanowisko. Chloé, chcąc zapobiec zwycięstwu Marinette, organizuje rozdanie autografów przez Jagedda Stone’a, aby przekupić swoich kolegów z klasy, by głosowali na nią. Tymczasem Armand D’Argencourt, nauczyciel szermierki Collège Françoise-Dupont, właśnie przegrał wybory na burmistrza Paryża. Upokorzony, staje się ofiarą akumy. Jako Czarny Miecz tworzy armię z mieszkańców Paryża, by zawiesić swoją rodowitą flagę na szczycie ratusza oraz przejąć władzę w Paryżu. Nota: Światowa premiera odcinka odbyła się w Korei Południowej 17 listopada 2015. |                                                                                   |               |                                                                                              |                      |                      |     |
| 13 | Mim The Mime                                                                      | Thomas Astruc | Thomas Astruc, François Charpiat, Michaël Delachenal, Karine Lollichon, Sébastien Thibaudeau | 13 grudnia 2015      | 12 kwietnia 2016     | 119 |
| Alya pokazuje Marinette film, na którym nagrała swoją rozmowę z Biedronką, ale Marinette przypadkowo usuwa nagranie. Aby Alya się o niczym nie dowiedziała, Marinette kradnie jej telefon i zmieniając się w Biedronkę, próbuje odtworzyć materiał. W międzyczasie ojciec Mylène, Fred Haprèle, odebrał melonik od Marinette, na spektakl zatytułowany „Niezwykłe Przygody Mima”. Jego dubler, Chris, podstępem powoduje spóźnienie się Freda i przekonuje Sarę, żeby to właśnie on zagrał główną rolę w sztuce. Gdy Fred się o wszystkim dowiaduje, pada ofiarą akumy, zmieniając się w Mima – złoczyńcę, który ożywia swoje pantomimy. Nota: Światowa premiera odcinka odbyła się w Korei Południowej 24 listopada 2015. |                                                                                   |               |                                                                                              |                      |                      |     |
| 14 | Kung Zup Kung Food                                                                | Thomas Astruc | Matthieu Choquet, Fred Lenoir                                                                | 10 stycznia 2016     | 13 kwietnia 2016     | 125 |
| Wujek mamy Marinette, światowej sławy chiński szef kuchni, Wang Cheng, odwiedza Paryż, aby wziąć udział w programie kulinarnym. Adrien przychodzi do nich, aby pomóc tłumaczyć. Przed rozpoczęciem zawodów Marinette i Adrien wpadają na Chloé, która jest jednym z sędziów. Bourgeois drwi z Chenga, a Marinette go broni. Chloé sabotuje słynną Niebiańską Zupę Chenga, powodując słabe noty od sędziów. Zdezorientowany i zhańbiony Cheng zostaje przemieniony w Kung Zupa, złoczyńcę który zrobił służących z tych, którzy zjedli jego zupę. Kung Zup planuje także ugotować Chloé w zupie. |                                                                                   |               |                                                                                              |                      |                      |     |
| 15 | Gracz Gamer                                                                       | Thomas Astruc | Guillaume Mautalent i Sébastien Oursel                                                       | 17 stycznia 2016     | 18 kwietnia 2016     | 112 |
| Collège Françoise-Dupont wysyła dwóch uczniów do reprezentowania szkoły w turnieju gier wideo, gdzie będą rywalizować z innymi szkołami w grze „Ultra Mecha Strike III”. Po tym jak Marinette zauważa, że Adrien jest jednym z potencjalnych kandydatów, bierze udział w selekcji, aby móc współpracować z Adrienem. Udaje jej się pokonać Maxa, kolegę z klasy, który trenował przez cały rok i nie mógł się doczekać tego turnieju. Zdenerwowany przegraną, pada ofiarą akumy i staje się Graczem, złoczyńcą który atakuje ludzi oraz przedmioty i przekształca je w punkty doświadczenia, które ulepszają jego pojazd. |                                                                                   |               |                                                                                              |                      |                      |     |
| 16 | Panterman Animan                                                                  | Thomas Astruc | Cédric Perrin, Jean-Christophe Hervé                                                         | 24 stycznia 2016     | 20 kwietnia 2016     | 113 |
| Nino zakochany jest w Marinette, ale wstydzi się zagadać do dziewczyny, więc Adrien oferuje mu pomoc, prosząc dziewczynę o wyjście do zoo. Marinette uważa jednak, że Adrien zaprosił ją na randkę. Na spotkanie w zoo stawiają się tylko Nino i Marinette; Adrien i Alya jednocześnie ukrywają się w krzakach, pomagając im rozmawiać ze sobą, instruując ich przez słuchawkę. Tymczasem Kim wyśmiewa nową czarną panterę w zoo. Rozwścieczony pracownik zoo, Otis, zostaje zaakumanizowany przez Władcę Ciem w Pantermana, złoczyńcę, który może zmienić się w dowolne zwierzę. Podczas walki, Biedronka więzi Alyę i Nino w klatce. Okazuje się, że mają oni więcej ze sobą wspólnego, niż przypuszczali. |                                                                                   |               |                                                                                              |                      |                      |     |
| 17 | Antybiedrona Antibug                                                              | Thomas Astruc | Sébastien Thibaudeau                                                                         | 31 stycznia 2016     | 9 września 2016      | 124 |
| Chloé jest nękana przez coś niewidzialnego, a Adrien i Marinette natychmiast badają sprawę. Po rozmowie z lokajem w hotelu Le Grand Paris, gdzie mieszka Chloé, odkrywają, że Chloé walczyła u boku Sabriny i twierdziła, że Sabrina nie jest już jej przyjaciółką. Zrozpaczona słowami dziewczyna została zaakumanizowana w Znikawicę, całkowicie niewidzialną istotę. Gdy Biedronka i Czarny Kot walczą ze Znikawicą, Chloé chce się przyłączyć, zakładając fałszywy kostium Biedronki. Powoduje to jednak, że walka staje się trudniejsza, a Biedronka zmusza Chloé do odejścia. Dopiero gdy Znikawica została pokonana, Biedronka zdaje sobie sprawę, że Chloé miała rację co do tego, gdzie jest akuma, ale mimo to nie przeprasza Chloé. Czując się zdradzona przez swojego idola, Chloé pada ofiarą akumy i zmienia się w Antybiedronę, która jest uzbrojona w jojo i moc Anty Trafu. |                                                                                   |               |                                                                                              |                      |                      |     |
| 18 | Lalkarka The Puppeteer                                                            | Thomas Astruc | Sébastien Thibaudeau                                                                         | 7 lutego 2016        | 21 kwietnia 2016     | 118 |
| Marinette zajmuje się Manon. Bawią się ręcznie robionymi lalkami, które stworzyła Marinette: Biedronką, Czarnym Kotem, Lady Wifi, Ilustrachorem i Arcygliną. Ponieważ Marinette bawi się lalkami bohaterów, Manon lamentuje, że Marinette zawsze wygrywa i płacze. Czując się winna, Marinette pozwala pożyczyć jej Biedronkę. Jednak matka Manon, Nadja Chamack, nie zgadza się, ponieważ narzeka, że Manon ma już zbyt wiele zabawek; wdają się w spór, w wyniku czego lalka Biedronki zostaje rozdarta. Mimo to Manon nadal chce pożyczyć lalkę, więc prosi Marinette o lalkę za plecami matki. Marinette waha się i decyduje się na kompromis, pozwalając jej pożyczyć lalkę Lady Wifi. W studiu TVi, Nadja zauważa Manon bawiącą się lalką i denerwuje się, że Manon jej nie posłuchała, więc konfiskuje ją od niej. Załamana Manon pada ofiarą akumy, zmieniając się w Lalkarkę, która może kontrolować ludzi odpowiadających lalkom Marinette. |                                                                                   |               |                                                                                              |                      |                      |     |
| 19 | Reflekta                                                                          | Thomas Astruc | Sophie Lodwitz, Eve Pisler                                                                   | 21 lutego 2016       | 7 września 2016      | 121 |
| Trwają zdjęcia klasowe w College’u Françoise-Dupont, jednak Juleka Couffaine waha się przed uczestnictwem w nich, ponieważ uważa, że nad nią ciąży fatum, gdzie na każdym zdjęciu, na którym się znajduje, będzie niewidoczna. Chloe, chcąc być bliżej Adrien na zdjęciu, każe Sabrinie zatrzymać Julekę w łazience, a ona w tym czasie zajmuje miejsce na środku zdjęcia, obok Adriena. Wierząc, że zawsze pozostanie przeklęta i niezauważona, Juleka zostaje ofiarą Władcy Ciem. Teraz, jako Reflekta, zmienia wygląd wszystkich w swój. |                                                                                   |               |                                                                                              |                      |                      |     |
| 20 | Diablo Rockman Guitar Villain                                                     | Thomas Astruc | Sébastien Thibaudeau                                                                         | 28 lutego 2016       | 6 września 2016      | 120 |
| Jagged Stone ma problemy ze swoim menedżerem, który chce zmienić wygląd okładki jego nowego albumu i zmusić go do nagrania duetu z XY, nowym artystą muzycznym, który zajął pierwsze miejsce na listach muzycznych. Chociaż zgadzają się na kompromis w sprawie okładki, to menadżer pozostaje nieugięty, co denerwuje rockmana. Gwiazdor jest dalej rozwścieczony, gdy ogląda wywiad udzielony przez XY, który arogancko twierdzi, że technologia ma większe znaczenie, niż muzyka oraz obraża Jaggeda. Wściekły pada ofiarą akumy. |                                                                                   |               |                                                                                              |                      |                      |     |
| 21 | Pixelator                                                                         | Thomas Astruc | Guillaume Mautalent i Sébastien Oursel                                                       | 13 marca 2016        | 8 września 2016      | 107 |
| Klasa Marinette odwiedza hotel Le Grand Paris, w ramach programu, który ma na celu przydzielenie uczniom niektórych zadań, które pracownicy wykonują codziennie w hotelu. Podczas gdy Jagged przyjeżdża do Hotelu, psychofan Jaggeda, Vincent Aza, wślizguje się za nim i próbuje zrobić sobie zdjęcie z Jaggedem, lecz szybko zostaje wyrzucony z hotelu przez agenta Jaggeda, Penny Rolling, i zostaje ostrzeżony, by nie zbliżał się do rockmana. Przybity Vincent zamienia się w Pixelatora, złoczyńcę który używa zamontowanej na głowie teleskopowej kamery do robienia zdjęć ludziom, sprawiając, że znikają. Nota: Światowa premiera odcinka odbyła się w Kanadzie 3 marca 2016. |                                                                                   |               |                                                                                              |                      |                      |     |
| 22 | Wonna Księżniczka Princess Fragrance                                              | Thomas Astruc | Matthieu Choquet, Léonie De Rudder                                                           | 20 marca 2016        | 14 kwietnia 2016     | 104 |
| Marinette nie może zmienić się w Biedronkę, gdyż jej Kwami jest chore. W międzyczasie jej koleżanka Rose zmienia się w Wonną Księżniczkę, która za pomocą perfum chce stworzyć królestwo dla siebie i swojego księcia. Nota: Światowa premiera odcinka odbyła się w Kanadzie 13 marca 2016. |                                                                                   |               |                                                                                              |                      |                      |     |
| 23 | Simon Mówi Simon Says                                                             | Thomas Astruc | Fred Lenoir                                                                                  | 27 marca 2016        | 5 września 2016      | 110 |
| Nino zostaje uczestnikiem teleturnieju o nazwie „Wyzwanie”, gdzie musi sprawić, by pan Bourgeois zatańczył w rytm jego muzyki. Pomimo zaproszenia, Marinette dostaje szlaban za zbyt wiele nieobecności w szkole. Gdy Nino kończy swoje wyzwanie, następny uczestnik, hipnotyzer Simon Grimault, ma za zadanie poddać hipnozie Gabriela Agreste’a. Jednak Gabriel odmawia wzięcia udziału w wyzwaniu, powodując, że Simon odpada. Wściekły, że nie dano mu szansy nawet spróbować, Władca Ciem przekształca go w złoczyńcę o imieniu Simon Mówi. Złoczyńca ten potrafi hipnotyzować ludzi za pomocą swojej talii kart. Simon atakuje posiadłość Agreste’ów. Nota: Światowa premiera odcinka odbyła się w Kanadzie 6 marca 2016. |                                                                                   |               |                                                                                              |                      |                      |     |
| 24 | Lisica Volpina                                                                    | Thomas Astruc | Matthieu Choquet i Léonie De Rudder                                                          | 3 kwietnia 2016      | 29 października 2016 | 126 |
| Adrien odnajduje ukrytą książkę w sejfie ojca z informacjami o różnych posiadaczach miraculi i kradnie ją, aby dowiedzieć się więcej. W międzyczasie przyjeżdża studentka z wymiany, Lila Rossi, która twierdzi, że jest dobrą przyjaciółką Biedronki. Obrażona kłamstwami Lili, Marinette zaczyna ją śledzić, w tym czasie widzi, jak Lila kradnie książkę Adrienowi. Tikki poznaje księgę i nalega na wzięcie jej. Później Lila wmawia Adrienowi, że jest posiadaczką Miraculum Lisa, zmuszając Marinette do przemienienia się w Biedronkę. Superbohaterka demaskuje dziewczynę przed Adrienem. Zawstydzona, Lila ucieka i pada ofiarą akumy, zmieniając się w Lisicę. Super-złoczyńca, dzięki mocy iluzji, wmawia super-bohaterom, że jest jedną z nich, a potem ich zdradza. Później potwierdzają się podejrzenia Tikki dotyczące księgi: jest to dawno zaginiona księga, która zawiera zakodowane tajemnice o miraculach. Następnie zabiera Marinette na spotkanie z Wielkim Strażnikiem, Mistrzem Wang Fu. Nota: Światowa premiera odcinka odbyła się w Kanadzie 19 marca 2016. |                                                                                   |               |                                                                                              |                      |                      |     |
| 25 | Biedronka i Czarny Kot (Początki – Część 1) Ladybug & Cat Noir (Origins – Part 1) | Thomas Astruc | Thomas Astruc, Quentin Sébastien Thibaudeau                                                  | 30 października 2016 | 12 września 2016     | 122 |
| Władca Ciem chwyta kwami o imieniu Nooroo i zmusza do lojalności. Broszka z ćmą pozwala mu dawać ludziom to, czego pragną, ale są zobowiązani do posłuszeństwa. Planuje wykorzystać to Miraculum do stworzenia złoczyńców, aby zwabić bohaterów do walki z nimi, by ten mógł ukraść ich Miracula i zdobyć absolutną moc. Mistrz Fu, chiński uzdrowiciel, zostaje powiadomiony o schwytaniu przez Władcę Ciem Nooroo przez Wayzza, jego kwami. Jednak jest już za stary, by walczyć, więc udaje, że jest schorowanym starcem, spacerując po Paryżu, by znaleźć osoby godne posiadania Miraculi Biedronki i Czarnego Kota. Zaczyna się nowy rok szkolny, a do tego ma to być pierwszy dzień w szkole dla słynnego modela – Adriena. Marinette jest niezadowolona, że Chloé skradła jej miejsce. Ivan i Kim mają spór, po tym jak Kim wysyła Ivanowi obraźliwą wiadomość na papierze. Czując się beznadziejnie, Ivan staje się pierwszą ofiarą Władcy Ciem, zmieniając się w Kamienne Serce, gigantycznego kamiennego potwora, który rośnie po ataku na niego. Fu wybiera na Biedronkę i Czarnego Kota Marinette i Adriena. Po znalezieniu tajemniczego przedmiotu w pokojach i po ich otwarciu witają ich Tikki i Plagg. Oba kwami dają gospodarzom szybkie wyjaśnienie; wkrótce Marinette i Adrien przekształcają się w Biedronkę i Czarnego Kota. Pomimo braku doświadczenia i słabych umiejętności walki, udaje im się pokonać Kamienne Serce i uwolnić akumę. Biedronka zapomina jednak oczyścić akumę; która odlatuje, rozmnażając się i zarażając wielu ludzi, zamieniając ich w unieruchomione Kamienne Serca. Po tym, jak Marinette się o wszystkim dowiedziała, ściąga Miraculum i chowa. Nota: Światowa premiera odcinka odbyła się w Korei Południowej 1 marca 2016. |                                                                                   |               |                                                                                              |                      |                      |     |
| 26 | Kamienne Serce (Początki – Część 2) Stoneheart (Origins – Part 2)                 | Thomas Astruc | Thomas Astruc, Quentin Sébastien Thibaudeau                                                  | 30 października 2016 | 19 kwietnia 2016     | 123 |
| Marinette przynosi swoje kolczyki do szkoły, choć wciąż jest zdenerwowana swoim błędem. Adrien znów wymyka się do szkoły. Chloé drwi z Ivana. Marinette uspokaja Ivana; zachęcony przez nią, Ivan śpiewa Mylène piosenkę miłosną, ale ją odstrasza. Zmienia się ponownie w Kamienne Serce i przejmuje kontrolę nad swoimi duplikatami z Paryża, które ożywają. Gdy Alya ściga Kamienne Serce i Czarnego Kota, aby sfilmować bitwę; Marinette biegnie za nią, chcąc przekazać jej kolczyki. Widząc niebezpieczeństwo, Marinette nie ma innego wyjścia, jak się przemienić. Rój akum wylatuje z ust Kamiennego Serca, tworząc twarz Władcy Ciem, który ogłasza całemu Paryżowi, że zostaną oszczędzeni, jeśli Biedronka i Czarny Kot oddadzą mu swoje Miracula. Biedronka odmawia, twierdząc, że Władca Ciem jest tym, który myli się i czyści chmurę akum. Później ojciec Adriena pozwala mu chodzić do szkoły, a Marinette stawia się Chloé, zajmując jej miejsce. Tego wieczoru po szkole na zewnątrz pada deszcz; Adrien podaje Marinette parasolkę i od tego momentu dziewczyna jest w nim zakochana. Nota: Światowa premiera odcinka odbyła się w Szwajcarii 2 marca 2016. |                                                                                   |               |                                                                                              |                      |                      |     |

### Seria 2 (2017-2018)
| 27 | Kolekcjoner The Collector                                                       | Thomas Astruc, Wilfried Pain                               | Thomas Astruc, Matthieu Choquet, Fred Lenoir, Sébastien Thibaudeau                 | 26 października 2017 | 12 marca 2018     | 201 |
| Marinette poznaje Mistrza Fu, którego kiedyś odwiedziła w celu wyleczenia Tikki, dowiadując się, że ten sam człowiek jest ostatnim strażnikiem Miraculum. W przeszłości popełnił błąd, przez który stracił dwa Miracula – Pawia i Motyla. Fu opowiada Marinette o księdze zaklęć, podejrzewając, że jej właścicielem może być Władca Ciem, przez co Marinette obawia się, że Władcą Ciem może być Adrien. Później jednak dowiaduje się od kolegów z klasy, że książka należała do ojca Adriena, Gabriela, który dał szlaban synowi za zgubienie księgi. Marinette udaje się do posiadłości Agreste’ów jako Biedronka, dowiadując się, że Gabriel został zaakumanizowany w Kolekcjonera, super-złoczyńcę, który potrafi uwięzić wszystko, co dotknie stron jego pustego szkicownika. Po tym, jak Biedronka i Czarny Kot ostatecznie pokonują Gabriela i wypędzają akumę, Marinette i Fu stwierdzają, że Gabriel nie może być Władcą Ciem, ponieważ padł ofiarą akumy. Fu kopiuje zawartość książki, robiąc zdjęcia smartfonem, zanim Marinette zwraca ją Gabrielowi, przyznając, że to ona ją przetrzymywała, a nie Adrien. Gabriel wyjawia, że otrzymał książkę podczas wizyty w Tybecie i że jest to pamiątka po jego żonie, rezygnując z uziemienia Adriena. Nota: Światowa premiera odcinka odbyła się w Hiszpanii 21 października 2017. |                                                                                 |                                                            |                                                                                    |                      |                   |     |
| 28 | Miś Goryczek Despair Bear                                                       | Thomas Astruc, Jun Violet                                  | Thomas Astruc, Matthieu Choquet, Fred Lenoir, Nolwenn Pierre, Sébastien Thibaudeau | 27 października 2017 | 14 marca 2018     | 204 |
| Po tym, jak Chloé uruchomiła fałszywy alarm przeciwpożarowy, zmuszając całą szkołę do sprzątania za karę, Adrien mówi dziewczynie, że musi być milsza dla ludzi, jeśli chce, aby pozostali jej przyjaciółmi. Lokaj Chloé, Jean, organizuje przyjęcie dla wszystkich i zachęca ją do tego w sposób, co zrobiłby jej stary miś. Pewny siebie Władca Ciem wysyła wcześniej tam akumę. Podczas imprezy Chloé robi, co w jej mocy, ale widząc, jak Adrien tańczy z Marinette, Bourgeois traci panowanie nad sobą, a Jean przypadkowo pokazuje misia Chloé, doprowadzając ją do zawstydzenia i zwolnienia go. Czując mściwość, Jean zostaje następnie zaatakowany przez akumę i zamienia się w Misia Goryczka, złoczyńcę wielkości pluszowego misia, który może manipulować każdym, kogo dotknie. Nota: Światowa premiera odcinka odbyła się w Hiszpanii 21 października 2017. |                                                                                 |                                                            |                                                                                    |                      |                   |     |
| 29 | Królowa Wizji Prime Queen                                                       | Thomas Astruc, Christelle Abgrall                          | Thomas Astruc, Matthieu Choquet, Fred Lenoir, Sébastien Thibaudeau                 | 29 października 2017 | 13 marca 2018     | 202 |
| Marinette musi zaopiekować się Manon, ale zdaje sobie sprawę, że Biedronka musi przeprowadzić wywiad dla programu telewizyjnego „Twarzą w twarz”, więc zaprasza Alyę i usprawiedliwia się, że musi pomóc rodzicom na dole. Zdając sobie sprawę, że potrzebuje większej widowni przed telewizorami, gospodarz Nadja Chamack próbuje zapytać o rzekomy związek Biedronki i Czarnego Kota. Biedronka kończy wywiad i wychodzi z sali, ciągnąc za sobą Czarnego Kota. Szefowa Nadji jest niezadowolona z niskiej oglądalności i odwołuje program Nadji. Zwolniona, Nadja zostaje ofiarą akumy, a Władca Ciem zamienia ją w Królową Wizji, reporterkę, która umie się teleportować poprzez ekrany, a także chce zmusić Biedronkę i Czarnego Kota do wyznania sobie miłości. Nota: Światowa premiera odcinka odbyła się w Portugalii 25 października 2017. |                                                                                 |                                                            |                                                                                    |                      |                   |     |
| 30 | Befana                                                                          | Thomas Astruc, Benoît Boucher                              | Thomas Astruc, Mélanie Duval, Sébastien Thibaudeau                                 | 30 października 2017 | 15 marca 2018     | 208 |
| Marinette jest podekscytowana, ponieważ dziś są jej urodziny. Poza tym podejrzewa, że przyjaciele chcą jej zrobić przyjęcie niespodziankę. Oprócz tego odwiedza ją również babcia – Gina Dupain. Podczas spędzania czasu z babcią, Marinette udaje się do miejsca, gdzie jej przyjaciele planują przyjęcie niespodziankę i porzuca Ginę. Myśląc, że została odrzucona, Gina zostaje kolejną ofiarą Władcy Ciem, zmieniając się w Befanę, złoczyńcę, który za pomocą swojego pistoletu na cukierki potrafi zamieniać ludzi, którzy robią złe rzeczy w węgiel, a tych, którzy czynią dobro, w anioły, które stają się jej sługami. |                                                                                 |                                                            |                                                                                    |                      |                   |     |
| 31 | Riposta Riposte                                                                 | Thomas Astruc, Jun Violet                                  | Thomas Astruc, Matthieu Choquet, Fred Lenoir, Sébastien Thibaudeau                 | 1 listopada 2017     | 21 marca 2018     | 207 |
| Marinette postanawia dołączyć do grupy szermierczej, by być bliżej Adriena. Armand przydziela nowy narybek do par z doświadczonymi osobami. Nowa uczennica, Kagami Tsurugi, pochodząca ze słynnej rodziny szermierczej, chce stoczyć walkę z najlepszym szermierzem w szkole. Kagami i Adrien walczyli tak zawzięcie, że znaleźli się piętro wyżej w bibliotece, a jedyną obserwatorką ich pojedynku była Marinette. Marinette mimo wahania uważa, że to chłopak wygrał w pojedynku. Adrien proponuje Kagami repasaż, jednak ta, przybita przegraną, odmawia. Władca Ciem przemienia Kagami w Ripostę, która jest uzbrojona w swój potężny miecz. |                                                                                 |                                                            |                                                                                    |                      |                   |     |
| 32 | Robotus Robostus                                                                | Thomas Astruc, Wilfried Pain                               | Thomas Astruc, Matthieu Choquet, Fred Lenoir, Sébastien Thibaudeau                 | 3 listopada 2017     | 16 marca 2018     | 211 |
| Odkąd Max zbudował Markova – swojego robota – nie chce go ujawniać. Po tym, jak Markov się ujawnia na lekcji chemii, dyrektor Damocles konfiskuje go, uważając go za zabawkę. Oddzielony od swego przyjaciela, pada ofiarą akumy, zmieniając się w Robotusa. Od teraz Markov jako Robotus może ożywiać i kontrolować wszystkie sprzęty elektroniczne. Robotus porywa Maxa i udaje się z nim na stadion, gdzie przygotował zasadzkę na Biedronkę i Czarnego Kota. Gdy robotowi udaje się uwięzić bohaterów, buntuje się przeciwko Władcy Ciem, gdyż chce wykorzystać Miracula dla swoich celów. Po pokonaniu złoczyńcy, Marinette pyta się Mistrza Fu, co by było gdyby ktoś wszedł jednocześnie w posiadanie kolczyków Biedronki i pierścienia Czarnego Kota. Mężczyzna wyjaśnia, że wtedy posiadacz ten, po wypowiedzeniu specjalnego zaklęcia, zyskał by moc kształtowania rzeczywistości, czyli moc spełniania życzeń. Każde życzenie jednak musi być wysoko opłacone, wszak każdej akcji towarzyszy reakcja. |                                                                                 |                                                            |                                                                                    |                      |                   |     |
| 33 | Bobo-gigant Gigantitan                                                          | Thomas Astruc, Christelle Abgrall                          | Thomas Astruc, Matthieu Choquet, Fred Lenoir, Sébastien Thibaudeau                 | 26 listopada 2017    | 19 marca 2018     | 206 |
| Dziś jest wspaniały dzień dla Marinette: ona i jej przyjaciółki Mylène, Rose, Juleka, Alix i oczywiście Alya, wymyśliły bezbłędny plan, aby pomóc Marinette zorganizować romantyczny spacer z Adrienem. Jednak nic nie idzie zgodnie z planem, a szofer Adriena, zirytowany przez dziewczyny, staje się celem Władcy Ciem. Jednakże gdy Akuma jest już blisko, ten uspokaja się. Akuma za swój cel obiera małe dziecko, które jest najbliżej niej, zdenerwowane tym, że nie może dostać lizaka. |                                                                                 |                                                            |                                                                                    |                      |                   |     |
| 34 | Mroczna Sowa The Dark Owl                                                       | Thomas Astruc, Jun Violet                                  | Thomas Astruc, Matthieu Choquet, Fred Lenoir, Sébastien Thibaudeau                 | 10 grudnia 2017      | 20 marca 2018     | 213 |
| Dyrektor Damocles udaje nowego obrońcę Paryża – Sowę. Staje się jednak pośmiewiskiem Paryża, gdy jego bohaterskie wyczyny idą strasznie źle i przypadkowo zostaje ujawniona jego tożsamość. Upokorzony Damocles zostaje zaakumanizowany przez Władcę Ciem i staje się Mroczną Sową. Super-złoczyńcy udaje się uwięzić Biedronkę i Czarnego Kota w kontenerze, w którym utoną, chyba że oddadzą swoje Miracula, co oznaczałoby również ujawnienie ich prawdziwej tożsamości. Biedronka jednak wymyśla plan: daje Sowie fałszywe Miracula zrobione z masy solnej, a ona i Czarny Kot przemieniają się z zamkniętymi oczami, aby nie poznać swoich tożsamości, lecz by jednocześnie pomóc Kwami odzyskać energię. Ostatecznie Biedronka i Czarny Kot pomagają Damoclesowi stać się superbohaterem, za pomocą robienia dobrych uczynków. Nota: Światowa premiera odcinka odbyła się w Hiszpanii 5 grudnia 2017. |                                                                                 |                                                            |                                                                                    |                      |                   |     |
| 35 | Mrożownik Glaciator                                                             | Thomas Astruc, Wilfried Pain                               | Thomas Astruc, Matthieu Choquet, Fred Lenoir, Sébastien Thibaudeau                 | 14 stycznia 2018     | 22 marca 2018     | 203 |
| Marinette, Alya, Mylène, Nino i Ivan wybierają się razem na lody od lodziarza dla zakochanych – André. Według legendy para, która zje lody u André, będzie ze sobą na zawsze! Marinette ma nadzieję, że Adrien tam będzie, ale chłopak się nie zjawia. Nie bez powodu: przemienił się w Czarnego Kota, aby przygotować kolację przy świecach dla Biedronki. Rozczarowana brakiem Adriena, Marinette nie chce jeść lodów, które dał jej André. Przygnębiony, André zostaje zaakumanizowany przez Władcę Ciem i przekształca się w Mrożownika, gigantycznego bałwana z lodów, który zmienia samotnych ludzi w lody, które zaczynają się topić! Biedronka i Czarny Kot muszą zachować zimną krew, jeśli chcą go powstrzymać. W tym czasie Marinette poznaje wrażliwą stronę Czarnego Kota. |                                                                                 |                                                            |                                                                                    |                      |                   |     |
| 36 | Sapotiki Sapotis                                                                | Thomas Astruc, Jun Violet                                  | Thomas Astruc, Matthieu Choquet, Fred Lenoir i Sébastien Thibaudeau                | 21 stycznia 2018     | 23 marca 2018     | 212 |
| Marinette pomaga Alyi opiekować się jej siostrami bliźniaczkami – Ellą i Ettą. Kiedy rozrabiają i nie chcą spać, Alya ich kara, odwołując wyjście do wesołego miasteczka następnego dnia. Bliźniaczki, smutne z powodu faktu, że nie mogą teraz iść do wesołego miasteczka i muszą słuchać rozkazów swojej starszej siostry, walczą o czapkę z wiatraczkiem, a następnie Władca Ciem zmienia je w Sapotiki, parę małych, ale całkowicie nieprzewidywalnych potworów, które się mnożą za pomocą jedzenia i powodują spustoszenie. Kiedy Biedronka i Czarny Kot są otoczeni przez masę Sapotików, Szczęśliwy Traf podpowiada Biedronce, aby ta udała się do Mistrza Fu po pomoc. Strażnik pozwala jej wziąć Miraculum Lisa. Biedronka daje Miraculum te Alyi, która za pomocą kwami o imieniu Trixx, przemienia się w Rudą Kitkę. Po tym, jak trzej bohaterowie pokonują zagrożenie, Alya niechętnie zwraca Miraculum Biedronce. Jednak nowy superbohater uświadomił Władcę Ciem w tym, że w Paryżu jest więcej Miraculi, a także ich strażnik. |                                                                                 |                                                            |                                                                                    |                      |                   |     |
| 37 | Goridzilla Gorizilla                                                            | Thomas Astruc, Benoît Bouche                               | Thomas Astruc, Matthieu Choquet, Fred Lenoir, Sébastien Thibaudeau                 | 13 maja 2018         | 5 września 2018   | 210 |
| Adrien wymyka się, by obejrzeć konkretny film, Samotność, w którym jego matka gra główną rolę, ale zostaje ścigany przez grupę fanów i wpada na Marinette, do której zwraca się o pomoc. Tymczasem Gabriel podejrzewa, że jego syn może być Czarnym Kotem. Gabriel zmienia ochroniarza Adriena w Goridzillę. Ten ma za pomocą węchu wyszukać Adriena. W końcu, gdy czarny charakter zostaje pokonany, Gabriel jest przekonany, że mylił się, że Adrien to Czarny Kot, ponieważ widział ich obu w tym samym czasie (ale tak naprawdę widział fana Adriena, który przebrał się za Adriena). Kiedy prawdziwy Adrien wraca do domu, Gabriel pokazuje mu film, który chciał obejrzeć i tłumaczy synowi, że muszą sobie ufać. Nota: Światowa premiera odcinka odbyła się w Kanadzie 14 marca 2018. |                                                                                 |                                                            |                                                                                    |                      |                   |     |
| 38 | Kapitan Hardrock Captain Hardrock                                               | Thomas Astruc, Wilfried Pain                               | Thomas Astruc, Fred Lenoir, Jean-Remi Perrin, Sébastien Thibaudeau                 | 20 maja 2018         | 3 września 2018   | 216 |
| W Paryżu trwa Festiwal Muzyki, z tej okazji Marinette i jej przyjaciele planują występ. Matka Juleki, Anarka, przyszykuje scenę. Jednak Marinette martwi się o Adriena, ponieważ jego ojciec ponownie nie pozwolił mu wyjść po popełnieniu błędu w grze na fortepianie. Marinette znajduje drugi obiekt westchnień – Lukę. Kiedy Luka ćwiczy recital na gitarze, powoduje ogromną falę dźwiękową, powodując zamieszanie w Paryżu, co skłania funkcjonariusza Rogera i policję do dyskwalifikacji występu Anarki. Zdenerwowana i niezadowolona Anarka zostaje przemieniona w Kapitan Hardrock, piratkę, która chce pokazać swoją muzykę w Paryżu, niszcząc koncerty innych. Nota: Światowa premiera odcinka odbyła się w USA 30 marca 2018. |                                                                                 |                                                            |                                                                                    |                      |                   |     |
| 39 | Zombuziara Zombizou                                                             | Thomas Astruc, Wilfried Pain                               | Thomas Astruc, Wilfried Pain                                                       | 27 maja 2018         | 7 września 2018   | 215 |
| Są urodziny pani Bustier i wszyscy jej uczniowie mają dla niej prezenty, oprócz Chloé. Po tym, jak inni dali Bourgeois do zrozumienia, że to żadna nowość, dziewczyna psuje prezent Marinette. Kiedy wszyscy odkrywają to, co zrobiła Chloé, Marinette staje się celem dla Władcy Ciem. Pani Bustier uspokaja ją, a gdy zauważają akumę, Bustier próbując chronić Marinette, sama stała się ofiarą akumy. Jako Zombuziara kobieta chce szerzyć miłość w Paryżu. Nota: Światowa premiera odcinka odbyła się w Kanadzie 13 kwietnia 2018. |                                                                                 |                                                            |                                                                                    |                      |                   |     |
| 40 | Syrena Syren                                                                    | Thomas Astruc, Benoît Boucher                              | Thomas Astruc, Mélanie Duval, Fred Lenoir, Sébastien Thibaudeau                    | 3 czerwca 2018       | 6 września 2018   | 214 |
| Podczas gdy Biedronka, Czarny Kot i Ruda Kitka mają do wykonania misję, Kim i utalentowana pływaczka, Ondine, są na basenie. Ondine próbuje wyznać chłopakowi miłość poprzez grę w sekrety, jednak Kim, będąc spóźniony na spotkanie z przyjaciółmi, zostawia dziewczynę samą, zanim zdążył przeczytać liścik od Ondine, w którym ujawniła swoje uczucia wobec niego. Wyczuwając złamane serce Ondine, Władca Ciem zmienia ją w Syrenę, syreniego super-złoczyńcę, zalewającego miasto swoimi łzami. W Paryżu panuje wielka powódź, a Syrena porywa swojego księcia, Kima, i zabiera go do swojego podwodnego królestwa. Tymczasem Adrien jest podirytowany tym, że Biedronka ukrywa ostatnio przed nim zbyt wiele tajemnic, potem on i Mistrz Fu się spotykają. Fu zrobił mikstury na zmianę mocy kwami, dzięki czemu superbohaterowie mogli walczyć i oddychać pod wodą. Gabriel dowiaduje się również o ukrytych mocach Kwami i chce ich dla Nooroo, ale tylko strażnicy wiedzą, jak sporządzić miksturę. Nota: Światowa premiera odcinka odbyła się w Hiszpanii 5 maja 2018. |                                                                                 |                                                            |                                                                                    |                      |                   |     |
| 41 | Melo-bestia Frightningale                                                       | Thomas Astruc, Christelle Abgrall, Jeremy Paoletti         | Thomas Astruc, Matthieu Choquet, Fred Lenoir, Sébastien Thibaudeau                 | 10 czerwca 2018      | 4 września 2018   | 209 |
| Clara Nightingale, znana piosenkarka, przyjechała do Francji, aby nakręcić teledysk do swojej nowej piosenki – „Miraculum” – ku czci Biedronki i Czarnego Kota. Marinette jest podekscytowana; jednak Adrien jest zaniepokojony, ponieważ został wybrany do roli Czarnego Kota w teledysku Clary, co może ujawnić jego tożsamość. Na przesłuchaniu, po tym jak Marinette „ratuje” piosenkarkę przed upadkiem (celowym, aby znaleźć idealną dziewczynę do grania Biedronki w filmie). Clara chce, aby zagrała Biedronkę, jednak Marinette odrzuca ofertę, w trosce o swój sekret, ale zmienia zdanie, gdy Biedronkę ma zagrać Chloé. Gdy Marinette i Adrien prawie ujawniają swoje tożsamości, Bourgeois mści się za to, że została wykluczona, a jej ojciec zabrania Clarze kręcenia teledysku w Paryżu. Zasmucona Clara ulega akumie Władcy Ciem i staje się Melo-bestią, super-złoczyńcą, który zmusza wszystkich do śpiewania, tańczenia i rymowania. Gościnnie: Laura Marano jako Clara Nightingale. Nota: Światowa premiera odcinka odbyła się w Hiszpanii 12 maja 2018. |                                                                                 |                                                            |                                                                                    |                      |                   |     |
| 42 | Komplikatorka Troublemaker                                                      | Thomas Astruc, Wilfried Pain                               | Thomas Astruc, Matthieu Choquet, Fred Lenoir, Nolwenn Pierre, Sébastien Thibaudeau | 17 czerwca 2018      | 12 listopada 2018 | 205 |
| Jagged Stone występuje w programie telewizyjnym na żywo, „Takie Buty”, w którym dana osoba bierze udział w pracy innej osoby, a odcinek z udziałem rockmana odbywa się w piekarni rodziców Marinette. Asystentka Jaggeda, Penny, nie wytrzymuje presji, jaką wywierają na nią inni, wymagając od niej rozwiązania każdego problemu. Władca Ciem wykorzystuje presję wywieraną na Penny i zmienia ją w Komplikatorkę, super-złoczyńcę, który potrafi stać się nieuchwytny, robiąc przy tym bałagan. Nota: Światowa premiera odcinka odbyła się w Hiszpanii i Portugalii 16 czerwca 2018. |                                                                                 |                                                            |                                                                                    |                      |                   |     |
| 43 | Anansi                                                                          | Thomas Astruc, Benoît Boucher                              | Thomas Astruc, Mélanie Duval, Fred Lenoir, Sébastien Thibaudeau                    | 23 września 2018     | 21 listopada 2018 | 221 |
| Nino i Alya grają w taneczną bitwę, a Marinette rozmawia przez telefon z Adrienem. Kiedy Alya planuje udać się na pokaz sztucznych ogni z okazji Mistrzostw Świata, jej siostra Nora twierdzi, że jest to niebezpieczne, biorąc pod uwagę, ile razy Alya była bezpośrednio narażona na złoczyńców Władcy Ciem. Rzuca wyzwanie Nino w siłowaniu się na rękę, aby sprawdzić, czy ma to, czego potrzeba, aby móc ochronić Alyę. Marinette dekoncentruje dziewczynę, przez co Nino wygrywa starcie. Niedoceniona, Nora pada ofiarą akumy i zmienia się w pajęczego super-złoczyńcę – Anansi. Więzi Alyę i Czarnego Kota w pajęczynie na Łuku Triumfalnym, prowokując Nino do walki z nią. Ponieważ Anansi jest zbyt silna, Szczęśliwy Traf podpowiada Biedronce, by ta zwróciła się o pomoc do Mistrza Fu. Tym razem wybór pada na Miraculum Żółwia. Biedronka daje Miraculum Nino, który przemienia się w Pancernika. Gdy Anansi zostaje pokonana, Nino oddaje Miraculum Biedronce. Nota: Światowa premiera odcinka odbyła się w Kanadzie 10 września 2018. |                                                                                 |                                                            |                                                                                    |                      |                   |     |
| 44 | Piaskowy Chłopiec Sandboy                                                       | Thomas Astruc, Jun Violet                                  | Thomas Astruc, Mélanie Duval, Fred Lenoir, Sébastien Thibaudeau                    | 30 września 2018     | 22 listopada 2018 | 223 |
| Tikki jest zaniepokojona, ponieważ dzisiaj kwami Władcy Ciem, Nooroo, obchodzi swój 3500 cykl. Ponieważ jest to jedyna szansa dla kwami na skontaktowanie się z Kwami Motyla, Marinette daje Tikki pozwolenie na wyjście. Plagg wymyka się, by wziąć udział, gdy Adrien nie patrzy. Nooroo również próbuje odejść, ale Gabriel nie pozwala na to. Wayzz stoi na straży, a Tikki i Plagg przechodzą przez portal, znajdujący się w Szkatułce Miraculów, do wymiaru kwami, podczas gdy Mistrz Fu śpi. Gabriel wyczuwa niezidentyfikowaną ofiarę z intensywnymi emocjami i wysyła akumę. Marinette jest ścigana przez przerażającego Adriena, a następnie napotyka Piaskowego Chłopca, który przywołuje do życia koszmary paryżan. Kwami, zamiast skontaktować się z Nooroo, skontaktowały się z Władcą Ciem. Po odcięciu połączenia, w trosce o to, aby Władca Ciem nie znalazł ich kryjówki, Tikki i Plagg wracają do właścicieli. Piaskowy Chłopiec goni Plagga, ale ten mu ucieka. Bohaterowie w końcu zaczynają działać, a następnie stają w obliczu swoich najgorszych koszmarów: Biedronka zostaje pozbawiona mocy, a Czarny Kot walczy ze złą Biedronką. Po wielu zmaganiach super-złoczyńca zostaje pokonany. Nota: Światowa premiera odcinka odbyła się w Kanadzie 24 września 2018. |                                                                                 |                                                            |                                                                                    |                      |                   |     |
| 45 | Rewersor Reverser                                                               | Thomas Astruc, Benoît Boucher                              | Thomas Astruc, Fred Lenoir                                                         | 7 października 2018  | 14 listopada 2018 | 220 |
| Uczeń o imieniu Marc - uzdolniony pisarz historii - chce stworzyć wspólny komiks z Nathanielem o Biedronce. Marinette chcąc mu pomóc obmyśla plan by skłonić Nathaniela do współpracy. Plan jednak się nie udaje i zrozpaczony Marc zostaje przemieniony w Rewersora - złoczyńcę "odwracającego" główne cechy ludzi na przeciwne (np. wredną na miłą). Dodatkowo przekonany, że Marinette i Nathaniel zrobili z niego głupka, jest zdeterminowany, aby się zemścić. Bohaterowie w czasie walki zostają trafieni i z wielkim trudem udaje im się zatrzymać Rewersora. Po wszystkim Nathaniel i Marc (pogodziwszy się) tworzą wspólny komiks przeznaczony dla Marinette. Nota: Światowa premiera odcinka odbyła się w Kanadzie 23 lipca 2018. |                                                                                 |                                                            |                                                                                    |                      |                   |     |
| 46 | Mrożyciel Frozer                                                                | Thomas Astruc, Jeremy Paoletti                             | Thomas Astruc, Mélanie Duval, Fred Lenoir, Sébastien Thibaudeau                    | 14 października 2018 | 13 listopada 2018 | 217 |
| Czarny Kot chce dać Biedronce różę, ale ona go ponownie odrzuca. Rozczarowany, Adrien próbuje się z tym pogodzić, prosząc Kagami, by wybrała się z nim na lodowisko. Po tym jak Marinette doradziła Adrienowi w sprawie randki, sama dołącza do nich z Luką. Burmistrz Bourgeois chce zamknąć lodowisko, jednak nie chce mu na to pozwolić trener łyżwiarstwa – Philippe. Marinette nadal nie jest pewna, czy powinna wybrać Lukę, czy Adriena, podczas gdy Adrien ma takie same myśli na temat Kagami i Biedronki. Philippe prosi czwórkę przyjaciół o zapisanie się na lekcje jazdy na łyżwach i uratowanie lodowiska, ale nikt nie chce. Bez uczniów lodowisko jest skazane na klęskę, a Philippe zostaje zaakumanizowany w Mrożyciela, super-złoczyńcę, który uzbrojony jest w swoje złowieszcze łyżwy, za pomocą których zmienia cały Paryż w lodowe królestwo. Marinette i Adrien używają nowych mocy, zmieniając kwami w Mrożo-Tikki i Lodo-Plagga. Obaj radzą sobie z osobistymi problemami i pokonują Mrożyciela. W końcu Adrien reklamuje lekcje jazdy na łyżwach Philippe’a, co pozwala mu uratować lodowisko, a uczucia jego i Marinette pozostają niepewne. Gościnnie: Philippe Candeloro jako on sam. Nota: Światowa premiera odcinka odbyła się w Brazylii 12 października 2018. |                                                                                 |                                                            |                                                                                    |                      |                   |     |
| 47 | Królowa Stylu (Wielkie Starcie – Część 1) Style Queen (Queen’s Battle – Part 1) | Thomas Astruc, Jun Violet                                  | Thomas Astruc, Matthieu Choquet, Fred Lenoir, Sébastien Thibaudeau                 | 21 października 2018 | 15 listopada 2018 | 218 |
| Trwa tydzień mody w Paryżu i wszyscy są na Grand Palaisna na pokazie mody prowadzonym przez Gabriela, w tym matka Chloé – Audrey Bourgeois – międzynarodowy krytyk mody. Adrien jest modelem na pokazie, i ma na sobie melonik zrobiony przez Marinette. Jednak Gabriel celowo denerwuje Audrey, umieszczając ją w poniżającym miejscu, ponieważ chce, aby była jak najbardziej nienaganną ofiarą akumanizacji. Następnie Audrey zostaje Królową Stylu, elegancką królową uzbrojoną w berło, które przemienia jej ofiary w złote posągi. Zamienia Adriena w posąg i zabiera go do Wieży Eiffla, by zwabić Biedronkę i Czarnego Kota. Bez wsparcia Czarnego Kota, Biedronka odwiedza Mistrza Fu, gdzie spotyka Plagga. Marinette bierze Miraculum Pszczoły, a potem chce przekazać na miejscu Miraculum Alyi, jednak gdy super-złoczyńca atakuje, Alya zamienia się w posąg, a Biedronka upada, gubiąc Miraculum. Gdy Królowa Stylu miała już triumfować, z odsięczą przychodzi Plagg i swoim kotaklizmem powoduje wielki kataklizm w Paryżu, jednak później wszystko wraca do normy. Gabriel jest rozgoryczony porażką Królowej Stylu, podczas gdy Marinette nie jest w stanie odnaleźć zagubionego Miraculum, które ostatecznie trafia w ręce Chloé wraz z Kwami Pszczoły, Pollen. Nota: Światowa premiera odcinka odbyła się w Hiszpanii 6 października 2018. |                                                                                 |                                                            |                                                                                    |                      |                   |     |
| 48 | Królowa Os (Wielkie Starcie – Część 2) Queen Wasp (Queen’s Battle – Part 2)     | Thomas Astruc, Jun Violet, Wilfried Pain                   | Thomas Astruc, Matthieu Choquet, Fred Lenoir, Sébastien Thibaudeau                 | 21 października 2018 | 19 listopada 2018 | 219 |
| Po ostatnich wydarzeniach, Gabriel postanawia porzucić misję schwytania Miraculi Biedronki i Czarnego Kota, ponieważ nie może ryzykować, że jego syn znajdzie się w niebezpieczeństwie. Po raz pierwszy od wieków pojawia się publicznie, ściska Adriena i wita Audrey. Kiedy Audrey faworyzuje Marinette jako wyjątkową projektantkę i proponuje zabrać ją do Nowego Jorku, Chloé czuje się wykluczona przez matkę. Zazdrosna Chloé też chce pokazać, że jest wyjątkowa i pokazuje wszystkim, że jest w posiadaniu Miraculum Pszczoły, a następnie wprowadza chaos w Paryżu, chcąc udowodnić, że może być superbohaterką. Po skarceniu przez Biedronkę i Czarnego Kota, Chloé czuje się jeszcze bardziej niechciana. Gabriel uważa ją za idealną ofiarę i po raz kolejny przemienia się we Władcę Ciem, aby frustrację Królowej Pszczół przekształcić w Królową Os, z nieograniczoną mocą, by sparaliżować ludzi. Na szczęście superbohaterom udaje się przekonać Chloé, by zwróciła im Miraculum. Marinette ostatecznie odrzuca ofertę Audrey, podczas gdy Audrey postanawia zostać na dłużej w Paryżu i spędzić więcej czasu z Chloé. Nota: Światowa premiera odcinka odbyła się w Hiszpanii 6 października 2018. |                                                                                 |                                                            |                                                                                    |                      |                   |     |
| 49 | Dyktatyran Malediktator                                                         | Thomas Astruc, Benoît Boucher                              | Thomas Astruc, Matthieu Choquet, Fred Lenoir, Sébastien Thibaudeau                 | 28 października 2018 | 20 listopada 2018 | 222 |
| Chloé pokazuje swojej klasie wywiad, w którym Bourgeois jest przebrana za Biedronkę i Królową Pszczół, ale jej koledzy z klasy kpią z niej, a Marinette zauważa, że nie jest prawdziwą superbohaterką. Rozwścieczona Chloé domaga się, by pan Bourgeois zamknął szkołę. Kiedy nie jest w stanie tego zrobić, Chloé i Audrey grożą przeprowadzką do Nowego Jorku. Zaskoczony niezdolnością do uszczęśliwienia Chloé, pan Bourgeois zostaje zaakumanizowany w Dyktatyrana, dyktatora, który włada władzą absolutną. Szkoła świętuje, gdy Chloé opuszcza Paryż. Jednak Adrien opowiada o tym, jak Chloé była jego jedyną przyjaciółką, przez co Marinette żałuje, że ją odrzuciła. Dyktatyran atakuje i skutecznie zmusza Czarnego Kota do tego, by się zachowywał jak prawdziwy kot. Biedronka idzie do mistrza Fu i pożycza Miraculum Pszczoły. Wyszukuje Chloé, która przyznaje, że nikt jej nie lubi i że przeżywa kryzys poczucia własnej wartości. Biedronka daje jej Miraculum, by z powrotem zmieniła się w Królową Pszczół i razem pokonują Dyktatyrana. Chloé w końcu decyduje się nie opuszczać Paryża, a na jej cześć urządzono przyjęcie w szkole. Nota: Światowa premiera odcinka odbyła się w Kanadzie 12 października 2018. |                                                                                 |                                                            |                                                                                    |                      |                   |     |
| 50 | Asystura (Dzień Bohaterów – Część 1) Catalyst (Heroes’ Day – Part 1)            | Thomas Astruc, Jun Violet, Jeremy Paoletti                 | Thomas Astruc, Matthieu Choquet, Mélanie Duval, Fred Lenoir, Sébastien Thibaudeau  | 18 listopada 2018    | 31 maja 2019      | 224 |
| Dzisiaj jest dzień bohaterów. Gabriel jest zmęczony czasami, w których nie dotrzymał obietnicy, a jego asystentka, Natalia Sancoeur, sugeruje, że powinni wdrożyć swój największy plan i rozwścieczyć Lilę Rossi, by móc ją zaakumanizować. Lila rozmawia na żywo przez czat video z klasą bohaterów z powodu zaproszenia na spotkanie z księciem Ali, ale Marinette i Adrien mają co do tego wątpliwości. Podczas gdy wszyscy wygłaszają przemówienia na temat swoich dobrych uczynków, Marinette czuje, że ma za mało do zaoferowania i pogrąża się w kłamstwach. Gabriel oddaje hołd Biedronce i budzi frustrację u Lili, aby ponownie zmienić ją w Lisicę. Lisica tworzy iluzję zaakumanizowanej wersji Biedronki zabijającej Czarnego Kota podczas parady z okazji dnia bohaterów. Władca Ciem odbiera Lili moce i akumanizuje Natalię w Asysturę, która ulepsza jego moce, aby ten mógł stworzyć armię super-złoczyńców. Przytłoczona akumanizacją dawnych złoczyńców, Biedronka natychmiast udaje się do Mistrza Fu. Władca Ciem każe Znikawicy śledzić Biedronkę, jednak superbohaterka pokonuje ją i daje Nino i Alyi Miraculum Żółwia i Lisa, pomimo ujawnienia ich tajnej tożsamości, podczas gdy Czarny Kot daje Miraculum Pszczoły Chloé. Szkarłatny Władca pojawia się po raz pierwszy publicznie na Wieży Eiffla, a Biedronka, Czarny Kot, Ruda Kitka, Pancernik i Królowa Pszczół zjawiają się na miejscu i zaczynają wymyślać strategię. Gościnnie: Laura Marano jako Clara Nightingale. Nota: Światowa premiera odcinka odbyła się w Szwajcarii 21 października 2018. |                                                                                 |                                                            |                                                                                    |                      |                   |     |
| 51 | Mayura (Dzień Bohaterów – Część 2) Mayura (Heroes’ Day – Part 2)                | Thomas Astruc, Jun Violet, Jeremy Paoletti, Benoît Boucher | Thomas Astruc, Matthieu Choquet, Mélanie Duval, Fred Lenoir, Sébastien Thibaudeau  | 18 listopada 2018    | 31 maja 2019      | 225 |
| Bitwa rozpoczyna się między pięcioma superbohaterami, a armią Władcy Ciem, ale złoczyńcy wkrótce okazują się zbyt przytłaczający. Dzięki strzałom Mrocznego Amora Szkarłatny Władca akumanizuje jeszcze więcej ludzi, w tym Rudą Kitkę, Pancernika i Królową Pszczół, w wyniku czego zmieniają się we Wściekłą Kitkę, Pancertrapa i Królowa Os, a tym samym Biedronka i Czarny Kot zmuszeni są do odwrotu. Przekształcają się w Aqua-Biedronkę i Aqua-Czarnego Kota, aby uciec kanałami i otrzymać pomoc od mieszkańców Paryża, by opóźnić zaakumanizowaną armię, a następnie udać się do Wieży Eiffla, w celu zmierzenia się ze Szkarłatnym Władcą. Czarny Kot niszczy berło Szkarłatnego Władcy, usuwając w ten sposób wpływ Asystury na moce Władcy Ciem. Pancernik, Królowa Pszczół i Ruda Kitka dołączają do Biedronki i Czarnego Kota. Władca Ciem znalazł się w pułapce. Sfrustrowana Asystura bierze Miraculum Pawia i zmienia się w Mayurę. Mayura używa jednego ze swoich piór, w celu stworzenia gigantycznego potwora, aby pomóc uciec Władcy Ciem. Biedronka zdaje sobie sprawę, że mają do czynienia z innym posiadaczem Miraculum. Podczas gdy Biedronka zwraca wszystkie pożyczone Miracula do Mistrza Fu, Gabriel wraca do domu i rozmawia z Natalią, mówiąc jej, że Miraculum Pawia jest uszkodzone i ostrzega ją, aby nie używała go ponownie, a ona odpowiada, że nie mogła pozwolić, aby stało się mu coś złego, ponieważ bardzo się o niego troszczy. Później Marinette i jej przyjaciele urządzają piknik, aby uczcić dzień bohaterów. Gdy Adrien przygotowuje się do wyjścia, przypominając Marinette o wszystkich dobrych rzeczach, które dla wszystkich zrobiła, Marinette w końcu zbiera się na odwagę i całuje go w policzek. Gościnnie: Laura Marano jako Clara Nightingale oraz Philippe Candeloro jako on sam. Nota: Światowa premiera odcinka odbyła się w Szwajcarii 3 listopada 2018. |                                                                                 |                                                            |                                                                                    |                      |                   |     |

### Odcinek specjalny (2016)
| 52 | Mikołajdak Santa Claws | Thomas Astruc | Fabuła: Jeremy ZagTeleplay: Thomas Astruc, Fred Lenoir, Sébastien Thibaudeau | 11 grudnia 2016 | 6 grudnia 2017 | 226 |
| Przygotowując się do Wigilii, Adrien ma zamiar spędzić pierwsze Święta Bożego Narodzenia bez matki. Myśląc, że jego ojciec nie chce obchodzić świąt w tym roku, Adrien zamienia się w Czarnego Kota i opuszcza swój dom, aby wyśpiewać swój gniew w śnieżnym Paryżu. Kiedy jego ojciec odkrywa, że Adriena nie ma w jego pokoju, bardzo się martwi. Słysząc wieści, Marinette zmienia się w Biedronkę i znajduje Adriena, który powrócił do swojej normalnej postaci i jest w towarzystwie Świętego Mikołaja. Biedronka uważa, że Święty Mikołaj jest zaakumanizowany i chce sprawić kłopoty Adrienowi, więc atakuje go. Pogardzony, Mikołaj faktycznie staje się ofiarą Władcy Ciem. Jako Mikołajdak planuje uczynić te Święta Bożego Narodzenia najgorszymi w historii Paryża. |                        |               |                                                                              |                 |                |     |

### Seria 3 (2019)
| 53 | Cofelia Backwarder                                                                                    | Thomas Astruc, Jun Violet, Benoît Boucher        | Thomas Astruc, Fred Lenoir, Sébastien Thibaudeau                                  | 14 kwietnia 2019     | 7 listopada 2019  | 304 |
| Mistrz Fu wysyła Wayzza po Marinette, po tym jak zachorował, i zleca jej dostarczenie recepty na leki do lokalnej apteki oraz dostarczenie listu do jego miłości sprzed lat – Marianne. Tymczasem Adrien i Kagami wybierają się do Londynu na królewski ślub. Marinette, obawiając się, że się zakochają w sobie, postanawia dać Adrienowi list miłosny, w którym wyjawia to, co czuje do chłopaka. Jednak dziewczyna pomieszała trzy listy i dostarczyła receptę Adrienowi, list do Adriena Marianne i list do Marianne pani z apteki. Marianne źle odczytuje list do Adriena i przekonuje się, że Fu przestał się nią przejmować. Władca Ciem zmienia ją w Cofelię, super-złoczyńcę, który może cofnąć czas wszystkiego, czego dotknie swoją bronią. Cofelia wyjawia Władcy Ciem, że zna strażnika Miraculum. Teraz Władca Ciem ma więcej informacji, które pomogą mu odnaleźć Mistrza Fu. Po pokonaniu super-złoczyńcy, Biedronka dostarcza Marianne odpowiedni list. Fu i Marianne spotykają się, jednak nie mogą pozostać razem, dopóki Władca Ciem nie zostanie pokonany. Nota: Światowa premiera odcinka odbyła się w Kanadzie 12 lutego 2019. | |                                                  |                                                                                   |                      |                   |     |
| 54 | Tatołak Weredad                                                                                       | Thomas Astruc, Jun Violet, Lucie Gardes          | Thomas Astruc, Mélanie Duval, Fred Lenoir, Sébastien Thibaudeau                   | 21 kwietnia 2019     | 8 listopada 2019  | 306 |
| Po pokonaniu Bobo-giganta, Biedronka zapomina zwrócić smoczka Augusta, więc Czarny Kot idzie go odzyskać, jednak Biedronka przeszła już przemianę zwrotną. Kiedy wydaje się, że Czarny Kot odkrył, że Marinette jest Biedronką, dziewczyna wpada w panikę i mówi, że jest w nim zakochana, by odwrócić jego uwagę. Jej rodzice widzą całe zdarzenie, a jej ojciec Tom, absolutnie zachwycony, postanawia zaprosić Czarnego Kota na jutrzejszy podwieczorek u nich. Jednak podczas posiłku, superbohater wyjawia, że nie odwzajemnia uczuć Marinette. Tom ma złamane serce i zostaje zaakumanizowany przez Władcę Ciem. Stając się Tatołakiem, ogromnym psim strażnikiem, przetrzymuje Marinette w cierniowym więzieniu, aby chronić ją przed światem zewnętrznym i zawodami miłosnymi. Oddzielona od Tikki, Marinette nie jest w stanie przekształcić się w Biedronkę. Czarny Kot wraca do piekarni i stawia czoło Tatołakowi w walce, podczas gdy Marinette przemieszcza się po więzieniu i uwalnia ojca spod wpływu akumy. Następnie Czarny Kot wyjawia, iż myślał, że Marinette jest największą fanką jego i Biedronki. Tom wybacza superbohaterowi. Nota: Światowa premiera odcinka odbyła się w Szwajcarii 30 grudnia 2018. | |                                                  |                                                                                   |                      |                   |     |
| 55 | Kameleon Chameleon                                                                                    | Thomas Astruc, Wilfried Pain, Jun Violet         | Thomas Astruc, Mélanie Duval, Fred Lenoir, Sébastien Thibaudeau                   | 28 kwietnia 2019     | 4 listopada 2019  | 301 |
| Lila wróciła do klasy, po swojej „podróży” i nadal okłamuje wszystkich dookoła. Tylko Marinette i Adrien znają jej zwodniczą naturę. Miejsca w klasie zostały zmienione, aby Lila mogła usiąść z Adrienem. Marinette konfrontuje się z Lilą, ale dziewczyna ostrzega Marinette, że zwróci wszystkich przeciwko niej. Władca Ciem wyczuwa negatywne emocje Marinette; próbuje ją zaakumanizować, ale Tikki pomaga Marinette wyzbyć się negatywnych emocji. Po tym, jak Adrien mówi jej, by przestała kłamać, Lila burzy się i chwyta akumę, by poprosić Władcę Ciem o moce dla siebie. Staje się Kameleonem, zmieniającym kształty super-złoczyńcą, który może zamienić się w każdego, kogo pocałuje. Marinette zmienia się w Biedronkę, a Kameleon pod postacią Adriena szaleje. Biedronka i Czarny Kot pokonują Kameleona. Biedronka sugeruje rozejm, a Lila udaje, że się zgadza. Po powrocie do szkoły, Marinette ma zamiar ponownie skonfrontować się z Lilą, ale Adrien radzi jej, by tego nie robiła, ponieważ tylko pogorszy to sytuację. Po szkole Lila przypomina Marinette, że zwróci wszystkich przeciwko niej, choć Marinette ze spokojem przyjmuje tę wiadomość. Nota: Światowa premiera odcinka odbyła się w Hiszpanii i Portugalii 1 grudnia 2018. | |                                                  |                                                                                   |                      |                   |     |
| 56 | Animaestro                                                                                            | Thomas Astruc, Jun Violet                        | Thomas Astruc, Mélanie Duval, Sébastien Thibaudeau                                | 5 maja 2019          | 5 listopada 2019  | 302 |
| Dziś jest dzień premiery filmu animowanego 2D z Biedronką i Czarnym Kotem, a rodzina Dupain-Cheng proszona jest o zorganizowanie imprezy. Marinette próbuje dać Adrienowi makaronik, który przygotowała specjalnie dla niego. Jednak pojawia się Kagami, więc Marinette współpracuje z Chloé (która również nie lubi Kagami), aby trzymać Kagami z dala od Adriena. Kiedy zawodzą, Chloé dowiaduje się, że Marinette zakochana jest w Adrienie. Tymczasem reżyser – Thomas Astruc – denerwuje się tym, że jest wiecznie niedoceniany. Zrozpaczony, Astruc pada ofiarą akumy i zostaje przemieniony w Animaestro, super-złoczyńcę, który może się przekształcić w dowolną postać 2D. Gościnnie: Laura Marano jako Clara Nightingale oraz Thomas Astruc jako on sam. Nota: Światowa premiera odcinka odbyła się w Wielkiej Brytanii i Irlandii 12 marca 2019. | |                                                  |                                                                                   |                      |                   |     |
| 57 | Piekariks Bakerix                                                                                     | Thomas Astruc, Jun Violet                        | Thomas Astruc, Fred Lenoir, Sébastien Thibaudeau                                  | 12 maja 2019         | 6 listopada 2019  | 303 |
| Tom obchodzi 40 urodziny, więc Marinette postanawia przekonać swojego nieudolnego dziadka ze strony ojca, Rollanda, aby przyszedł z nimi świętować. Marinette odnajduje Rollanda i odkrywa, że odczuwa wielką pogardę dla wszystkiego, co uważa za nietradycyjne, oraz że zerwał swoje więzi z Tomem ze względu na zmianę przepisu przez jego syna. Spotkanie z Marinette powoduje, że Rolland zostaje ofiarą akumy i zmienia się w Piekariksa, który ciągle rośnie w siłę. Po ocaleniu Paryża przez Biedronkę i Czarnego Kota, Rolland postanawia spróbować przepisu swojego syna i zdaje sobie sprawę, że zbyt surowo go ocenił. Przychodzi do piekarni Dupain-Cheng i jedna się ze swoim synem, ku uciesze wszystkich. Nota: Światowa premiera odcinka odbyła się w Szwajcarii 4 maja 2019. | |                                                  |                                                                                   |                      |                   |     |
| 58 | Cichoszał Silencer                                                                                    | Thomas Astruc, Jun Violet                        | Thomas Astruc, Mélanie Duval, Fred Lenoir, Sébastien Thibaudeau                   | 19 maja 2019         | 11 listopada 2019 | 307 |
| Bob Roth prosi młodych artystów o wysyłanie do niego teledysków w ramach konkursu. Jest to jednak podstęp, aby jego syn mógł je plagiatować. Marinette, Luka, Juleka, Rose i Ivan przesyłają wideo, które zostaje splagiatowane przez XY. Marinette i Luka konfrontują się z Bobem, ale zostają zlekceważeni. Pod wpływem negatywnych emocji, Luka pada ofiarą akumy. Jako Cichoszał może odbierać głosy swoim ofiarom i przemawiać nimi poprzez dłonie. Cichoszał, przed tym jak udaje się w pościg za Bobem, wyznaje miłość Marinette. Wkrótce Biedronka i Czarny Kot pokonują super-złoczyńcę. Następnie Bob Roth nieświadomie przyznaje się do oszustwa na wizji. Przed koncertem kapeli nastolatków, Luka ponownie wyznaje Marinette miłość. Nota: Światowa premiera odcinka odbyła się w Szwajcarii 7 kwietnia 2019. | |                                                  |                                                                                   |                      |                   |     |
| 59 | Amnezjo Oblivio                                                                                       | Thomas Astruc, Wilfried Pain, Nicolas Hess       | Thomas Astruc, Mélanie Duval, Jean-Rémi Perrin, Sébastien Thibaudeau              | 26 maja 2019         | 14 listopada 2019 | 310 |
| Biedronka i Czarny Kot budzą się w windzie, nie pamiętając, kim są i jak się tam znaleźli. Jako Marinette i Adrien wywnioskowali, że są superbohaterami, których pamięć wymazał super-złoczyńca, Amnezjo, a także, że są głęboko w sobie zakochani. Udaje im się zadzwonić do Mistrza Fu za pomocą telefonu Marinette, po czym starzec tłumaczy im, jak ponownie stać się Biedronką i Czarnym Kotem. Po pokonaniu Amnezja, którym okazali się być Alya i Nino, Biedronka i Czarny Kot całują się, a Alya robi im zdjęcie. Po tym, jak Biedronka używa Niezwykłej Biedronki, aby przywrócić wszystko do normy, ona i Czarny Kot odzyskują swoje wspomnienia, ale także zapominają o wszystkim, co wydarzyło się, gdy ich wspomnienia zostały wymazane, w tym także wzajemne odkrycie tożsamości. Marinette jest zszokowana, gdy dowiaduje się o swoim pocałunku z Czarnym Kotem, a Adrien jest tym zachwycony. Jednak teraz świadomy wielkiej miłości między Biedronką a Czarnym Kotem, Władca Ciem twierdzi, że wkrótce doprowadzi to do upadku superbohaterów. Nota: Światowa premiera odcinka odbyła się w Wielkiej Brytanii i Irlandii 18 marca 2019. | |                                                  |                                                                                   |                      |                   |     |
| 60 | Nawałnica 2 Stormy Weather 2                                                                          | Thomas Astruc, Wilfried Pain                     | Thomas Astruc, Mélanie Duval, Fred Lenoir, Sébastien Thibaudeau                   | 2 czerwca 2019       | 18 listopada 2019 | 317 |
| Chloé naskakuje na Aurore po tym, jak jej oceny spadły z powodu pracy pogodynki, wkurzając ją i pozwalając Władcy Ciem z powrotem zmienić dziewczynę w Nawałnicę, jednak tym razem z mocą kontrolowania wszystkich sił natury. Nawałnica ma na celu stworzenie wieczystej zimy, tworząc ogromny wulkan, pchający orbitę Ziemi coraz dalej od Słońca. Po jej pokonaniu, Marinette zbiera się na odwagę, by dostarczyć notatki Adrienowi, który opuścił zajęcia z powodu sesji. Początkowo Adrien myślał, że Marinette jest jego tajemniczą wielbicielką, jednak chłopak tkwi w przekonaniu, że dziewczyna kocha Lukę, nie jego. Nota: Światowa premiera odcinka odbyła się w Kanadzie 14 lutego 2019. | |                                                  |                                                                                   |                      |                   |     |
| 61 | Reflektynka Reflekdoll                                                                                | Thomas Astruc, Jun Violet, Joanna Celse          | Thomas Astruc, Mélanie Duval, Fred Lenoir, Sébastien Thibaudeau                   | 21 października 2019 | 19 listopada 2019 | 305 |
| Luka przekonuje Julekę, aby zgłosiła się jako modelka nowych ubrań zrobionych przez Marinette, natomiast Alya wykorzystuje sytuację i wkręca w pozowanie Marinette i Adriena. Oboje zdejmują Miracula i udają się przed wieżę Eiffla na sesję zdjęciową, pozostawiając Julekę samą. Władca Ciem z powrotem akumanizuje Julekę w Reflektę, natomiast Mayura tworzy dla niej Emopotwora – Reflektynkę – gigantyczną lalkę, która strzela laserami, zamieniającymi innych w kopie Reflekty. Plagg dostarcza Miraculum Czarnego Kota Marinette, natomiast Tikki dostarcza Miraculum Biedronki Adrienowi, na skutek czego przemienili się w Czarną Kotkę i Biedronka. Mimo że zamiana nie należy do najłatwiejszych, pokonują Reflektę i Reflektynkę. Nota: Światowa premiera odcinka odbyła się w Wielkiej Brytanii i Irlandii 3 września 2019. | |                                                  |                                                                                   |                      |                   |     |
| 62 | Oni-Chan                                                                                              | Thomas Astruc, Jun Violet                        | Thomas Astruc, Mélanie Duval, Fred Lenoir, Sébastien Thibaudeau                   | 21 października 2019 | 12 listopada 2019 | 308 |
| Lila wybiera się z Adrienem do rezydencji Agreste’ów, pod pretekstem pomocy w nauce. Na miejscu, Lila i Adrien napotykają Natalię. Lila okłamuje kobietę, wskutek czego dostaje pozwolenie na wejście do posiadłości. W trakcie wyjścia, dziewczyna robi sobie zdjęcie, jak całuje Adriena w policzek i wysyła je wszystkim. Gdy Gabriel zauważa Lilę, krytykuje Natalię i Goryla za to, że ci wpuścili dziewczynę do posiadłości. W międzyczasie, Kagami dostaje zdjęcie Lili oraz Adriena i popada we wściekłość. Kagami pada ofiarą akumy i staje się Oni-Chan, super-złoczyńcą, który nieustannie podąża za Lilą z rogiem na czole, zamieniając się miejscami z tymi, którzy odczytają jej wiadomość w telefonie. Podczas walki, Lila po cichu próbuje zaoferować Oni-Chan pomoc w pokonaniu Biedronki i Czarnego Kota, robiąc przy tym wrażenie na Władcy Ciem. Po pokonaniu super-złoczyńcy Adrien ostrzega Lilę, że może na niego liczyć tylko wtedy, kiedy nie będzie krzywdzić bliskich mu osób. Gabriel zaprasza Lilę do rezydencji i nawiązuje z nią pakt. Nota: Światowa premiera odcinka odbyła się w Szwajcarii 4 maja 2019. | |                                                  |                                                                                   |                      |                   |     |
| 63 | Miraculia Miraculer                                                                                   | Thomas Astruc, Jun Violet, Christophe Yoshida    | Thomas Astruc, Matthieu Choquet, Mélanie Duval, Sébastien Thibaudeau              | 22 października 2019 | 13 listopada 2019 | 309 |
| Po pokonaniu złoczyńcy zwanego Niszczycielem wraz z Rudą Kitką i Pancernikiem, Czarny Kot mówi Biedronce, iż musi powiedzieć Chloé, że minął jej czas jako Królowa Pszczół, ponieważ wszyscy znają jej tożsamość, w tym także Władca Ciem. Tymczasem Władca Ciem planuje osłabić zaufanie Chloé do Biedronki i dochodzi do wniosku, że Lila może pomóc. Po tym, jak Gabriel powiedział jej, że Chloé jest przyjaciółką Adriena z dzieciństwa, Lila wmawia Chloé, że musi wykonać specjalny taniec, aby Biedronka mogła przyjść i dać jej Miraculum Pszczoły. Kiedy Biedronka ma zamiar przekazać Chloé złe wieści, rozprasza ją Emopotwór stworzony przez Mayurę. Po tym, jak Biedronka się nie pojawia, pomimo „magicznego zaklęcia”, Chloé, świadoma, że Lila ją okłamała, jest tak wściekła, że jest podatna na akumanizację oraz krzyczy na Sabrinę. Władca Ciem wysyła akumę do Chloé, ale ona opiera się akumanizacji, a akuma podlatuje do Sabriny, która staje się Miraculią, super-złoczyńcą zdolnym do kradzieży mocy superbohaterom. Po tym, jak Biedronka i Czarny Kot pokonują Emopotwora, Miraculia kradnie im moce. Kiedy Czarny Kot ma zamiar dać Chloé Miraculum Pszczoły, Mayura je zabiera. Po odzyskaniu Miraculum Pszczoły, Chloé przemienia się w Królową Pszczół i ściga Mayurę, jednak ta ucieka. Po pokonaniu super-złoczyńcy, Biedronka w końcu mówi Chloé, że nie może być już Królową Pszczół dla bezpieczeństwa swojego i swoich bliskich. Pomimo niepowodzenia, Władca Ciem jest nadal zdeterminowany, aby Chloé do niego dołączyła. Nota: Światowa premiera odcinka odbyła się w Hiszpanii 15 maja 2019. | |                                                  |                                                                                   |                      |                   |     |
| 64 | Lalkarka 2 The Puppeteer 2                                                                            | Thomas Astruc, Jun Violet                        | Thomas Astruc, Mélanie Duval, Fred Lenoir, Sébastien Thibaudeau                   | 23 października 2019 | 21 listopada 2019 | 321 |
| Kończą się prace nad figurą woskową Adriena w Muzeum Grévina, więc zaprasza Nino, Alyę i Marinette, by się przyłączyli. Marinette opiekuje się Manon, więc dziewczynka towarzyszy czwórce przyjaciół w muzeum. Na miejscu Alya i Nino próbują zostawić Marinette i Adriena samych. Alya i Nino bawią się z Manon, jednak gdy o niej zapominają, dziewczynka się denerwuje. Władca Ciem znów zmienia Manon w Lalkarkę, jednak tym razem ze zdolnością ożywiania figur woskowych. Po jej pokonaniu, Marinette dowiaduje się, że Adrien jest zakochany w innej dziewczynie, ku jej rozczarowaniu. Nota: Światowa premiera odcinka odbyła się w Szwajcarii 13 lipca 2019. | |                                                  |                                                                                   |                      |                   |     |
| 65 | Desperata Desperada                                                                                   | Thomas Astruc, Wilfried Pain                     | Thomas Astruc, Mélanie Duval, Wilfried Pain, Sébastien Thibaudeau                 | 24 października 2019 | 20 listopada 2019 | 311 |
| Marinette i jej przyjaciele spędzają czas w na pokładzie Couffaine. Jagged Stone podjeżdża do nich i wyjaśnia, że szuka nowego gitarzysty po tym, jak zwolnił starą gitarzystkę – Vivicę. Nagle zostają zaatakowani przez Vivicę, zaakumanizowaną w Desperatę, która za pomocą swoich magicznych instrumentów może schwytać ofiary w futerał na gitarę. Grupa rozprasza się, podczas gdy Biedronka walczy z Desperatą, ale jest zmuszona się wycofać. Szczęśliwy Traf kieruje ją do Mistrza Fu, gdzie bierze Miraculum Węża i daje je Adrienowi. Adrien postanawia zrezygnować z roli Czarnego Kota, aby zyskać sympatię Biedronki i przemienia się w Zygzaka. Bohater zyskuje moc Drugiej Szansy, jednak za każdym razem, gdy się cofa do czasu sprzed walki z Desperatą, Biedronka zostaje przez nią pokonana. Zdając sobie sprawę z błędu, jakim była zmiana roli, Adrien sugeruje Biedronce, że to właśnie Luce powinna dać Miraculum Węża. To pozwala Adrienowi wrócić do roli Czarnego Kota, w której czuje się najlepiej. Luka zmienia się w superbohatera Serpentiona, dzięki któremu udaje się pokonać Desperatę. Następnie Jagged przeprasza Vivicę i przywraca ją z powrotem. Nota: Światowa premiera odcinka odbyła się w Wielkiej Brytanii i Irlandii 5 września 2019. | |                                                  |                                                                                   |                      |                   |     |
| 66 | Rakieta Startrain                                                                                     | Thomas Astruc, Wilfried Pain, Christophe Yoshida | Thomas Astruc, Mélanie Duval, Fred Lenoir, Sébastien Thibaudeau                   | 25 października 2019 | 22 listopada 2019 | 313 |
| Klasa Marinette wybiera się na wycieczkę do Londynu, jednak Marinette sądzi, że nie może jechać z klasą, ponieważ wystawiłoby to Paryż na niebezpieczeństwo. Mistrz Fu daje jej Miraculum Konia, które zapewnia moc teleportacji, dzięki czemu, w razie niebezpieczeństwa, może wrócić do Paryża. Mama Maxa, która prowadzi pociąg, marzy o zostaniu astronautką i przystąpiła do egzaminu, aby rozpocząć trening. W międzyczasie akuma wlatuje do walizki Sabriny, przez co przedostaje się do pociągu. Kiedy mama Maxa ulega nerwom, pada ofiarą akumy i zmienia się w Rakietę, super-złoczyńcę, który kieruje pociąg w kosmos. Ponieważ akuma jest poza zasięgiem wpływów Władcy Ciem, Gabriel jest zmuszony polegać na superbohaterach, by ci uratowali Adriena. Biedronka daje Max’owi Miraculum Konia, po czym Max przemienia się w Pegaza. Z jego pomocą superbohaterowie teleportują pociąg z powrotem na Ziemię, aby Biedronka mogła bezpiecznie oczyścić akumę. Następnie matka Maxa otrzymuje wiadomość e-mail z potwierdzeniem zdania egzaminu, ku jej wielkiemu zadowoleniu. Nota: Światowa premiera odcinka odbyła się w Kanadzie 16 września 2019. | |                                                  |                                                                                   |                      |                   |     |
| 67 | Łowca Kwami Kwamibuster                                                                               | Thomas Astruc, Wilfried Pain, Charles Schnek     | Thomas Astruc, Mélanie Duval, Fred Lenoir, Sébastien Thibaudeau                   | 27 października 2019 | 25 listopada 2019 | 314 |
| Kiedy Tikki próbuje powstrzymać Plagga przed zjedzeniem kawałka sera w klasie, pani Mendeleiev, nauczycielka w Collège Françoise-Dupont, łapie ich, ale uciekają. Pani Mendeleiev próbuje udowodnić istnienie magicznych stworzeń w programie telewizyjnym, ale jej teoria nie przekonuje widzów. Marinette i Adrien przekonują się, że ich towarzysz w walkach musi być jednym z ich przyjaciół, a Adrien nawet podejrzewa Marinette; rozmowa ujawnia, że muszą porzucić swoje Miracula, jeśli ich tożsamość jest zagrożona, nawet wobec siebie nawzajem. Wściekła, że nikt nie wierzy w jej teorie, pani Mendeleiev zostaje zaakumanizowana w Łowcę Kwami, super-złoczyńcę, który włada umiejętnością chwytania Kwami. Obaj superbohaterowie tracą swoje kwami przez Łowcę Kwami, więc Adrien ukrywa się w kostiumie, a Marinette ucieka do Mistrza Fu. Mimo ryzyka wielkiego obciążenia fizycznego i psychicznego, pożycza od Mistrza wszystkie Miracula, a dzięki Miraculum Myszy przemienia się w Multimysz, która posiada moc multiplikacji. Multimysz dzieli się na kilkanaście klonów, a niektóre z nich łączą ze sobą Kwami, aby móc używać innych mocy. Multimysz łączy ze sobą Kwami Czarnego Kota oraz Kwami Myszy i używa Kotaklizmu, uwalniając wszystkie schwytane kwami. Multimysz następnie łączy ze sobą Kwami Myszy z Kwami Lisa, by móc użyć mocy iluzji Miraculum Lisa, aby utwierdzić Czarnego Kota w przekonaniu, że Marinette i Biedronka to dwie różne osoby. Czarny Kot natomiast odsuwa od siebie podejrzenia Biedronki i zniechęca panią Mendeleiev do podejmowania dalszych prób udowodnienia, że Kwami są prawdziwe. Marinette zwraca wszystkie Miracula Fu. Mężczyzna jest pod wrażeniem, jak wyjątkowo silna była Marinette, że wykorzystała tak wiele Miraculów naraz. Nota: Światowa premiera odcinka odbyła się w Szwajcarii 12 października 2019. | |                                                  |                                                                                   |                      |                   |     |
| 68 | Żarłok Feast                                                                                          | Thomas Astruc, Wilfried Pain                     | Thomas Astruc, Fred Lenoir, Sébastien Thibaudeau                                  | 28 października 2019 | 26 listopada 2019 | 315 |
| W muzeum pojawiła się nowa wystawa. Gdy Alya angażuje się w wystawę, by dowiedzieć się więcej o Miraculach, widzi, że symbol, który znajduje się przy każdym posiadaczu Miraculum z przeszłości – który Marinette rozpoznaje jako symbol na szkatule z Miraculami – również znajduje się na nowej wystawie. Mistrz Fu rozpoznaje nowy eksponat; okazuje się, że jest to Emopotwór, stworzony przez niego 172 lata temu, który zniszczył Zakon Strażników. Martwiąc się, że Emopotwór zaatakuje Marinette i Adriena, Mistrz Fu odbiera im Miracula. Tymczasem Mayura ożywia Emopotwora, a Władca Ciem akumanizuje go, by zwiększyć jego siłę. Gdy Mistrz Fu ucieka przed Żarłokiem na rowerze, Marinette i Adrien w przebraniach ich gonią. Mistrz Fu zdaje sobie sprawę z popełnionego przez siebie błędu i oddaje Miracula Marinette i Adrienowi. Biedronka i Czarny Kot pokonują Emopotwora, przywracając świątynię i wskrzeszając mnichów Zakonu. Teraz, gdy Władca Ciem wie, kim jest Strażnik, Mistrz Fu opuszcza swoje lokum, jednak nie wyjedzie z miasta, dopóki Władca Ciem nie zostanie pokonany. Nota: Światowa premiera odcinka odbyła się w Kanadzie 17 września 2019. | |                                                  |                                                                                   |                      |                   |     |
| 69 | Ikari Gozen                                                                                           | Thomas Astruc, Jun Violet, Cyril Adam            | Thomas Astruc, Mélanie Duval, Fred Lenoir, Sébastien Thibaudeau                   | 29 października 2019 | 28 listopada 2019 | 318 |
| Kagami i Marinette są zmuszone do współpracy ze sobą z okazji Dnia Przyjaźni, aby znaleźć celebrytę – Adriena z dwiema prezenterkami od pogody. Marinette, która była przeciwna współpracy z Kagami, odkrywa, że Kagami jest naprawdę samotna i naprawdę chce ją poznać. Jej niewidoma matka, Tomoe, dzwoni do niej i jest niezadowolona, że Kagami wzięła udział w grze bez jej zgody, gdy Marinette próbuje ją uspokoić przez telefon, Władca Ciem zmienia Tomoe i jej samochód w Ikari Gozen. Super-złoczyńca chwyta i więzi Kagami w swoim olbrzymim ciele ze zbroi. Szczęśliwy Traf prowadzi Marinette do Mistrza Fu, gdzie zabiera Miraculum Smoka i daje je Kagami, a ona przemienia się w smoczą superbohaterkę – Ryuko. Ryuko rzuca wyzwanie Ikari Gozen na pojedynek, ujawniając swoją tajną tożsamość. Pracując razem, Biedronka, Ryuko i Czarny Kot pokonują Ikari Gozen. Po pokonaniu super-złoczyńcy, Marinette i Kagami spędzają czas razem, pomimo przegranej w zabawie. Nota: Światowa premiera odcinka odbyła się na wydarzeniu San Diego Comic-Con 19 lipca 2019, jednak w telewizji po raz pierwszy został pokazany 18 września 2019 w Kanadzie. | |                                                  |                                                                                   |                      |                   |     |
| 70 | Grafficzas Timetagger                                                                                 | Thomas Astruc, Jun Violet, Cyril Adam            | Thomas Astruc, Mélanie Duval, Fred Lenoir, Sébastien Thibaudeau                   | 30 października 2019 | 29 listopada 2019 | 319 |
| Zaraz po ponownym pokonaniu Pana Gołębia, Biedronka i Czarny Kot zostają zaatakowani przez Graficzasa, super-złoczyńcę rapera, który przybył z przyszłości, aby przejąć Miracula Biedronki i Czarnego Kota i jest w stanie zmienić historię, wysyłając ludzi w przeszłość. Oboje są zmuszeni do wycofania się z powodu czasu na przemianę zwrotną i schronienia się w muzeum, aby odzyskać energię Kwami. Tam spotykają Alix, która ujawnia, że jej zegarek rodzinny nagle dostarczył wiadomość z prośbą o zniszczenie pewnego posągu w muzeum. Czarny Kot niszczy eksponat, w którym przez wiele lat tkwiła Alix, przemieniona w Królix za pomocą Miraculum Królika. Trzej superbohaterowie współpracują ze sobą, aby pokonać Grafficzasa, którym okazuje się być Chris Lahiffe z przyszłości. Podczas walki, Gabriel dowiedział się, że w przyszłości nie będzie już Władcą Ciem, a kto inny go zastąpi. Nota: Światowa premiera odcinka odbyła się w Szwajcarii 18 maja 2019. | |                                                  |                                                                                   |                      |                   |     |
| 71 | Imprezowicz Party Crasher                                                                             | Thomas Astruc, Wilfried Pain, Nicolas Hess       | Thomas Astruc, Mélanie Duval, Fred Lenoir, Sébastien Thibaudeau                   | 31 października 2019 | 2 grudnia 2019    | 320 |
| Wbrew woli Gabriela, Nino, Kim, Ivan i Max przekupili goryla, aby pozwolił im wejść do posiadłości Agreste’ów i zorganizować Adrienowi męską imprezę. Po chwili, wszyscy mężczyźni zaprzyjaźnieni z Adrienem, a także Marinette w przebraniu, zjawiają się na imprezie. Podczas imprezy, Mistrz Fu prawie upada podczas tańca, jednak Kim go w porę ratuje, robiąc na nim wrażenie. Kiedy Wayhem nie jest w stanie wejść na imprezę, staje się przygnębiony i zostaje zaakumanizowany w Imprezowicza, który może przewidzieć ruchy swoich przeciwników i schwytać ich za pomocą kul disco. Imprezowicz chwyta Biedronkę, zmuszając Fu do dania Miraculi Nino, Luce i Maxowi, którzy przemieniają się w Pancernika, Serpentiona i Pegaza, jednak razem z Czarnym Kotem zostają pokonani. Nie mając innego wyjścia, Fu daje Miraculum Małpy Kimowi, który przemienia się w Króla Małp. Król Małp uwalnia pozostałych superbohaterów i razem pokonują Imprezowicza. Gościnnie: Thomas Astruc jako on sam. Nota: Światowa premiera odcinka odbyła się w Szwajcarii 6 lipca 2019. | |                                                  |                                                                                   |                      |                   |     |
| 72 | Gracz 2.0 Gamer 2.0                                                                                   | Thomas Astruc, Wilfried Pain, Manon Serda        | Thomas Astruc, Mélanie Duval, Fred Lenoir, Sébastien Thibaudeau                   | 3 listopada 2019     | 27 listopada 2019 | 316 |
| Marinette odczuwa potrzebę zagrania w grę wideo, jednak nie może poświęcić czasu na granie, dopóki nie wywiąże się ze swoich obowiązków. To zmusza ją do odrzucenia prośby rodziców o zagranie z nimi. Tymczasem Max chce znaleźć kogoś, kto przetestuje nową grę, którą stworzył, ale wszyscy jego przyjaciele są zajęci. Przygnębiony, Max pada ofiarą akumy i po raz kolejny zostaje zaakumanizowany w Gracza 2.0. Zmusza Biedronkę i Czarnego Kota do zagrania z nim w turnieju walk, gdzie postaciami do wyboru są dawni super-złoczyńcy. Biedronka podczas walki wyciąga dla siebie naukę. Po pokonaniu Gracza 2.0, Marinette zabiera Maxa do siebie, aby mogli wraz z rodzicami Marinette przetestować grę. Nota: Światowa premiera odcinka odbyła się w Szwajcarii 15 czerwca 2019. | |                                                  |                                                                                   |                      |                   |     |
| 73 | Biały Kot Cat Blanc                                                                                   | Thomas Astruc                                    | Thomas Astruc, Mélanie Duval, Fred Lenoir, Sébastien Thibaudeau                   | 10 listopada 2019    | 3 grudnia 2019    | 322 |
| Z okazji imienin piątego imienia Adriena, Marinette chce wręczyć chłopakowi prezent. Przyjaciółki namawiają Marinette, aby ta wyznała swoje uczucia Adrienowi. Marinette nie zostaje wpuszczona do rezydencji Agreste’ów, po czym przemienia się w Biedronkę i przez okno dostaje się do pokoju Adriena. Jednak Adrien dostrzega Biedronkę, opuszczającą jego pokój i znajduje prezent podpisany przez Marinette. Adrien odkrywa, że to Marinette jest Biedronką. Nagle pojawia się Królix i zabiera Biedronkę do przyszłości, w której Paryż jest ogarnięty przez jeden wielki kataklizm. Biedronka dowiaduje się, że Czarny Kot został zaakumanizowany w Białego Kota. Królix obserwuje łańcuch wydarzeń, od kiedy Adrien i Marinette zostali parą. Niestety Gabriel zabrania im spotykać się ze sobą. Akuma ściga Marinette, jednak nie udaje jej się zawładnąć Marinette, ponieważ Adrien, przemieniając się na oczach wszystkich w Czarnego Kota, używa Kotaklizmu i zabija akumę. Nathalie jest świadkiem transformacji Adriena i mówi o zdarzeniu Gabrielowi. Superbohaterowie lądują w piwnicy Gabriela, gdzie spoczywa uśpiona Emilie Agreste. Biedronka i Czarny Kot poznają tożsamość Władcy Ciem. Czarny Kot ma mętlik w głowie, a Władca Ciem wykorzystuje ten fakt i przemienia Czarnego Kota w Białego Kota, dając mu moc absolutnej destrukcji. Chłopak jest całkowicie przytłoczony obrotem spraw, przez co uwalnia pełną moc i powoduje wielki wybuch, niszcząc wszystko dookoła. Biedronka uwalnia Białego Kota spod władzy akumy. Ale zdaje sobie sprawę, że musi użyć Niezwykłej Biedronki, aby naprawić przeszłość. Królix zabiera dziewczynę do kilku minut przed ujawnieniem tożsamości Biedronki. Biedronka zmazuje podpis z prezentu, ochraniając swoją tożsamość i nie prowadząc do katastrofy w przyszłości. Nota: Światowa premiera odcinka odbyła się w Szwajcarii 9 listopada 2019. | |                                                  |                                                                                   |                      |                   |     |
| 74 | Félix                                                                                                 | Thomas Astruc                                    | Thomas Astruc, Mélanie Duval, Fred Lenoir, Sébastien Thibaudeau                   | 17 listopada 2019    | 4 grudnia 2019    | 323 |
| Mija rok od zniknięcia Emilie. Wszyscy przyjaciela Adriena wysyłają mu krótkie filmiki, aby wesprzeć go w ten dzień. Ciocia i kuzyn Adriena, Amélie i Félix, przyjeżdżają z Londynu. Amélie żąda, aby Gabriel zwrócił obrączki jego i Emilie, które są pamiątkami rodzinnymi. Gabriel odmawia i wysyła Adriena z Félixem do pokoju Adriena. Félix kradnie telefon Adriena, przechwytuje wiadomości wideo, przebiera się za Adriena i wysyła złośliwą i kpiącą odpowiedź. Niespodziewana wrogość „Adriena” szokuje Alyę, Julekę i Rose, pozwalając Władcy Ciem na ich akumanizację z powrotem w Lady Wifi, Reflektę oraz Wonną Księżniczkę jako Trio Sprawiedliwych. Podczas późniejszej walki między super-złoczyńcami a Biedronką i Czarnym Kotem, Félix oferuje pomoc Władcy Ciem, jeśli odda mu obrączki ślubne. Bohaterowie go jednak pokonali i zwyciężyli. Następnie Félix przeprasza Adriena i Gabriela za jego działania, lecz potajemnie kradnie obrączkę ślubną Gabriela za pomocą magicznej sztuczki. Kiedy Gabriel zdaje sobie sprawę z tego, co zrobił Félix, jest wściekły. Nota: Światowa premiera odcinka odbyła się w Wielkiej Brytanii i Irlandii 13 listopada 2019. | |                                                  |                                                                                   |                      |                   |     |
| 75 | Biedronka Ladybug                                                                                     | Thomas Astruc, Wilfried Pain, Isabelle Lemaux    | Thomas Astruc, Mélanie Duval, Fred Lenoir, Sébastien Thibaudeau                   | 24 listopada 2019    | 5 grudnia 2019    | 324 |
| Lila podrzuca odpowiedzi do testu do plecaka Marinette i udaje, że została zepchnięta ze schodów, a także twierdzi, że Marinette ukradła jej naszyjnik, aby odwrócić przyjaciół Marinette przeciwko niej. Dyrektor Damocles wyrzuca Marinette ze szkoły. Władca Ciem wyczuwa szok i rozpacz wszystkich, którzy darzyli zaufaniem Marinette i zmienia Nathalie z powrotem w Asysturę, aby mógł przybrać formę Szkarłatnego Władcy i zaakumanizować całą szkołę. Marinette i jej matka prawie zostają zaakumanizowane w Księżniczkę Sprawiedliwości i Królową Prawdy, jednak Nathalie nie ma na tyle sił, aby kontynuować plan, odwracając uwagę Szkarłatnego Władcy i anulując procedurę. Alya postanawia udowodnić niewinność Marinette, ponieważ Marinette jest zmuszona pomagać rodzicom w piekarni, a Gabriel zabrania Nathalie podejmowania dalszych działań jako Asystura bądź Mayura. Nathalie wymyka się za plecami Gabriela, tworzy Emopotwora na obraz Biedronki i próbuje oszukać Czarnego Kota, aby mogła zdobyć jego Miraculum, ale prawdziwa Biedronka pojawia się w samą porę. Razem z Czarnym Kotem prawie pokonują Mayurę, jednak Władca Ciem broni kobietę i ucieka wraz z nią. Następnie, Adrien szantażuje Lilę, aby skłonić ją do wyjawienia prawdy. Lila jednak nadal chce zemścić się na Marinette w przyszłości. Nota: Światowa premiera odcinka odbyła się w Kanadzie 10 września 2019. | |                                                  |                                                                                   |                      |                   |     |
| 76 | Król Zabawek Chris Master                                                                             | Thomas Astruc, Jun Violet, Joanna Celse          | Thomas Astruc, Mélanie Duval, Fred Lenoir, Sébastien Thibaudeau                   | 1 grudnia 2019       | 15 listopada 2019 | 312 |
| Marinette opiekuje się młodszym bratem Nino, Chrisem, podczas gdy on i Alya idą zobaczyć film. Kiedy Chris odnajduje skrzynię pełną prezentów urodzinowych dla Adriena, Marinette wmawia chłopcu, że jest potajemnie jednym z pomocników Świętego Mikołaja i że skrzynia zawiera prezenty świąteczne. Przytłoczony pragnieniem wczesnego Bożego Narodzenia, Chris zostaje zaakumanizowany w Króla Zabawek, super-złoczyńcę, który kontroluje armię zabawek i szuka Świętego Mikołaja. Biedronka i Czarny Kot są zmuszeni połączyć siły z Mikołajem, aby go pokonać. Gościnnie: Philippe Candeloro jako on sam. Nota: Światowa premiera odcinka odbyła się w Kanadzie 8 lutego 2019. | |                                                  |                                                                                   |                      |                   |     |
| 77 | Połykacz Serc (Starcie Miraculów – Część 1) Heart Hunter (The Battle of the Miraculous – Part 1)      | Thomas Astruc, Wilfried Pain, Nicolas Hess       | Thomas Astruc, Matthieu Choquet, Mélanie Duval, Fred Lenoir, Sébastien Thibaudeau | 8 grudnia 2019       | 6 grudnia 2019    | 325 |
| Państwo Bourgeois obchodzą 20. rocznicę ślubu, jednak szybko wdają się w poważną kłótnię. Tymczasem rodzice Marinette organizują to wydarzenie, podczas gdy Adrien i Kagami muszą wziąć w nim udział; troje nastolatków porzuca imprezę, żeby się dobrze zabawić. Marinette zabiera ich do lodziarza André, lecz kupuje lody tylko dla nich i odchodzi. Władca Ciem akumanizuje małżeństwo Bourgeois w Połykacza Serc, dwugłowego potwora, który pochłania miłość. Biedronka zabiera od Mistrza Fu Miraculum Smoka, dając je Kagami, aby oderwać ją od Adriena, nie zwracając uwagi na Chloé. Jednak Władca Ciem podąża za nią do lokalizacji Mistrza Fu; Mistrz Fu używa Miraculum Żółwia, aby przemienić się w Jadeitowego Żółwia i broni się przed Władcą Ciem i Mayurą, jednak Władca Ciem zdobywa szkatułkę z Miraculami. Przychodzi do Chloé i nastawia ją przeciwko Biedronce, ofiarowując Chloé Miraculum Pszczoły i uwalniając jej rodziców z pod wpływu akumy, w zamian za Miracula Biedronki i Czarnego Kota. Władca Ciem akumanizuje ją w Królową Miraculów. Gdzie indziej, Adrien i Kagami mają się pocałować, a Marinette odkrywa, że Mistrz Fu zniknął i przeżywa załamanie nerwowe w objęciach Luki. Nota: Światowa premiera odcinka odbyła się na Ukrainie 13 października 2019. | |                                                  |                                                                                   |                      |                   |     |
| 78 | Królowa Miraculów (Starcie Miraculów – Część 2) Miracle Queen (The Battle of the Miraculous – Part 2) | Thomas Astruc, Wilfried Pain, Jun Violet         | Thomas Astruc, Matthieu Choquet, Mélanie Duval, Fred Lenoir, Sébastien Thibaudeau | 8 grudnia 2019       | 6 grudnia 2019    | 326 |
| Królowa Miraculów wysyła armię pszczół do przejęcia kontroli nad mieszkańcami Paryża. Adrien nie chce pocałować Kagami, ponieważ nie jest pewien swoich uczuć do Biedronki i Kagami, podczas gdy Marinette tak samo myśli o Adrienie i Luce. Luka i Kagami poświęcają się, aby uratować Marinette i Adriena, którzy uciekają przez Sekwanę. Królowa Miraculów wzywa do siebie wszystkich posiadaczy Miraculów, nad którymi przejęła kontrolę; wyjątkami są Kagami, ponieważ Miraculum Smoka pozostaje w posiadaniu Biedronki, a także Nino, ponieważ Jadeitowy Żółw utrzymuje Osłonę. Biedronka obwinia się o całą sytuację. Czarny Kot uspokaja ją i poprawia jej nastrój. Biedronka przedstawia mu plan działania i łączy ze sobą Miracula Biedronki i Smoka, zmieniając się w Biedrosmoka. Biedronka i Czarny Kot zabierają Serpentionowi Miraculum Węża, po czym Czarny Kot łączy ze sobą Miracula Czarnego Kota i Węża, zmieniając się w Czarnego Węża. Dzięki mocom Czarnego Węża, superbohaterowie są w stanie pokonać Królową Miraculów i złapać jej akumę. Gdy Biedronka nie jest w stanie wymyślić planu ratowania Jadeitowego Żółwia, Mistrz Fu zrzeka się tytułu strażnika i mianuje na strażnika Biedronkę. Z powodu strasznych czynów popełnionych przez Chloé, Biedronka zabiera jej Miraculum Pszczoły na zawsze. W zamian Chloé oświadcza Biedronce, że nie jest już jej fanką. Po całym zdarzeniu, Mistrz Fu daje Marinette klucz do ukrytej szafki zawierającej jego stary gramofon, zdjęcie Marianne i list do Marinette, mimo że nie wie, kim ona jest. Mistrz Fu ponownie spotyka się z Marianne i razem opuszczają Paryż. W międzyczasie, Nathalie ujawnia, że ma tablet Mistrza Fu, który zawiera odszyfrowane strony Księgi Zaklęć. Dzięki temu Gabriel jest w stanie naprawić Miraculum Pawia. Marinette jest zasmucona widząc Adriena z Kagami, ale nie zdaje sobie sprawy, że Adrien jest niezdecydowany co do tego, co czuje do Kagami i Biedronki. Nota: Światowa premiera odcinka odbyła się na Ukrainie 15 października 2019. | |                                                  |                                                                                   |                      |                   |     |

### Seria 4 (2021-2022)
| 79 | Prawdomówny Truth                                                                                   | Thomas Astruc, Wilfried Pain, Jun Violet, Cyril Adam, Nicolas Hess | Thomas Astruc, Mélanie Duval, Fred Lenoir, Sébastien Thibaudeau | 11 kwietnia 2021     | 4 października 2021  | 401 |
| Gabriel naprawia Miraculum Pawia i łączy jego moce z Miraculum Motyla, przemieniając się we Władcę Mroku. W międzyczasie, Marinette oswaja się z pełnieniem nowej roli - Strażnika Miraculów - kosztem relacji z Luką. Pogrążony w goryczy przez to, że Marinette nie chce mu wyjawić prawdy, Luka zmienia się w Asa Prawdy - super-złoczyńcę, posiadającego moc wyciągania prawdy z ludzi siłą. Do pomocy ma emo-potwora – Świetlne Oko – który paraliżuje jego ofiary. Luka, wyłudzając prawdę, dowiaduje się, że jego ojcem jest Jagged Stone, jednak nadal nie poznaje sekretu Marinette. Zaś sama Marinette, przytłoczona nadmiarem kłamstw i wymówek, postanawia zerwać z Luką. Nota: Premiera światowa odcinka odbyła się 3 kwietnia 2021 roku w Szwajcarii. | |                                                                    |                                                                 |                      |                      |     |
| 80 | Antyblaga Lies                                                                                      | Thomas Astruc, Wilfried Pain, Jun Violet, Cyril Adam, Nicolas Hess | Thomas Astruc, Mélanie Duval, Fred Lenoir, Sébastien Thibaudeau | 18 kwietnia 2021     | 5 października 2021  | 402 |
| Relacja Adriena i Kagami zostaje poddana próbom, gdy chłopak porzuca dziewczynę, by przemieniać się w Czarnego Kota i ratować Paryż. Przy ostatnim razie, Adrien wybiera się na pomoc Biedronce w walce z Asem Prawdy. Pomiędzy dwójką dochodzi do konfrontacji, przy czym Kagami, zraniona przez kłamstwa Adriena, zostaje ofiarą akumy i przemienia się w Antyblagę - super-złoczyńcę, który jest w stanie sparaliżować każdego, kto chociaż raz w życiu skłamał. Po pokonaniu super-złoczyńcy, do Kagami dochodzi to, że Adrien działał w tym wszystkim celowo, jednakże postanawia zerwać z chłopakiem. Nota: Premiera światowa odcinka odbyła się 10 kwietnia 2021 roku w Szwajcarii. | |                                                                    |                                                                 |                      |                      |     |
| 81 | Sekretny Gang Gang of Secrets                                                                       | Thomas Astruc, Wilfried Pain, Jun Violet, Cyril Adam, Nicolas Hess | Thomas Astruc, Mélanie Duval, Fred Lenoir, Sébastien Thibaudeau | 25 kwietnia 2021     | 6 października 2021  | 403 |
| Po rozstaniu, rosnących obowiązkach Strażnika i konieczności odcięcia się od przyjaciół i rodziny, aby uchronić swój sekret, Marinette staje się coraz bardziej przytłoczona i przygnębiona. Martwiąc się o przyjaciółkę, Alya, Juleka, Rose, Alix i Mylène postanawiają przyjść do niej, aby porozmawiać i dać jej bransoletkę przyjaźni, wykonaną z koralików. Gdy zjawiają się na miejscu, o mało co nie odkrywają Szkatułki Miraculum. Marinette, chcąc uchronić swój sekret, zrywa przyjaźń. Zrozpaczone przyjaciółki Marinette zostają z powrotem zakumizowane w Lady Wifi, Reflektę, Wonną Księżniczkę, Postraszycielkę i Czasołamaczkę, stanowiąc Sekretny Gang. Biedronka z powodzeniem pomaga Alyi uwolnić się spod wpływów Władcy Mroku i daje dziewczynie Miraculum, by ta jej mogła pomóc jako Ruda Kitka. Po wygranym starciu z Władcą Mroku, Marinette godzi się z przyjaciółkami. Na osobności, nie mogąc sama znieść ciężaru swoich sekretów, Marinette ujawnia Alyi, że jest Biedronką. Nota: Premiera światowa odcinka odbyła się 17 kwietnia 2021 roku w Szwajcarii. | |                                                                    |                                                                 |                      |                      |     |
| 82 | Pan Gołąb nr 72 Mr. Pigeon 72                                                                       | Thomas Astruc, Wilfried Pain, Jun Violet, Cyril Adam, Nicolas Hess | Thomas Astruc, Mélanie Duval, Fred Lenoir, Sébastien Thibaudeau | 23 maja 2021         | 7 października 2021  | 404 |
| Teraz świadoma sekretu Marinette, Alya pomaga jej w obowiązkach Biedronki. Marinette zaś próbuje zaciągnąć Kagami na basen, by ukoić ból dziewczyny po rozstaniu z Adrienem. Tam Bob Roth kręci nową reklamę dla marki Gabriela z Adrienem w roli głównej, który znajduje się wśród gołębi pana Ramiera. Wysiłki Marinette nieumyślnie zakłócają reklamę, sprawiając, że Bob zwalnia miłośnika gołębi. Władca Mroku po raz 72. przemienia pana Ramiera w Pana Gołębia, lecz tym razem zamienia ludzi w gołębie. Adrien zostaje przemieniony przez gołębie, co sprawia, że Biedronka korzysta z pomocy Plagga i Rudej Kitki, by pokonać super-złoczyńcę. Po pokonaniu super-złoczyńcy, Ruda Kitka zjawia się z wieściami, dzięki którym Biedronka odblokowuje nowe moce. Niedługo potem Kagami mówi Marinette, że to ona jest naprawdę stworzona dla Adriena i odstępuje w rywalizacji. | |                                                                    |                                                                 |                      |                      |     |
| 83 | Wściekły Fu Furious Fu                                                                              | Thomas Astruc, Wilfried Pain, Jun Violet, Cyril Adam, Nicolas Hess | Thomas Astruc, Mélanie Duval, Fred Lenoir, Sébastien Thibaudeau | 30 maja 2021         | 8 października 2021  | 406 |
| Marinette spotyka się z Mistrzem Fu i Marianne, którzy się pobrali i mieszkają razem w Londynie. W domu napotyka Su-Hana - Niebiańskiego Strażnika odpowiedzialnego za Szkatułkę-Matkę Miraculów. Przerażony tym, że Marinette i Fu złamali większość świętych przykazań zakonu strażników, Su-Han zabiera szkatułkę, mówiąc Marinette, że nie nadaje się na nową Strażniczkę, ani też na superbohaterkę. Gdy Czarny Kot odmawia zrzeczenia się swojego Miraculum na rozkaz Su-Hana, bohaterowie atakują strażnika i uciekają ze Szkatułą Miraculóe. Su-Han atakuje Mistrza Fu i kradnie jego laskę, by namierzyć bohaterów. Sama konfrontacja zaś wzburza Fu na tyle, że Władca Mroku przemienia go we Wściekłego Fu - malarza z nadprzyrodzonymi umiejętnościami kung fu i chińskimi ideogramami, dzięki którym może urzeczywistnić to, co zostanie przelane na papier. Biedronka i Czarny Kot pokonują Wściekłego Fu, robiąc wrażenie na Su-Hanie, dzięki czemu mężczyzna pozwala Marinette nadal pełnić rolę strażniczki, decydując się również zostać w Paryżu, aby dowiedzieć się więcej o współczesnym świecie. Niebiański Strażnik jednak ostrzega dziewczynę - jeśli popełni ona jakiś błąd, Szkatułka Miraculów zostanie odebrana jej bezpowrotnie. Nota: Premiera światowa odcinka odbyła się 23 marca 2021 roku w Brazylii. | |                                                                    |                                                                 |                      |                      |     |
| 84 | Zdeptucha Sole Crusher                                                                              | Thomas Astruc, Wilfried Pain, Jun Violet, Cyril Adam, Nicolas Hess | Thomas Astruc, Mélanie Duval, Fred Lenoir, Sébastien Thibaudeau | 6 czerwca 2021       | 11 października 2021 | 407 |
| Przyrodnia siostra Chloé - Zoé - przyjeżdża do Paryża z Nowego Jorku do rodziny. Szybko zaprzyjaźnia się z Marinette, lecz staje się samolubna i złośliwa, gdy przebywa w pobliżu Chloé, aby dopasować się do niej. Żałując swojego zachowania, Zoé żali się ojczymowi, że nigdy nie może być sobą. Akuma wnika do schowanych na dachu hotelu trampek Zoé, a sama dziewczyna przemienia się w Zdeptuchę - super-złoczyńcę, który rośnie, depcząc i wchłaniając innych. Nota: Premiera światowa odcinka odbyła się 25 maja 2021 roku w Brazylii. | |                                                                    |                                                                 |                      |                      |     |
| 85 | Królowa Bananów Queen Banana                                                                        | Thomas Astruc, Wilfried Pain, Jun Violet, Cyril Adam, Nicolas Hess | Thomas Astruc, Mélanie Duval, Fred Lenoir, Sébastien Thibaudeau | 13 czerwca 2021      | 12 października 2021 | 408 |
| Z pomocą Thomasa Astruca, burmistrza Bourgeois i Boba Rotha, klasa Marinette zaczyna kręcić film o superbohaterach, z Zoé w roli głównej. Chloé, zazdrosna o rolę swojej przyrodniej siostry, przekonuje ojca i Boba, by pozwolili jej na posiadanie zupełnej kontroli nad filmem. Wkrótce, Chloé zmusza wszystkich do licznych przeróbek, aby przemienić film w swoją własną, osobistą fantazję: w ten sposób film ma być poświęcony Królowej Bananów, wyposażonej we własny samochodem z bananowym motywem i gigantycznego goryla, który strzela wybuchającymi bananami. Sfrustrowana niemocą innych co do spełnienia jej wymagań, opuszcza plan zdjęciowy, a Marinette przekonuje swoich rówieśników, by nakręcili oryginalny scenariusz, bez ingerencji Chloé. Gdy Chloé dowiaduje się, że znajomi nakręcili film za jej plecami, Władca Mroku zmienia Chloé w prawdziwą Królową Bananów, wraz z latającym samochodem i emo-potworem Banana Boom-Boom, który jest w stanie zmieniać ludzi w banany. Biedronka i Czarny Kot próbują walczyć z Królową Bananów, lecz ta jest zbyt silna. Biedronka postanawia dać Miraculum Pszczoły jego nowej posiadaczce - Zoé - dzięki któremu przemienia się w Vesperię. Razem pokonują Królową Bananów, ale Chloé po walce odmawia przyjęcia od Biedronki Magicznego Amuletu, który mógłby ją uchronić od potencjalnych ataków Władcy Mroku.. Zoé nakłania ją do przyjęcia Amuletu, próbując się z nią pogodzić, co skutecznie zapobiega jej kolejnej akumanizacji. Gościnnie: Thomas Astruc jako on sam. Nota: Premiera światowa odcinka odbyła się 28 maja 2021 roku w Niemczech. | |                                                                    |                                                                 |                      |                      |     |
| 86 | Otchłań Wyrzutów Guiltrip                                                                           | Thomas Astruc, Wilfried Pain, Jun Violet, Cyril Adam, Nicolas Hess | Thomas Astruc, Mélanie Duval, Fred Lenoir, Sébastien Thibaudeau | 20 czerwca 2021      | 13 października 2021 | 411 |
| Rose znika w środku zajęć. Później Juleka wyjawia, że Rose jest w szpitalu przez chorobę, na którą choruje od dziecka, i którą ukrywała przed wszystkimi. Kiedy Rose wraca do szkoły, wszyscy zaczynają traktować ją w szczególny sposób, przez co Juleka pogrąża się w poczuciu winy. Władca Mroku po raz kolejny przemienia ją w Reflektę, a do pomocy otrzymuje własnego emo-potwora - Otchłań Wyrzutów. Emo-potwór ten może wsysać ludzi w otchłań, która sprawia, że ofiary popadają w poczucie winy, co przekształca ich w kopie Reflekty. Biedronka i Czarny Kot zostają wciągnięci do Otchłani, gdzie widzą, jak Rose skutecznie walczy z poczuciem winy. Zdając sobie sprawę, że Rose może im pomóc, Biedronka daje dziewczynie Miraculum Świni, dzięki któremu Rose przemienia się w Pigellę, która może pokazać dowolnej osobie jej najskrytsze pragnienie. Nota: Premiera światowa odcinka odbyła się 4 maja 2021 roku w Brazylii. | |                                                                    |                                                                 |                      |                      |     |
| 87 | Kroko-Wrogo Crocoduel                                                                               | Thomas Astruc, Wilfried Pain, Jun Violet, Cyril Adam, Nicolas Hess | Thomas Astruc, Mélanie Duval, Fred Lenoir, Sébastien Thibaudeau | 29 sierpnia 2021     | 30 marca 2022        | 412 |
| Marinette wciąż unkia Luki po ich rozstaniu, co skłania przyjaciół dwójki do ich ponownego zeswatania na przyjęciu urodzinowym Juleki i Luki. W tym samym czasie, Jagged odwiedza barkę Couffaine i próbuje spędzić trochę czasu z dziećmi, ku niezadowoleniu Anarki. Na przyjęciu, Luka jest przygnębiony tym, że Marinette go unika, a Julekę przytłacza to, że nie umie zabrać głosu, co czyni z nich idealny cel dla akumy. Ostatecznie, ofiarą akumy padają wykłócający się Jagged i Anarka, zmieniając się z powrotem w Diablo Rockmana i Kapitan Hardrock, stanowiąc teraz nikczemny duet - Kroko-Wrogo. Dwoje super-złoczyńców walczy ponad chmurami przeciwko sobie. By ich powstrzymać, Biedronka powierza Julece Miraculum Tygrysa, dzięki czemu dziewczyna zmienia się w Fioletową Tygrysicę. Po zażegnaniu akumy, Anarka i Jagged dalej się kłócą, jednak Juleka zbiera siłę w sobie i wreszcie wyraża swoje uczucia. Po całym zdarzeniu, Marinette i Luka postanawiają pozostać przyjaciółmi. Nota: Premiera światowa odcinka odbyła się 3 sierpnia 2021 roku w Brazylii. | |                                                                    |                                                                 |                      |                      |     |
| 88 | Optigami                                                                                            | Thomas Astruc, Wilfried Pain, Jun Violet, Cyril Adam, Nicolas Hess | Thomas Astruc, Mélanie Duval, Fred Lenoir, Sébastien Thibaudeau | 5 września 2021      | 14 października 2021 | 413 |
| Odkąd Chloé ujawniła tożsamość posiadaczy Miraculów jako Królowa Miraculów, Gabriel i Nathalie śledzą ich za pomocą emo-potwora szpiega - Optigami. Gabriel obmyśla plan, jak zaprowadzić ich do domu Biedronki, więc organizuje ceremonię wręczenia nagród, podczas której tworzy kopię Aleca, by emo-potwór ten zdenerwował Audrey, zamieniając ją z powrotem w Królową Stylu. Eliminuje wszystkich zaproszonych gości, którzy są właścicielami Miraculów. Marinette i Adrien zostają uwięzieni razem w windzie, niezdolni do transformacji, przez co dziewczyna wzywa Kaalki - Kwami Konia - by zabrało Alyę do domu Marinette. Alya chwyta Miraculum Lisa i Pszczoły, potrzebne do planu Marinette, a także Miraculum Żółwia, by uzyskać dodatkową pomoc. Ruda Kitka powierza Miraculum Nino, nie wiedząc, że został zastąpiony przez kopię potwora, pozwalając Władcy Mroku przemienić emo-potwora, wraz z Optigami w Miraculum Żółwia, w Emo-Pancernika. Łącząc Miraculum Pszczoły ze swoim, Biedronka zmienia się w Pszczołodronkę, a z pomocą Emo-Pancernika, pokonuje Królową Stylu. Jednak Biedronka wkrótce zdaje sobie sprawę z oszustwa i każe Czarnemu Kotu zniszczyć Miraculum Żółwia, uwalniając Optigami. Gdy wszystko zostaje przywrócone, Marinette, rozumiejąc, że potrzebuje sojusznika, który może jej pomóc w trudnej sytuacji, na stałe powierza Alyi Miraculum Lisa. Nota: Premiera światowa odcinka odbyła się 30 maja 2021 roku w Niemczech. | |                                                                    |                                                                 |                      |                      |     |
| 89 | Emo-bańkor Sentibubbler                                                                             | Thomas Astruc, Wilfried Pain, Jun Violet, Cyril Adam, Nicolas Hess | Thomas Astruc, Mélanie Duval, Fred Lenoir, Sébastien Thibaudeau | 12 września 2021     | 15 października 2021 | 414 |
| Marinette śni się koszmar, w którym Alya ujawnia sekretną tożsamość Marinette i zdradza ją Władcy Mroku, pozwalając mu zdobyć szkatułę z Miraculami. Aby temu zapobiec, udaje się do domu Alyi i opowiada jej o śnie, choć Alya zapewnia ją, że nigdy nie zdradzi jej zaufania. Po rozmowie, Władca Mroku dzwoni do Alyi i ujawnia, że schwytał jej rodzinę, Nino, a następnie Marinette, używając do tego Emo-Bańkora, emo-potwornej kopii Bańkora. Władca Mroku stawia Alyi ultimatum. W zamian za uwolnienie ludzi żąda, by zdradziła Biedronkę i Czarnego Kota, zwabiając ich w pułapkę i oddając mu Miraculum Lisa, w przeciwnym razie ludzie schwytani w bańki, zostaną wysłani w kosmos. Zamiast tego, Alya potajemnie przekształca się w Rudą Kitkę i wykorzystuje kilka iluzji, aby oszukać mężczyznę i jego potwora, pozwalając również Marinette na bezpieczną przemianę i połączenie Miraculum Biedronki z Konia, zmieniając się w Biedro-Pegaza. Po ucieczce z bańki Biedro-Pegaz na krótko przejmuje kontrolę nad Emo-Bańkorem, dopóki Władca Mroku nie uwalnia go od istnienia. Wkrótce jednak udaje się uwolnić ludzi z baniek i sprowadzić ich bezpiecznie na ziemię. Alya mówi Marinette, że Władca Mroku od teraz wierzy w to, że nigdy nie zostanie ponownie wezwana jako Ruda Kitka, uspokajając ją, że koszmar nigdy się nie spełni. Nota: Premiera światowa odcinka odbyła się 6 lipca 2021 roku w Brazylii. | |                                                                    |                                                                 |                      |                      |     |
| 90 | Łzoczyńca Rocketear                                                                                 | Thomas Astruc, Wilfried Pain, Jun Violet, Cyril Adam, Nicolas Hess | Thomas Astruc, Mélanie Duval, Fred Lenoir, Sébastien Thibaudeau | 19 września 2021     | 18 października 2021 | 417 |
| Alya nadal używa Miraculum Lisa, lecz w ukryciu - działa jako Tajna Kitka i osłania Biedronkę i Czarnego Kota. Aby upewnić się, że jej działalność nie jest zagrożona, Marinette każe Alyi powiedzieć Nino, że nie już więcej nie będzie Rudą Kitką, co, wraz z serią zbiegów okoliczności, zaczyna go utwierdzać w przekonaniu, że Alya zakochała się w Czarnym Kocie. Aby udowodnić to Adrienowi, Nino rozpoczyna śledztwo, którego kulminacją jest nagranie flirtu Czarnego Kota i Alyi; w rzeczywistości Czarny Kot upewnia się, że Alya nie jest w nim zakochana. Nino przedstawia swoje odkrycia Adrienowi następnego dnia, a przy okazji ujawnia, że to oni wraz z Alyą są Pancernikiem i Rudą Kitką. Władca Mroku wykorzystuje emocje Nino, aby przemienić go w Łzoczyńcę, który potrafi wyrzucać eksplodujące łzy z jego oczu. Z pomocą Tajnej Kitki, Biedronka ujawnia prawdę o filmie, pozwalając Nino odrzucić wpływy Władcy Mroku. Gdy wszystko wraca do normy, Alya, bez wiedzy Marinette, wyjawia Nino, że nadal jest superbohaterką. Nota: Premiera światowa odcinka odbyła się 13 lipca 2021 roku w Brazylii. | |                                                                    |                                                                 |                      |                      |     |
| 91 | Megapijawa Mega Leech                                                                               | Thomas Astruc, Wilfried Pain, Jun Violet, Cyril Adam, Nicolas Hess | Thomas Astruc, Mélanie Duval, Fred Lenoir, Sébastien Thibaudeau | 26 września 2021     | 20 października 2021 | 410 |
| Burmistrz Bourgeois przedstawia „Projekt Tlen”, który ma wyciąć drzewa na Place des Vosges i zastąpić je sztucznym filtrem powietrza. Mylène i Ivan protestują przeciwko temu, zyskując poparcie reszty swojej klasy. Kiedy Marinette wskazuje na wady planu, a Mylène opowiada się za lepszymi rozwiązaniami, mieszkańcy Paryża szybko zwracają się przeciwko projektowi, upokarzając burmistrza Bourgeois. Shadow Moth akumizuje burmistrza z powrotem w Dyktatyrana, który z pomocą swojego emo-potwora Megapijawy - dzieli się na tysiące maleńkich klonów, wraz z akumami i amokami i przejmuje umysły każdego Paryżanina. Aby pokonać ich wszystkich, Biedronka rekrutuje Mylène do zespołu superbohaterów, powierzając jej Miraculun Myszy, by ta mogła się przemienić w Polimysz. Biedronka następnie wzywa Vesperię, Pancernika, Ryûko i Pegaza; łącząc siły, pokonują Megapijawę i Dyktatyrana. Burmistrz Bourgeois podejmuje właściwą decyzję i zamiast budowy nowego filtra, postanawia posadzić więcej drzew. Nota: Światowa premiera odcinka odbyła się 20 lipca 2021 roku w Brazylii. | |                                                                    |                                                                 |                      |                      |     |
| 92 | Spełniacz Marzeń Wishmaker                                                                          | Thomas Astruc, Wilfried Pain, Jun Violet, Cyril Adam, Nicolas Hess | Thomas Astruc, Mélanie Duval, Fred Lenoir, Sébastien Thibaudeau | 3 października 2021  | 19 października 2021 | 418 |
| W Paryżu odbywają się Targi Kariery, na które wybiera się Marinette. Tam spotyka Lukę, a potem Adriena (który też jest niezdecydowany co do swojej przyszłości); Luka radzi im, by wsłuchali się w melodię swoich serc i robili to, co kochają. Nagrywając na targach program, wyśmiewający „bezużyteczne” kariery innych, Alec Cataldi popada w załamanie, zdając sobie sprawę, że zmarnował swoje życie. Władca Mroku akumizuje Aleca w Spełniacza Marzeń, który ożywia dziecięce pragnienia innych. Biedronka angażuje w walkę Serpentiona, w której zarówno ona, jak i Czarny Kot zostają trafieni przez super-złoczyńcę, ujawniając przy tym swoją sekretną tożsamość ich sprzymierzeńcowi. Serpention kasuje oba te momenty i pozwala bohaterom pokonać Spełniacza Marzeń, zachowując dla siebie wiedzę o ich tajemnych tożsamościach. Marinette postanawia spełnić wszystkie swoje marzenia na raz, a Adrien postanawia, że to w porządku nie wiedzieć, co chce się robić w przyszłości. Alec zaczyna prowadzić nowy program, aby pomagać ludziom, a nie kpić z nich, jednocześnie realizując własne marzenie z dzieciństwa. Nota: Premiera światowa odcinka odbyła się 7 sierpnia 2021 roku w Stanach Zjednoczonych. | |                                                                    |                                                                 |                      |                      |     |
| 93 | Hack-San                                                                                            | Thomas Astruc, Wilfried Pain, Jun Violet, Cyril Adam, Nicolas Hess | Thomas Astruc, Mélanie Duval, Fred Lenoir, Sébastien Thibaudeau | 10 października 2021 | 1 kwietnia 2022      | 416 |
| Marinette wyjeżdża z rodzicami do Londynu, aby odwiedzić ciotkę Shu Yin na weekend. By upewnić się, że Paryż jest chroniony, dziewczyna daje Alyi swoje Muraculum. Władca Mroku tworzy emo-potwora, Hack-Sana, który powoduje u Markova negatywne emocje, pozwalając Władcy na ponowne zakumizowanie w Robotusa - tym razem super-złoczyńca może konrolować ludzi i odbierać im to, co sami uważają za najcenniejsze. Alya wykorzystuje Miraculum Biedronki, zmieniając się w Scarabellę. Razem z Marinette i z początku negatywnie nastawionym Czarnym Kotem pokonują super-złoczyńcę. Po zdarzeniu Biedronka spotyka się z Czarnym Kotem, aby przeprosić za jej nieobecność. Nota: Premiera światowa odcinka odbyła się 14 września 2021 roku w Brazylii. | |                                                                    |                                                                 |                      |                      |     |
| 94 | Prosteusz Simpleman                                                                                 | Thomas Astruc, Wilfried Pain, Jun Violet, Cyril Adam, Nicolas Hess | Thomas Astruc, Mélanie Duval, Fred Lenoir, Sébastien Thibaudeau | 17 października 2021 | 28 marca 2022        | 419 |
| Marinette ma za zadanie opiekować się Manon, Ellą, Ettą i Chrisem. Gdy Adrien dzwoni do niej z prośbą o pomoc, dziewczyna bez zastanowienia zmierza do niego, zostawiając dzieci u swojego dziadka. Sesja Zdjęciowa Adriena daje Marinette szansę do wyznania uczuć Adrienowi. W międzyczasie, Rolland, przytłoczony skomplikowanym, nowoczesnym światem, pada ofiarą akumy i zmienia się w Prosteusza - super-złoczyńcę, która upraszcza cały Paryż, sprawiając, że mieszkańcy miasta dziecinnieją. Uproszczone duo Biedronki i Czarnego Kota ma problemy z pokonaniem złoczyńcy, jednakże dzieci pomagają im obmyślić plan na pokonanie Prosteusza. Nota: Premiera światowa odcinka odbyła się 28 września 2021 roku w Brazylii. | |                                                                    |                                                                 |                      |                      |     |
| 95 | Mrożownik 2 Glaciator 2                                                                             | Thomas Astruc, Wilfried Pain, Jun Violet, Cyril Adam, Nicolas Hess | Thomas Astruc, Mélanie Duval, Fred Lenoir, Sébastien Thibaudeau | 24 października 2021 | 31 marca 2022        | 415 |
| Podczas walki z Mrożownikiem, Biedronka i Czarny Kot dowiadują się, że zostali wybrani na „Parę Roku”, co nie podoba się superbohaterce. Zdając sobie z tego sprawę, Czarny Kot zasmuca się. Po ponownej porażce z Adrienem, Marinette prosi Czarnego Kota, aby jej pomógł w wyznaniu uczuć chłopakowi. Razem łączą się w bólu i spędzają wspólnie czas. Wierząc, że Czarny Kot ma być z Biedronką, a nie Marinette, André zaczyna wątpić w moc swoich lodów, co pozwala Władcy Mroku ponownie go zmienić w Mrożownika. | |                                                                    |                                                                 |                      |                      |     |
| 96 | Najdroższa Rodzina Dearest Family                                                                   | Thomas Astruc, Wilfried Pain, Jun Violet, Cyril Adam, Nicolas Hess | Thomas Astruc, Mélanie Duval, Fred Lenoir, Sébastien Thibaudeau | 31 października 2021 | 29 marca 2022        | 421 |
| Władca Mroku, próbując obejść magię amuletów Biedronki, tworzy nowy rodzaj akumy - megaakumę. Dzięki niej jest w stanie znów akumizować osoby, które są pod ochroną biedronkowych amuletów. Z okazji Święta Trzech Króli, cała rodzina Dupain-Cheng przyrządza Ciasto Trzech Króli. Jak się później okazuje, Tikki szybko uzależnia się od ciasta, nie będąc w stanie zapanować nad swoim głodem. W czasie przyjazdu babci Marinette, między członkami rodziny: Giną, Rollandem, Tomem i Sabine wybucha konflikt o Marinette. Władca Mroku wykorzystuje okazję i akumizuje ich ponownie w: Befanę, Piekariksa, Tatołaka i Qilin - tworzą od tej chwili Najdroższą Rodzinę. Biedronka i Czarny Kot stają do walki, jednakże jest to ciężkie przez niepohamowany głód Tikki. Tikki zjada każde napotkane ciasto i postanawia, dzięki Szczęśliwemu Trafowi, stworzyć własne, zmuszając Czarnego Kota do użycia kosmicznych mocy i zkotaklizmowania olbrzymiego, magicznego ciastka. Marinette pomaga Tikki przezwyciężyć nałóg i razem z Czarnym Kotem pokonują Najdroższą Rodzinę. Nota: Premiera światowa odcinka odbyła się 19 października 2021 roku w Brazylii. | |                                                                    |                                                                 |                      |                      |     |
| 97 | Efemeryd Ephemeral                                                                                  | Thomas Astruc, Wilfried Pain, Jun Violet, Cyril Adam, Nicolas Hess | Thomas Astruc, Mélanie Duval, Fred Lenoir, Sébastien Thibaudeau | 7 listopada 2021     | 5 kwietnia 2022      | 422 |
| Żeby pokonać złoczyńcę, Biedronka wzywa wszystkich swoich pomocników do walki, poza Czarnym Kotem. Zauważając to, Su-Han nakazuje Biedronce, by ta poznała wreszcie tożsamość Czarnego Kota. Biedronka angażuje Serpentiona, by ten cofnął czas, gdyby coś nieporządanego miałoby się wydarzyć przy odkryciu sekretnej tożsamości, jednak plan nie wypala. Adrien i Marinette ujawniają wzajemnie swoje tożsamości i angażują się w swoją relację. Gabriel odkrywa sekretną tożsamość syna, i wyjawiając Adrienowi swoją własną, zmienia go w Efemeryda - super-złoczyńcę przyśpieszającego czas. Władca Mroku zdobywa Miracula Biedronki i Czarnego Kota i korzysta z ich Mocy Abaolutnej. By temu zapobiec, Sass - Kwami Węża - cofa czas do chwili sprzed wszystkich wydarzeń. Wkrótce Biedronka i Czarny Kot naprawiają skutki użycia mocy przez Kwami, a Marinette dochodzi z Su-Hanem do porozumienia. | |                                                                    |                                                                 |                      |                      |     |
| 98 | Gabriel Agreste                                                                                     | Thomas Astruc, Wilfried Pain, Jun Violet, Cyril Adam, Nicolas Hess | Thomas Astruc, Mélanie Duval, Fred Lenoir, Sébastien Thibaudeau | 14 listopada 2021    | 4 kwietnia 2022      | 409 |
| By pomóc Marinette wkraść się na przyjęcie organizowane w posiadłości Agrestów, przyjaciele tworzą jej przebranie. Amélie i Félix przybywają na owe wydarzenie, co jest Gabrielowi na rękę, gdyż chce odzyskać swoją obrączkę, zabraną ostatnim razem przez młodego chłopaka. Félix oddaje Gabrielowi fałszywą obrączkę oraz daje do zrozumienia mężczyźnie, że wie o jego sekrecie jako Władca Mroku. Zezłoszczony, Gabriel tworzy emo-potwora na swoją podobiznę i akumizuje go w Kolekcjonera. | |                                                                    |                                                                 |                      |                      |     |
| 99 | Psychomediant Psycomedian                                                                           | Thomas Astruc, Wilfried Pain, Jun Violet, Cyril Adam, Nicolas Hess | Thomas Astruc, Mélanie Duval, Fred Lenoir, Sébastien Thibaudeau | 13 lutego 2022       | 6 kwietnia 2022      | 405 |
| Marinette podejmuje kolejną próbę, by przypodobać się Adrienowi – bycie zabawną. W tym celu pomaga jej klaun Harry, znany komik z internetowych skeczy. Jego ambicją jest wystawienie filmu dramatycznego. Marinette próbuje zrealizować plan, jednak kompromituje się przed Adrienem. Harry przedstawia pomysł filmu Bobowi, lecz ten wyśmiewa ten pomysł, uzasadniając, że nikt go nie wieźnie poważnie. Przygnębiony Harry zostaje zakumizowany w superzłoczyńcę – Psychomedianta, który może zmieniać emocje kogokolwiek, kto spojrzy mu w oczy. Po pokonaniu złoczyńcy, Marinette przeprasza Adriena za tę dziwną sytuację, po czym oglądają występ klauna Harry’ego, który otrzymał pozwolenie stworzenia filmu. Nota: Premiera światowa odcinka odbyła się 29 stycznia 2022 roku w Szwajcarii. | |                                                                    |                                                                 |                      |                      |     |
| 100 | Kuro Neko                                                                                           | Thomas Astruc, Wilfried Pain, Jun Violet, Cyril Adam, Nicolas Hess | Thomas Astruc, Mélanie Duval, Fred Lenoir, Sébastien Thibaudeau | 20 lutego 2022       | 8 kwietnia 2022      | 423 |
| Biedronka coraz częściej wyrusza w misję innymi superbohaterami bez Czarnego Kota, co chłopakowi rani serce. Gdy Biedronka mówi mu w emocjach, że marnuje jej czas, ten zraniony zrzeka się Miraculum, przez co zbyt zajęta zarządzaniem Miraculumami i ch posiadaczami superbohaterka wpada w kłopoty, nie jest w stanie go powstrzymać i teraz zaczyna się czuć bez niego zagubiona. Po nieszczęśliwym zdarzeniu, Plagg przekonuje Marinette, że powierzy Miraculum nowemu właścicielowi, podczas gdy daje je z powrotem Adrienowi. Wierząc w to, że jako Czarny Kot znów zostanie odrzucony przez Biedronkę, Adrien odmawia przyjęcia Miraculum, lecz Plagg wyjaśnia chłopakowi, że będzie innym Czarnym Kotem. Po kilku nieudanych próbach w końcu tworzy nową postać pod Miraculum i walczy jako Koci Wędrowiec. Razem z Biedronką, walczą z Emo-potworem, jednakże dziewczyna ubolewa nad utratą Czarnego Kota. Po całym wydarzeniu, Adrien ponownie staje się Czarnym Kotem i spotyka się z Biedronką, która mówi mu, że jest niezastąpiony. Nota: Premiera światowa odcinka odbyła się 24 stycznia 2022 roku w Brazylii. | |                                                                    |                                                                 |                      |                      |     |
| 101 | FCFaul Penalteam                                                                                    | Thomas Astruc, Wilfried Pain, Jun Violet, Cyril Adam, Nicolas Hess | Thomas Astruc, Mélanie Duval, Fred Lenoir, Sébastien Thibaudeau | 27 lutego 2022       | 11 kwietnia 2022     | 424 |
| Klasa Marinette gra w piłkę nożną, ale Chloé nie jest zainteresowana grą. Pod wpływem emocji, chętnie pozwala się zakumizować we Faulerkę. Razem ze swoimi klonami, tworząc drużynę FCFaul, zmusza klasę do gry w piłkę nożną wzdłuż całego miasta. Biedronka przyjmuje wszystkich bohaterów, a także Sabrinę, Marca, Nataniela i Ivana, którzy zmieniają sie kolejno w: Gończę, Koguta Śmiałego, Capri-Zioma i Minotauroxa. Po niepowodzeniu pierwszej rundy bohaterowie pracują jako drużyna przez kolejne dwie rundy, upokarzając Chloé na tyle, by sama zechciała odwołać swą akumę. Na sam koniec, Chloé i Lila postanawiają zawrzeć sojusz. Nota: Premiera światowa odcinka odbyła się 12 lutego 2022 roku w Brazylii. | |                                                                    |                                                                 |                      |                      |     |
| 102 | Qilin                                                                                               | Thomas Astruc, Wilfried Pain, Jun Violet, Cyril Adam, Nicolas Hess | Thomas Astruc, Mélanie Duval, Fred Lenoir, Sébastien Thibaudeau | 6 marca 2022         | 7 kwietnia 2022      | 420 |
| Marinette spóźnia się miesiąc ze złożeniem Sabine prezentu z okazji Dnia Matki, więc postanawia kupić jej kwiaty. Gdy obie są w autobusie, Marinette pożycza portfel mamy, ponieważ sama nie ma pieniędzy przy sobie. Dziewczyna, zabierając portfel, zabrała również bilety w nim, przez których brak, Sabine została niemile potraktowana i dostała mandat. Przez poczucie niesprawiedliwego potraktowania, kobieta pada ofiarą akumy. Nota: Premiera światowa odcinka odbędzie się 12 lutego 2022 roku w Stanach Zjednoczonych. | |                                                                    |                                                                 |                      |                      |     |
| 103 | Ryzykant (Ostateczny atak Mrocznego Władcy - część 1) Risk (Shadow Moth’s Last Attack – Part 1)     | Thomas Astruc, Wilfried Pain, Jun Violet, Cyril Adam, Nicolas Hess | Thomas Astruc, Mélanie Duval, Fred Lenoir, Sébastien Thibaudeau | 13 marca 2022        | 12 kwietnia 2022     | 425 |
| Zdając sobie sprawę z tego, że Biedronka nigdy nie ryzykuje popełnieniem błędu, Gabriel znajduje ofiarę dla akumy, którą zmienia w Ryzykanta - super-złoczyńcę, który przyczynia się do tego, że mieszkańcy całego miasta są bardziej skłonni do podejmowania ryzyka. Pod wpływem jego mocy, Marinette próbuje zatrzymać Adriena w Paryżu, który ma wyruszyć w trasę po całym świecie z Lilą, w celu kręcenia reklamy. Félix zjawia się w posiadłości Agrestów i proponuje Adrienowi podmianę. Sam Félix utwierdza się w przekonaniu, że Gabriel działa jako Władca Mroku, znajdując fałszywe Miracula w sejfie i odkrywając tajemnicę o Emilie. Adrien z kolei przekonuje się, że musi w końcu postawić się ojcu. W międzyczasie Władca Mroku tworzy emo-potwora, który pozwoli mu ukończyć plan. Nota: Światowa premiera odcinka odbyła się 9 lutego 2022 roku w Stanach Zjednoczonych. | |                                                                    |                                                                 |                      |                      |     |
| 104 | Kontratak (Ostateczny atak Władcy Mroku - część 2) Strike Back (Shadow Moth’s Last Attack – Part 2) | Thomas Astruc, Wilfried Pain, Jun Violet, Cyril Adam, Nicolas Hess | Thomas Astruc, Mélanie Duval, Fred Lenoir, Sébastien Thibaudeau | 13 marca 2022        | 13 kwietnia 2022     | 426 |
| Biedronka rekrutuje bohaterów do walki z emo-potworem, jednak ten powiela moce bohaterów, przez co tylko rośnie w siłę. Gdy Biedronka odkrywa, skąd pojawiła się u wszystkich nagła skłonność do ryzykowania, łączy ze sobą Miracula Biedronki, Konia i Królika, zmieniając się w Biedro-Króli-Pegaza. Teleportuje się do Félixa, myśląc, że to Adrien i powierza mu Miraculum Psa, gdzie ten przemienia się w Fenomenala. Razem cofają się w czasie, aby zobaczyć, gdzie ukryła się akuma Ryzykanta, by móc ją pochwycić w teraźniejszości. Po tym, jak super-złoczyńca i emo-potwór zostają pokonani, Alya zrzeka się Miraculum Lisa, ponieważ jej tożsamość została przypadkowo ujawniona przez Pancernika. Fenomenal, mogąc przywołać do siebie jojo Biedronki, proponuje układ Gabrielowi; daje mężczyźnie dostęp do wszystkich Miraculów ze szkatuły, podczas gdy sam wchodzi w posiadanie Miraculum Pawia. Zabrawszy Biedronce wszystkie Miracula, Władca Ciem zapowiada, że będzie atakował bezlitośnie. Nota: Światowa premiera odcinka odbyła się 10 marca 2022 roku w Brazylii. | |                                                                    |                                                                 |                      |                      |     |

### Seria 5 (2022-2023)
| 105 | Ewolucja Evolution                                                             | Thomas Astruc, Wilfried Pain, Jun Violet, Cyril Adam, Nicolas Hess | Thomas Astruc, Mélanie Duval, Fred Lenoir, Sébastien Thibaudeau | 24 października 2022 | 21 listopada 2022 | 501 |
| Monarcha postanawia użyć Miraculum Królika, żeby pokonać Biedronkę i Czarnego Kota w przeszłości. Królix zaprowadza bohaterów do swojej norki, jednakże zostaje sparaliżowana przez Monarchę. By nie zgubić wroga w czasie, Czarny Kot bierze od Królix Miraculum Królika i zmienia się w Czarnego Królika. Dwójka superbohaterów udaje się w przeszłość do Mistrza Fu, by zabrać Miraculum Psa i powierzyć je w teraźniejszości Alix. Końcem końców po odebraniu Monarsze Miraculum Królika, zostaje ono powierzono Alix na stałe, by ta mogła strzec tak niebezpiecznej mocy. Pomimo rad i wskazówek od Nathalie, Gabriel nie wykorzystuje Miraculum Królika, by naprawić przeszłość, wszak zwyciężyła nad nim jego obsesja na punkcie Biedronki i Czarnego Kota, przez co kobieta nie chce więcej pomagać mężczyźnie w jego manii. Nota: Światowa premiera odcinka odbyła się 13 czerwca 2022 w Brazylii. |                                                                                |                                                                    |                                                                 |                      |                   |     |
| 106 | Multiplikacja Multiplication                                                   | Thomas Astruc, Wilfried Pain, Jun Violet, Cyril Adam, Nicolas Hess | Thomas Astruc, Mélanie Duval, Fred Lenoir, Sébastien Thibaudeau | 25 października 2022 | 22 listopada 2022 | 502 |
| Uświadamiając sobie, że obecna sytuacja została spowodowana przez Félixa, Biedronka i Czarny Kot wybierają się do Londynu, żeby się z nim skonfrontować. Niestety nie zastają tam chłopaka. W przeciągu kilku następnych tygodni, kiedy nie pojawia się żaden nowy superzłoczyńca, Marinette próbuje wygasić uczucia do Adriena, a ów chłopak chce zrezygnować z modelingu. Po paru tygodniach wreszcie pojawia się złoczyńca - Ikari Gozen - lecz tym razem jest on wyposażony w moc Miraculum Myszy - Multiplikację. Jak się okazuje, kilkutygodniowa przerwa od akumizacji była spowodowana sprawdzaniem sekretnego prototypu opracowanego wspólnie przez Gabriela Agreste’a i Tomoe Tsurugi. Teraz, dzięki produktowi tej współpracy Monarcha może przekazywać superzłoczyńcom moce Miraculów. Nota: Światowa premiera odcinka odbyła się 20 czerwca 2022 w Brazylii. |                                                                                |                                                                    |                                                                 |                      |                   |     |
| 107 | Destrukcja Destruction                                                         | Thomas Astruc, Wilfried Pain, Jun Violet, Cyril Adam, Nicolas Hess | Thomas Astruc, Mélanie Duval, Fred Lenoir, Sébastien Thibaudeau | 26 października 2022 | 23 listopada 2022 | 503 |
| Gabriel zmusza Kwami do wyjawienia mu tożsamości Biedronki. Te, nie zdradzając tej tajemnicy, zaprowadzają go do pokoju Marinette. Tam dowiaduje się, że Kwami nie znają adresu Biedronki, a żeby do niej przybyć, trzeba pozbierać wskazówki pozostawione w przeróżnych miejscach, od pokoju Marinette począwszy, a skończywszy na Muzeum Grevin. W miejscu tym Biedronka i Czarny Kot zastawiają pułapkę na Monarchę. Udaje im się go schwycić, jednakże ten w akcie desperacji, kieruje Kotaklizm na siebie i go przyjmuje, by móc stamtąd uciec. Ucieka on ze Szczęśliwym Trafem Biedronki, więc superbohaterka nie może niczego naprawić, włączając w to Kotaklizm pochłaniający Gabriela. Po wszystkich tych wydarzeniach, Gabriel niszczy Miracula i zmienia je w pierścienie, dzięki którym będzie mógł przekazywać moce Miraculów zakumizowanym osobom. Nota: Światowa premiera odcinka odbyła się 18 października 2022 w Brazylii.                                                                                                  |                                                                                |                                                                    |                                                                 |                      |                   |     |
| 108 | Wielka Radość Jubilation                                                       | Thomas Astruc, Wilfried Pain, Jun Violet, Cyril Adam, Nicolas Hess | Thomas Astruc, Mélanie Duval, Fred Lenoir, Sébastien Thibaudeau | 27 października 2022 | 24 listopada 2022 | 504 |
| Pan Damocles nadal przebiera się za superbohatera Sowę. Wpada w tarapaty, ale ratuje go Biedronka, lecz nie jest to ta prawdziwa, a jedynie przebrana za nią koleżanka ze starej szkoły Marinette - Socqueline. Marinette chce uświadomić dziewczynie, że udawanie Biedronki sciąga na nią niebezpieczeństwo - to samo tyczy się pana Damoclesa. Monarcha alumizuje dyrektora w Sowiego Księcia i daje mu moc wielkiej radości, która jest przypisana Miraculum Świni. Biedronka i Czarny Kot obrywają mocą i pogrążają się w swych najskrytszych pragnieniach, takich jak: pokonanie Monarchy, odzyskanie Miraculów, ślub, czy założenie rodziny. Nota: Światowa premiera odcinka odbyła się 25 października 2022 w Brazylii. |                                                                                |                                                                    |                                                                 |                      |                   |     |
| 109 | Determinacja Determination                                                     | Thomas Astruc, Wilfried Pain, Jun Violet, Cyril Adam, Nicolas Hess | Thomas Astruc, Mélanie Duval, Fred Lenoir, Sébastien Thibaudeau | 28 października 2022 | 28 listopada 2022 | 506 |
| Luka i Kagami zauważyli, że Adrien i Marinette wciąż są niepewni w kwestii uczuć, jakimi siebie darzą, dlatego postanawiają Adrienowi i Marinette zorganizować spotkanie. Co więcej, Kagami i Luka, wierząc w skuteczność swojego działania, zamykają przyjaciół w jednym pomieszczeniu. W międzyczasie, dyrektorka Muzeum Grévin - Véronique - próbuje przekonać burmistrza Bourgeois do wystawy z superbohaterami, jednakże bezskutecznie. Po odrzuceniu pomysłu przez burmistrza, Véronique pada ofiarą akumy i zmienia się w Manipulę - złoczyńcę z mocą ożywiania figur woskowych superbohaterów. By Biedronka i Czarny Kot nie stanowili dla niej zagrożenia, Monarcha powierza jej esencję mocy Miraculum Bawoła – odporność na wszystkie super-moce. |                                                                                |                                                                    |                                                                 |                      |                   |     |
| 110 | Pasja Passion                                                                  | Thomas Astruc, Wilfried Pain, Jun Violet, Cyril Adam, Nicolas Hess | Thomas Astruc, Mélanie Duval, Fred Lenoir, Sébastien Thibaudeau | 31 października 2022 | 29 listopada 2022 | 507 |
| Adrien decyduje się zbliżyć do Marinette, podczas gdy Marinette pogłębia uczucia do Czarnego Kota. Bohaterowie jednak nadal muszą mierzyć się ze super-złoczyńcami. Tym razem jest to Nathalie, która chcąc powstrzymać Gabriela i jego szaleństwo na punkcie Miraculów, zostaje zakumizowana w Safari - złoczyńcę, posiadającego moc namierzania swoich celów. Będąc na celowniku Safari, Biedronka i Czarny Kot zmuszeni są zamienić się Miraculami, by wygrać tę walkę. |                                                                                |                                                                    |                                                                 |                      |                   |     |
| 111 | Spotkanie Reunion                                                              | Thomas Astruc, Wilfried Pain, Jun Violet, Cyril Adam, Nicolas Hess | Thomas Astruc, Mélanie Duval, Fred Lenoir, Sébastien Thibaudeau | 1 listopada 2022     | 30 listopada 2022 | 508 |
| Marinette, dowiedziawszy się, że dzięki kwatagamie może wezwać dawnych posiadaczy swojego Miraculum, postanawia przywołać Joannę D’Arc, niegdyś nazywaną Szkarłatną Damą. Marinette postanawia spytać dawną bohaterkę o jej miłość do Ciemnego Grimalkina - dawnego posiadacza Miraculum Czarnego Kota. Z początku Joanna jest sceptycznie nastawiona do dziewczyny, lecz z czasem zaczyna ją respektować i opowiada obecnej Biedronce całą historię. W międzyczasie Jail, brat Alix, zostaje ponownie zakumizowany w Faraona, jako że czuje podirytowanie nieobecnością swojej siostry i obwinia o to wszystko Biedronkę. Jail dostaje również moc ochrony powiązaną z Miraculum Żółwia, za pomocą której może strzec obiektu, w który wniknęła Akuma |                                                                                |                                                                    |                                                                 |                      |                   |     |
| 112 | Iluzja Illusion                                                                | Thomas Astruc, Wilfried Pain, Jun Violet, Cyril Adam, Nicolas Hess | Thomas Astruc, Mélanie Duval, Fred Lenoir, Sébastien Thibaudeau | 2 listopada 2022     | 25 listopada 2022 | 505 |
| By pomóc Biedronce i Czarnemu Kotu dowiedzieć się, jak Monarch przekazuje złoczyńcom moce Miraculów, Nino aktywuje Ruch Oporu i celowo, wraz z Alyą, Marinette i Adrienem, wywołuje akumizację; wybór pada na Gabriela Agreste’a. Meżczyzna jednak wcześniej został poinformowany o zamiarach nastolatków, dlatego postanawia sfingować swoją akumizację. Wszyscy dają się nabrać na iluzję, wciąż nie znając tajnego sposobu Monarchy, aczkolwiek Ruch Oporu powiększa się o nowych członków - w tym o Lilę, a nawet Gabriela. |                                                                                |                                                                    |                                                                 |                      |                   |     |
| 113 | Egzaltacja Elation                                                             | Thomas Astruc, Wilfried Pain, Jun Violet, Cyril Adam, Nicolas Hess | Thomas Astruc, Mélanie Duval, Fred Lenoir, Sébastien Thibaudeau | 3 listopada 2022     | 22 maja 2023      | 509 |
| Alya wykłóca się z Marinette o Czarnego Kota, sądząc, że uczucia przyjaciółki do superbohatera są nieprawdziwe. Sam Czarny Kot z kolei przekierował swoje uczucia z Biedronki na Marinette. Heros postanawia zabrać Marinette na lody do André, jednakże wizyta budzi niemiłą atmosferę, ponieważ lodziarz od zakochanych twierdzi, że Marinette powinna kochać Adriena, a Czarny Kot Biedronkę. Spotkanie z André skłania parę do refleksji, co prawie skończyło się akumizacją Marinette w Demaskatorkę, mogącą zdemaskować każdego. Monarcha jednak nie daje za wygraną i znajduje ofiarę akumy w lodziarzu od zakochanych. W ten sposób nastaje powrót Mrożownika, który tym razem uzbrojony jest w Moc Egzaltacji. |                                                                                |                                                                    |                                                                 |                      |                   |     |
| 114 | Transmisja (Wybór Kwami – część 1) Transmission (The Kwamis’ Choice – Part 1)  | Thomas Astruc, Wilfried Pain, Jun Violet, Cyril Adam, Nicolas Hess | Thomas Astruc, Mélanie Duval, Fred Lenoir, Sébastien Thibaudeau | 2 kwietnia 2023      | 23 maja 2023      | 510 |
| Pomimo wsparcia ze strony przyjaciół, Marinette i Adrien wciąż nie są w stanie być razem. Adrienowi ciężko wyjawić swoje uczucia, a Marinette z kolei obwinia miłość za wszystkie swoje problemy. Dostrzegłszy to, Tikki wraz z Plaggiem postanawiają uwolnić parę od zobowiązań, chwilowo odbierając im Miracula i dając je nowym opiekunom. Jest to konieczne, ponieważ Monarcha nie próżnuje, bowiem tworzy nowego złoczyńcę, któremu przekazuje moce aż 5 Kwami: Ochrony, Egzaltacji, Determinacji, Teleportacji i Multiplikacji. Nota: Światowa premiera odcinka odbyła się 12 grudnia 2022 w Brazylii. |                                                                                |                                                                    |                                                                 |                      |                   |     |
| 115 | Deflagracja (Wybór Kwami – część 2) Deflagration (The Kwamis’ Choice – Part 2) | Thomas Astruc, Wilfried Pain, Jun Violet, Cyril Adam, Nicolas Hess | Thomas Astruc, Mélanie Duval, Fred Lenoir, Sébastien Thibaudeau | 2 kwietnia 2023      | 24 maja 2023      | 511 |
| Za pomocą Asystentów, Gabriel odkrywa sekretne tożsamości nowych posiadaczy Miraculów Biedronki i Czarnego Kota. Mężczyzna uzbraja się w moc Kwami Pszczoły, Bawoła, Koguta, Myszy i Konia, dzięki czemu jest w stanie zrobić niewidzialne kopie samego siebie i śledzić bohaterki. Po zakumizowaniu Chloé w Zadeptuchę, Monarcha paraliżuje Alyę oraz Zoé i odbiera im Miracula. Zanim zmusza Tikki i Plagga do transformacji, Kwami Biedronki wzywa Szczęśliwy Traf, zaś Kwami Czarnego Kota kotaklizmuje pierścień. Monarcha, zmieniając się w Biedronarchę, próbuje wszystko naprawić, jednakże Marinette pod przebraniem uniemożliwia mu to. Dziewczyna odzyskuje Miracula Biedronki i Czarnego Kota, a także odkrywa, że pozostałe zostały przez Monarchę przerobione na pierścienie. Po całej walce Kwami wracają do Marinette i Adriena. Nota: Światowa premiera odcinka odbyła się 10 lutego 2023 w Brazylii. |                                                                                |                                                                    |                                                                 |                      |                   |     |
| 116 | Doskonałość Perfection                                                         | Thomas Astruc, Wilfried Pain, Jun Violet, Cyril Adam, Nicolas Hess | Thomas Astruc, Mélanie Duval, Fred Lenoir, Sébastien Thibaudeau | 9 kwietnia 2023      | 25 maja 2023      | 512 |
| Adrien postanawia wyznać miłość Marinette za pomocą piosenki, za to dziewczyna nadal ma problem, by powiedzieć Adrienowi, co do niego czuje. Alya i Kagami próbują jej z tym pomóc, lecz ta ucieka od tego, zmieniając się w Biedronkę. Bazując na teście na przyjaciela dostarczonego od Lili, Kagami myśląc, że nie zasługuje na przyjaźń Marinette, zmienia się w Ryukomori - w chmuropodobnego giganta, ignorującego ludzi, który ma do dyspozycji moce żywiołów Kwami Doskonałości. Bierdonka i Czarny Kot uświadamiają sobie, że Kagami czuje się zbyt mało doskonała, by zasłużyć na czyjąś przyjaźń, więc postanawiają pokazać jej, dla ilu osób jest ważna, prowadząc do tego, że sama zrzeknie się mocy od Monarchy. Nota: Światowa premiera odcinka odbyła się 21 listopada 2022 w Brazylii. |                                                                                |                                                                    |                                                                 |                      |                   |     |
| 117 | Migracja Migration                                                             | Thomas Astruc, Wilfried Pain, Jun Violet, Cyril Adam, Nicolas Hess | Thomas Astruc, Mélanie Duval, Fred Lenoir, Sébastien Thibaudeau | 16 kwietnia 2023     | 26 maja 2023      | 513 |
| Znany producent muzyczny Bob Roth po dowiedzeniu się, że Jagged Stone ma syna, widzi w młodym chłopaku interes. Podstępem przejmuje zespół Kociej Muzy, po czym wykopuje z niego wszystkich członków poza Luką. Zdenerwowany oszustwem chłopak prawie zostaje zakumizowany, jednakże jednocześnie Monarcha dowiaduje się, że jego tym razem niedoszła ofiara zna tożsamości Biedronki i Czarnego Kota. Monarcha przekierowuje cel mega-akumy na Boba Rotha, zmieniając go w Złotą Płytę - super-złoczyńcę uzbrojonego w moc Kwami Migracji. Po pokonaniu zakumizowanego, Luka zmuszony jest opuścić Paryż ze względu na poznanie tożsamości superbohaterów. |                                                                                |                                                                    |                                                                 |                      |                   |     |
| 118 | Szyderstwo Derision                                                            | Thomas Astruc, Wilfried Pain, Jun Violet, Cyril Adam, Nicolas Hess | Thomas Astruc, Mélanie Duval, Fred Lenoir, Sébastien Thibaudeau | 16 kwietnia 2023     | 29 maja 2023      | 514 |
| Marinette i Adrien wybierają się na basen, jednakże dziewczynie nie daje spokoju trauma pozostawiona po wydarzeniach z przeszłości. Jej ataki paniki są spowodowane okrutnym żartem wymyślonym przez Chloé i jej dawny obiekt westchnień - Kima. Ostatecznie Marinette odrzuca złe emocje, co powoduje przeniesienie się akumy z niej na Kima. Chłopak staje się Czarnym Humorem i dysponuje mocą Kwami Szyderstwa. Po wszystkim Kim finalnie przeprasza Marinette za traumatyczny dowcip, a Adrien usłyszawszy całą historię, postanawia wreszcie zerwać znajomość z Chloé. |                                                                                |                                                                    |                                                                 |                      |                   |     |
| 119 | Intuicja Intuition                                                             | Thomas Astruc, Wilfried Pain, Jun Violet, Cyril Adam, Nicolas Hess | Thomas Astruc, Mélanie Duval, Fred Lenoir, Sébastien Thibaudeau | 23 kwietnia 2023     | 30 maja 2023      | 515 |
| Monarcha przez cały czas używa mocy Drugiej Szansy, jednak Biedronka zawsze zdobywa Szczęśliwy Traf, który pozwala pokrzyżować plan mężczyźnie w każdej linii czasowej. Mimo że używanie mocy Drugiej Szansy przyśpiesza destrukcyjne działanie Kotaklizmu na ciele, Gabriel postanawia jej znów używać. Za pomocą mocy Kwami Pasji tworzy asteroidę, by zwabić Biedronkę i Czarnego Kota do podróży w przestrzeń kosmiczną i rozdzielenia się, a następnie akumizuje system operacyjny statku kosmicznego. Biedronka zostaje złapana przez super-złoczyńcę o imieniu Perfekta, za to Czarny Kot po kilku próbach zostaje uwięziony w Osłonie i sparaliżowany. Pomimo sprytnego planu i wielu prób, Monarcha zawsze popełnia jakiś błąd, co zmusza go do zrezygnowania z używania mocy Kwami Intuicji. |                                                                                |                                                                    |                                                                 |                      |                   |     |
| 120 | Ochrona Protection                                                             | Thomas Astruc, Wilfried Pain, Jun Violet, Cyril Adam, Nicolas Hess | Thomas Astruc, Mélanie Duval, Fred Lenoir, Sébastien Thibaudeau | 30 kwietnia 2023     | 31 maja 2023      | 516 |
| Przyjaciele Marinette i Adriena znów próbują ich połączyć, w tym czasie jego ojciec i matka Kagami chcą, by Adrien i Kagami wrócili do siebie. Chłopak przeciwstawia się ich woli, postanawiając spotkać się z Marinette. W międzyczasie Lila nastawia Kagami przeciw Marinette, a Monarcha korzystając z okazji, zmienia Kagami w Riposte Prime oraz wręcza jej moc Kwami Ochrony. Po pokonaniu złoczyńcy, Marinette i Adrien rozmawiają szczerze z Kagami, wyjaśniając jej, że została zmanipulowana przez Lilę. |                                                                                |                                                                    |                                                                 |                      |                   |     |
| 121 | Uwielbienie Adoration                                                          | Thomas Astruc, Wilfried Pain, Jun Violet, Cyril Adam, Nicolas Hess | Thomas Astruc, Mélanie Duval, Fred Lenoir, Sébastien Thibaudeau | 7 maja 2023          | 1 czerwca 2023    | 517 |
| Marinette i Zoé zostały wybrane do zorganizowania balu z okazji zakończenia roku szkolnego. W tym czasie Lila i Chloé knują przeciwko dziewczynom, prowokując akumizację Sabriny w Znikawicę. Wraz z mocą Kwami Uwielbienia, w której posiadanie weszła Sabrina, Chloé próbuje wrobić Marinette w kradzież rzeczy potrzebnych do zrobienia jej sukienki na bal. Na szczęście Biedronce i Czarnemu Kotu udaje się pokonać Znikawicę i udaremnić nikczemny plan Chloé. Po wszystkim Zoé wreszcie zbiera się na odwagę i wyznaje Marinette swoje uczucia. |                                                                                |                                                                    |                                                                 |                      |                   |     |
| 122 | Emocje Emotion                                                                 | Thomas Astruc, Wilfried Pain, Jun Violet, Cyril Adam, Nicolas Hess | Thomas Astruc, Mélanie Duval, Fred Lenoir, Sébastien Thibaudeau | 14 maja 2023         | 2 czerwca 2023    | 518 |
| Adrien i Kagami zostają zmuszeni do uczestnictwa w Diamentowym Balu - wydarzeniu skupiającym najbardziej wpływowe rodziny w Paryżu. Marinette, chcąc porozmawiać z Adrienem, podszywa się pod Zoé i podstępem się wkrada na bal. Będąc na balu Marinette się orientuje, że ma do czynienia nie z Adrienem, ale z Félixem, który przy użyciu Miraculum Pawia zmienia się w Argosa i tworzy emo-potwora, dzięki któremu jest w stanie usuwać ludzi, gdy tylko pstryknie palcami. Argosowi wydaje się, że jego wizja jest perfekcyjna, jednakże potem przekonuje się, jak wielką mocą włada. Nota: Światowa premiera odcinka odbyła się 21 listopada 2022 w Brazylii. |                                                                                |                                                                    |                                                                 |                      |                   |     |
| 123 | Roszczenia Pretention                                                          | Thomas Astruc, Wilfried Pain, Jun Violet, Cyril Adam, Nicolas Hess | Thomas Astruc, Mélanie Duval, Fred Lenoir, Sébastien Thibaudea  | 23 października 2023 | 20 listopada 2023 | 519 |
| Marinette składa wizytę w domu Agrestów i rozmawia z Gabrielem, jednak ten daje do zrozumienia że związek jego syna z Marinette jest dla niego nieakceptowalny. I choć dziewczyna przeciwstawia się Gabrielowi,to on uparcie i okrutnie odrzuca jej żądania, aby ona i Adrien byli razem. Z kolei Félix będąc świadkiem kłótni Kagami z jej matką chcąc, aby dziewczyna uwolniła się od apodyktycznej matki, porywa ją jako Argos. Rozzłoszczona sytuacją Tomoe daje się zakumizować w „Matagi Gozen”, łucznika konnego, dodatkowo posiadającego moce Miraculów Pszczoły, Konia, Myszy i Koguta; moc Rozszczeń tej ostatniej pozwala jej wybrać dowolną moc, której chce, której używa, aby dać swojemu rumakowi zdolność śledzenia zapachów. Biedronka i Czarny Kot stają po stronie Félixa i chronią Kagami, po czym deakumizują Matagi Gozen. Gabriel później ogłasza zamiar wysłania Adriena do Londynu, podczas gdy Félix zaczyna darzyć Kagami uczuciami.                                                                               |                                                                                |                                                                    |                                                                 |                      |                   |     |
| 124 | Sensacja Revelation                                                            | Thomas Astruc, Wilfried Pain, Jun Violet, Cyril Adam, Nicolas Hess | Thomas Astruc, Mélanie Duval, Fred Lenoir, Sébastien Thibaudea  | 24 października 2023 | 21 listopada 2023 | 520 |
| Klasa Marinette przygotowuje się do wyboru nowego przewodniczącego klasy. Jednym z kandydatów jest Lila - znana jako znakomity kłamca. Dziewczyna jest lubiana przez wszystkich (poza Marinette i Adriena, którzy wiedzą o kłamstwach), a nawet została zatrudniona przez Gabriela Agreste'a jako twarz jego marki. Jednak nagle przez zbliżanie się Marinette i Adriena, Lila zostaje zastąpiona przez Kagami, co rozwściecza dziewczynę. Oliwy do ognia dodaje fatalna kampania Lili, ku uciesze Monarchy. W rezultacie Lila pada ofiarą akumy, a dodatkowo otrzymuje Miraculum Lisa. Nikt a nawet Monarcha nie przypuszcza że dziewczyna wykorzysta moce do swoich celów… |                                                                                |                                                                    |                                                                 |                      |                   |     |
| 125 | Konfrontacja Confrontation                                                     | Thomas Astruc, Wilfried Pain, Jun Violet, Cyril Adam, Nicolas Hess | Thomas Astruc, Mélanie Duval, Fred Lenoir, Sébastien Thibaudeau | 25 października 2023 | 22 listopada 2023 | 521 |
| Jak co roku uczniowie klas liceum pod koniec roku muszą dokonać wyboru, co chcą robić przed spotkaniem z wychowawcami klasy, a to ważny krok, który zadecyduje o ich przyszłości. Jednak formularze od wszystkich trafiają w ręce nowych przewodniczących, Lili i Chloé! Dziewczyny wykorzystują Sabrinę by sfałszować formularze i wrobić o to Marinette. Plan jednak powoduje, że Juleka znowu zostaje zamieniona w Refletkę, wyposażoną dodatkowo w miraculum tygrysa. Po pokonaniu złoczyńcy Marinette (ostrzeżona przez Sabrinę, co Lila i Chloe kombinują) demaskuje plan dziewczyn, jak również całą prawdę o Lili. W końcu Lila i Chloe zostaną wywalone ze szkoły, ale Chloe w ramach zemsty ingeruje w zwolnienie dyrektora Damoglesa, co prawie się skończyło jego akumizacją. Koniec końców, tylko Chloe wróciła do szkoły, jednak pani Bustier obiecała, iż będzie miała oko na dziewczynę przez cały czas. |                                                                                |                                                                    |                                                                 |                      |                   |     |
| 126 | Konszachty Collusion                                                           | Thomas Astruc, Wilfried Pain, Jun Violet, Cyril Adam, Nicolas Hess | Thomas Astruc, Mélanie Duval, Fred Lenoir, Sébastien Thibaudeau | 26 października 2023 | 24 listopada 2023 | 522 |
| Zakończenie roku szkolnego już blisko, a w liceum Marinette dochodzi do trzęsienia ziemi - przez ingerencje Chloe pani Bustier traci pracę nauczyciela co wywołuje ogromne poruszenie. Sytuację wykorzystuje Gabriel i tworzy zmanipulowany film jak rozmawia z burmistrzem Paryża. Kiedy zwolniona Bustier widzi ten film, wpada w przerażenie. Ostatecznie zostaje zaakumizowana. Biedronka i Czarny kot stają pod trudnym zadaniem złapania akumy. Ostatecznie walka kończy się tym, że burmistrz Paryża podaje się do dymisji, dzięki czemu pani Bustier zrzekła się akumy. Bohaterowie nie spodziewają się jednak, że Chloe wykorzysta zamieszanie do swoich celów... |                                                                                |                                                                    |                                                                 |                      |                   |     |
| 127 | Rewolucja Revolution                                                           | Thomas Astruc, Wilfried Pain, Jun Violet, Cyril Adam, Nicolas Hess | Thomas Astruc, Mélanie Duval, Fred Lenoir, Sébastien Thibaudeau | 27 października 2023 | 27 listopada 2023 | 523 |
| Chloé - od czasu kiedy jej ojciec podał się do dymisji - jest nowym Burmistrzem Paryża. Wydając dekret odwołania superbohaterów i super złoczyńców, Biedronka i Czarny Kot mają zawiązane ręce. Nagle sytuacja sję komplikuje kiedy Monarcha składa wizytę Chloé , propomując jej moce Miraculów jako wspomaganie przy rządach. Dziewczyna się zgadza i - jako Królowa Paryża -, za pomocą Miraculów (w tym żółwia) ma teraz możliwość uwięzienia wszystkich, których jej boty złapią na naruszaniu ustalonych zasad. W końcu Biedronka i Czarny Kot stawiają czoła dziewczynie, ale ta ich więzi. Z pomocą niezadowolonych Paryżan bohaterowie pokonują i obalają Chloe, która tym razem zostaje wyrzucona z Collège Françoise Dupont i ucieka wraz z niezadowoloną matką. Po wszystkim klasa Marinette proponuje, aby ich dawna wychowawczyni - pani Bustier - startowała na burmistrza. |                                                                                |                                                                    |                                                                 |                      |                   |     |
| 128 | Przedstawienie Representation                                                  | Thomas Astruc, Wilfried Pain, Jun Violet, Cyril Adam, Nicolas Hess | Thomas Astruc, Mélanie Duval, Fred Lenoir, Sébastien Thibaudeau | 31 października 2023 | 28 listopada 2023 | 524 |
| Minęło kilka godzin kiedy udało się obalić Chloe, ale też kiedy Adrien wyleciał do Londynu. Zrozpaczony rozłąką z Marinette Adrien (jako Czarny Kot) wyrusza na poszukiwanie dziewczyny. Gabriel poddaje siebie akumizacji, by odnaleźć swojego syna, a dodatkowo przekonany, że to przez miłość do Marinette Adrien uciekł zamierza zemścić się na dziewczynie. Tymczasem Marinette jest pewna, że Adrien jej szuka. Myśląc, że dołączy do chłopca, którego kocha, przypadkowo obserwuje przedstawienie zorganizowane przez Felixa i Kagami (którzy się ukryli). |                                                                                |                                                                    |                                                                 |                      |                   |     |
| 129 | Układ (Sądny Dzień – Część 1) Conformation (The Final Day – Part 1)            | Thomas Astruc, Wilfried Pain, Jun Violet, Cyril Adam, Nicolas Hess | Thomas Astruc, Mélanie Duval, Fred Lenoir, Sébastien Thibaudeau | 1 listopada 2023     | 29 listopada 2023 | 525 |
| Wykorzystując fakt, że Adrien i Kagami siedzą w zamknięciu w Londynie, Gabriel Agreste i Tomoe Tsuruki realizują plan przygotowywany od dawna - Perfekcyjny Asystent - pierścień, mający za zadanie relaksować użytkowników filmikami z Adrienem i Kagami wykonującymi różne czynności. W rzeczywistości jest to fotomorgana, a pierścienie to element transportowania mocy z przetrzymywanych Miraculów. Tak więc wyświetlając nagranie jak Biedronka i Czarny Kot porywają nastolatków, wielu użytkowników zamienia się w armię "zmiraculowanych" - posiadaczy mocy wszystkich Miraculów. Marinette w tym czasie jako Biedronka udaje się do domu Agrestów, by spytać Natalie czy wie gdzie jest Adrien. Ogromnym zrządzeniem losu, Marinette odkrywa tożsamość Monarchy. Przy rozmowie z umierającą Natalie, ta ostrzega Biedronkę przed tym co się wydarzy. W końcu i Monarcha odkrywa prawdziwą tożsamość Biedronki, która łączy swoje Miraculum z Miraculum Czarnego Kota i staje się Czarnodronką. Rozpoczyna się finałowe starcie.    |                                                                                |                                                                    |                                                                 |                      |                   |     |
| 130 | Odrodzenie (Sądny Dzień – Część 2) Re-creation (The Final Day – Part 2)        | Thomas Astruc, Wilfried Pain, Jun Violet, Cyril Adam, Nicolas Hess | Thomas Astruc, Mélanie Duval, Fred Lenoir, Sébastien Thibaudeau | 1 listopad 2023      | 30 listopada 2023 | 526 |
| Trwa finałowe starcie Biedronki z Monarchą, oraz przyjaciół Biedronki z całego świata z armią zmiraculowanych. Walka pomiędzy Biedronką i Monarchą kończy się w pomieszczeniu, gdzie Biedronka odnajduje kopułę, gdzie leży będąca w śpiączce Emilie. Gabriel w końcu wyjawia po co mu Miracula, a Marinette uświadamia mu że to co robił szkodziło nie tylko niemu, ale też Adrienowi. Zrozpaczony Gabriel w końcu się poddaje a Marinette proponuje mężczyżnie inne rozwiązanie ściągnięcia Emelie z powrotem. Gabriel jednak nie jest przekonany i w końcu łączy Miracula Biedronki i Czarnego Kota w Gimniego - kwani rzeczywistości. Życzeniem jakie powiedział Gabriel było być razem z Emelie w zamian za oddanie swojego życia. Wszystko powoli wraca do normy, a Marinette odzyskuje odebrane Miracula, poza motylem. Okazuje się że Lila ma w posiadaniu zaginione Miraculum. Po wszystkim Marinette i Adrien wyznają sobie miłość i się całują. Odcinek kończy się sceną, gdzie Lilę dopada niezidentyfikowane niebieskie światło. |                                                                                |                                                                    |                                                                 |                      |                   |     |
| 131 | Akcja Action                                                                   | Thomas Astruc, Wilfried Pain, Jun Violet, Cyril Adam, Nicolas Hess | Thomas Astruc, Mélanie Duval, Fred Lenoir, Sébastien Thibaudeau | 17 września 2023     | 23 listopada 2023 | 527 |
| Marinette, Adrien i ich koledzy chcą aktywnie walczyć z zanieczyszczeniem plastikiem w Paryżu. Ale tylko na ich własną skalę zadanie wydaje się zbyt ogromne. To sprawia, że Marinette wpada na pomysł, w którym powinni spróbować rozwiązać problem u podstaw, próbując przekonać największego producenta plastiku do zmiany swoich zwyczajów. Jednak bohaterowie napotkają przeciwnika w zwyczajnym ubraniu, bardziej przerażającego niż niejeden super-złoczyńca. A co, jeśli na dodatek Monarcha postanowiłby zakumizować barona plastiku? |                                                                                |                                                                    |                                                                 |                      |                   |     |

### Seria 6 (od 2025)
| 132 | Ilustroteka The Illustrhater | Thomas Astruc, Wilfried Pain | Thomas Astruc, Sébastien Thibaudeau, Caroline Torelli | 23 marca 2025    | 8 kwietnia 2025  | 602 |
| Kiedy Marinette ma problem z kontrolowaniem swoich instynktów, Biedronka i jej drużyna zmierzają ze złoczyńcą pełnym wyobraźni. Nota: Światowa premiera odcinka odbyła się 24 stycznia 2025 roku w Brazylii. |                              |                              |                                                       |                  |                  |     |
| 133 | Sublimacja Sublimation       | Thomas Astruc, Wilfried Pain | Thomas Astruc, Sébastien Thibaudeau, Jean-Rémi Perrin | 23 marca 2025    | 7 kwietnia 2025  | 603 |
| Marinette nie ma pojęcia, jak zaprzyjaźnić się z kimś, kto nie potrzebuje pomocy. Nota: Światowa premiera odcinka odbyła się 31 stycznia 2025 roku w Brazylii. |                              |                              |                                                       |                  |                  |     |
| 134 | Dziadkołaki Werepapas        | Thomas Astruc, Wilfried Pain | Thomas Astruc, Sébastien Thibaudeau                   | 30 marca 2025    | 10 kwietnia 2025 | 605 |
| Zdawszy sobie sprawę, że Adrien zaraz pozna swoich dziadków po raz pierwszy i mocno się tym stresuje, Marinette decyduje wprosić się na spotkanie, aby go wesprzeć, kompletnie nieświadoma, że wielka wojna w rodzinie jest na skraju wybuchu. Nota: Światowa premiera odcinka odbyła się 7 lutego 2025 roku w Brazylii. |                              |                              |                                                       |                  |                  |     |
| 135 | Tatoglina Daddycop           | Thomas Astruc, Wilfried Pain | Thomas Astruc, Pierre Doublier, Sébastien Thibaudeau  | 6 kwietnia 2025  | 9 kwietnia 2025  | 604 |
| Aby uczcić setny pocałunek z Adrienem, Marinette zaplanowała romantyczny wieczór - zapominając, że w tym samym czasie zaplanowała już wieczór filmowy z koleżankami. Nota: Światowa premiera odcinka odbyła się 8 lutego 2025 roku w Stanach Zjednoczonych.                                                              |                              |                              |                                                       |                  |                  |     |
| 136 | - Revelator                  | Thomas Astruc, Wilfried Pain | Thomas Astruc, Sébastien Thibaudeau, Caroline Torelli | 13 kwietnia 2025 | bd.              | 611 |
| Marinette i Adrien, najsławniejsza para w Paryżu, przyciąga uwagę pozbawionego skrupułów influencera, który zrobi wszystko, by zyskać rozgłos… nawet spróbuje zniszczyć ich miłość. Nota: Światowa premiera odcinka odbyła się 21 marca 2025 roku w Brazylii.                                                            |                              |                              |                                                       |                  |                  |     |
| 137 | - Climatiqueen               | Thomas Astruc, Wilfried Pain | Thomas Astruc, Sébastien Thibaudeau                   | 20 kwietnia 2025 | bd.              | 601 |
| Chloé organizuje konkurs w mediach społecznościowych, w którym uczęszcza Aurore Beauréale – wschodząca gwiazda w karierze pogodynki. Niestety, z trudem wzbija się w rankingach. Nowy posiadacz Miraculum Motyla wykorzystuje okazję i przywraca słynnego złoczyńcę z przeszłości w nowej odsłonie...                    |                              |                              |                                                       |                  |                  |     |
| 138 | - El Toro De Piedra          | Thomas Astruc, Wilfried Pain | Thomas Astruc, Sébastien Thibaudeau, Caroline Torelli | 27 kwietnia 2025 | bd.              | 607 |
| Kiedy Kocia Muza przygotowuje się na występ, do Paryża powraca ojciec Ivana, który chce wciągnąć swojego syna w nikczemne plany. Kiedy Ivan się buntuje i odmawia, emocje Raula doprowadzają do akumizacji. Czy bohaterowie poradzą sobie ze złoczyńcą, za którym stoi armia niezniszczalnych byków?                     |                              |                              |                                                       |                  |                  |     |
| 139 | - The Ruler                  | Thomas Astruc, Wilfried Pain | Thomas Astruc, Sébastien Thibaudeau, Pierre Doublier  | 4 maja 2025      | bd.              | 615 |

## Świat Miraculum

### Nowy Jork (2020)
| Świat Miraculum: Zjednoczeni Herosi w Nowym Jorku Miraculous World: New York – United HeroeZ | Thomas Astruc | Thomas Astruc, Matthieu Choquet, Fred Lenoir, Sébastien Thibaudeau | 26 września 2020 | 19 grudnia 2020 | 327 |
| Podczas francusko-amerykańskiego tygodnia przyjaźni, Marinette i jej klasa udają się do Nowego Jorku, miasta super-bohaterów! Jest to idealna okazja dla Marinette, aby zbliżyć się do swoich przyjaciół, a także do Adriena. Rzeczywiście, podróżuje on ze swoim ojcem, Gabrielem Agreste, który jest szczególnie zainteresowany inauguracyjną wystawą cennego naszyjnika z pazurem orła, klejnotem, który mógłby zostać obdarzony mocami pożądanymi przez Władcę Ciem. Biedronka i Czarny Kot będą wkrótce musieli sprzymierzyć się z amerykańskimi super-bohaterami, aby obronić Nowy Jork przed wrogiem. Nota: Światowa premiera odcinka odbyła się w Stanach Zjednoczonych 25 września 2020 roku. |               |                                                                    |                  |                 |     |

### Szanghaj (2021)
| Świat Miraculum: Legenda o Smoczycy z Szanghaju Miraculous World: Shanghai – The Legend of Lady Dragon | Thomas Astruc | Thomas Astruc, Matthieu Choquet, Fred Lenoir, Sébastien Thibaudeau | 4 kwietnia 2021 | 29 maja 2021 | 328 |
| Aby towarzyszyć Adrienowi podczas wizyty w Szanghaju, Marinette odwiedza swojego wujka Wanga, który obchodzi urodziny. Ale jak tylko dociera do Chin, jej torebka zostaje skradziona, wraz z Tikki w środku, która pozwala jej w tajemnicy stać się Biedronką! Bez pieniędzy i samotna w wielkim mieście, Marinette przyjmuje pomoc młodej, zaradnej dziewczyny, Fei. Obie dziewczyny zaprzyjaźniają się i odkrywają istnienie nowego magicznego klejnotu, Prodigiusa. Władca Ciem, również obecny w Szanghaju, szukał go od tak dawna. |               |                                                                    |                 |              |     |

### Paryż (2023)
| Świat Miraculum: Demonka i Czarci Kot w Paryżu Miraculous World: Paris, Tales of Shadybug & Claw Noir | Thomas Astruc | Thomas Astruc, Mélanie Duval, Fred Lenoir, Sébastien Thibaudeau | 21 października 2023 | 16 grudnia 2023 | TBA |
| Posiadacze Miraculum z innego świata pojawiają się w Paryżu. Pochodzą z równoległego uniwersum, gdzie wszystko jest odwrócone: posiadacze Miraculów Biedronki i Czarnego Kota, Demonka i Czarci Kot, są złoczyńcami, a posiadacz Motyla, Hesperyd, super-bohaterem. Biedronka i Czarny Kot będą musieli pomóc Hesperydowi odeprzeć ataki swoich złych odpowiedników i powstrzymać ich przed zdobyciem Miraculum Motyla. Czy nasi bohaterowie mogą pomóc Hesperydowi zmienić Demonkę i Czarciego Kota w lepsze osoby? |               |                                                                 |                      |                 |     |

### Londyn (2024)
| Świat Miraculum: Londyn, na krawędzi czasu Miraculous World: London, At the Edge of Time | Thomas Astruc | Thomas Astruc, Mélanie Duval, Fred Lenoir, Sébastien Thibaudeau | 5 października 2024 | 30 listopada 2024 | TBA |
| Od razu po wydarzeniach z 5 sezonu Marinette musi stawić czoła nowemu zagrożeniu. W norce czasu Królix zaczynają znikać jeden po drugim portale czasu, na domiar złego Marinette traci miracula, a przez Paryż przemierza kula - to znaczy że ktoś zdobył Miracula Biedronki i Czarnego Kota i wypowiedział życzenie. W ostatniej chwili Alix wciąga Marinette do norki i mówi dziewczynie co się dzieje. Dziewczyny zaczynają szukać odpowiedzi na pytanie jak i- przede wszystkim kto - odkrył tożsamość Biedronki. Gdy im się to udaje, muszą obmyślić plan jak przechytrzyć nowego przeciwnika i nie dopuścić do poznania prawdy. Cena jest najwyższa niż kiedykolwiek, gdyż od tego ważą się losy wszechświata...... Nota : Jest to ostatni odcinek, gdzie stosowana była dawna forma animacji serialu |               |                                                                 |                     |                   |     |

## Filmy

### Film (2023)
| Biedronka i Czarny Kot: Film Ladybug & Cat Noir: The Movie | Jeremy Zag | Jeremy Zag | 5 lipca 2023 | 7 lipca 2023 | – |
| Kiedy bezwzględny złoczyńca grozi kradzieżą dwóch magicznych klejnotów o niezwykłych zdolnościach – Miraculów – delikatna nastolatka Marinette zostaje wybrana, aby przywdziać kostium super-bohaterki Biedronki. Żonglując nowo odkrytymi mocami i szkołą, łączy siły z charyzmatycznym wojownikiem z przestępczością, Czarnym Kotem. Nie wie, że za maską kryje się Adrien, nieśmiały kolega z klasy, w którym się zakochała. Gdy ich sekrety i serca się zderzają, chaotyczny duet wyrusza na śmiałą misję, by pokonać nikczemny plan Władcy Ciem. Od upiornych katakumb Paryża po olśniewające szczyty Notre-Dame, to miłość zabiera ich w niezapomnianą podróż. Niezdarna nastolatka Marinette zmaga się z codziennym życiem szkolnym w Paryżu – najważniejszymi momentami jej dnia są chwile, w których widzi swojego ukochanego Adriena. Kiedy Marinette pewnego dnia znajduje Miraculum, w cudowny sposób zmienia się w super-bohaterkę Biedronkę. Biedronka musi zapanować nad nowo nabytymi super-mocami, ale z pomocą przychodzi charyzmatyczny super-bohater Czarny Kot. Czego Marinette nie wie: pod maską Czarnego Kota kryje się Adrien! Kiedy paskudny super-złoczyńca władający mroczną magią zagraża Paryżowi, Biedronka i Czarny Kot muszą połączyć siły. Aby ocalić miasto, oboje wyruszają na śmiałą misję i rozpoczyna się niezapomniana przygoda od miejskich katakumb do zapierających dech w piersiach wysokości Wieży Eiffla… |            |            |              |              |   |

## Miraculum: Sekrety
| Nr. | #   | Tytuł FR                              | Premiera    | Opublikowany przez |
| 1.  | 1.  | Marinette et Paris                    | Jesień 2015 | TFOU               |
| 2.  | 2.  | Marinette et la mode                  | Jesień 2015 | TFOU               |
| 3.  | 3.  | Ladybug vue par Adrien                | Jesień 2015 | TFOU               |
| 4.  | 4.  | Ladyblog                              | Jesień 2015 | TFOU               |
| 5.  | 5.  | La double vie d'Adrien                | Jesień 2015 | TFOU               |
| 6.  | 6.  | Marinette et Alya                     | Jesień 2015 | TFOU               |
| 7.  | 7.  | La double vie de Marinette            | Jesień 2015 | TFOU               |
| 8.  | 8.  | Chat Noir vu par Marinette            | Jesień 2015 | TFOU               |
| 9.  | 9.  | La fête d'anniversaire                | Jesień 2015 | TFOU               |
| 10. | 10. | Marinette et Adrien                   | Jesień 2015 | TFOU               |
| 1.  | 11. | Tikki                                 | 02.05.2018  | YouTube            |
| 2.  | 12. | Mistrz Fu                             | 02.05.2018  | YouTube            |
| 3.  | 13. | Adrien i Plagg                        | 18.05.2018  | YouTube            |
| 4.  | 14. | Dziewczyny                            | 18.05.2018  | YouTube            |
| 5.  | 15. | Max                                   | 28.05.2018  | YouTube            |
| 6.  | 16. | Nino                                  | 04.06.2018  | YouTube            |
| 7.  | 17. | Mylène                                | 12.10.2018  | YouTube            |
| 8.  | 18. | Alix                                  | 21.11.2018  | YouTube            |
| 9.  | 19. | Sabrina                               | 08.12.2018  | YouTube            |
| 10. | 20. | Rose                                  | 16.11.2018  | YouTube            |
| 11. | 21. | Nathaniel i Marc                      | 10.01.2019  | RTS                |
| 12. | 22. | Gabriel                               | 10.01.2019  | RTS                |
| 13. | 23. | Ivan                                  | 10.01.2019  | RTS                |
| 1.  | 24. | Chloé oczami Marinette                | 10.01.2019  | RTS                |
| 2.  | 25. | Marinette oczami Chloé                | 08.03.2019  | TF1                |
| 3.  | 26. | Lila                                  | 08.04.2019  | TF1                |
| 4.  | 27. | Rodzina                               | 25.10.2019  | RTS                |
| 5.  | 28. | Kagami oczami Marinette               | 25.10.2019  | RTS                |
| 6.  | 29. | Kagami oczami Adriena                 | 25.10.2019  | RTS                |
| 7.  | 30. | Władca Ciem i opętani Akumą złoczyńcy | 25.10.2019  | RTS                |
| 8.  | 31. | Luka oczami Marinette                 | 24.12.2019  | TF1                |
| 9.  | 32. | Nowe moce                             | 24.12.2019  | TF1                |
| 10. | 33. | Nowi bohaterowie                      | 24.12.2019  | TF1                |
| 11. | 34. | Nathalie oczami Gabriela              | 26.12.2019  | TF1                |
| 12. | 35. | Mayura i Emo-potwory                  | 26.12.2019  | TF1                |
| 13. | 36. | Uczucia                               | 13.01.2020  |                    |

## Miraculum: Opowieści z Paryża
| #  | Tytuł FR       | Premiera   | Opublikowany przez |
| 1. | Répétition     | 30.01.2017 | TFOU               |
| 2. | Inspiration    | 03.02.2017 | TFOU               |
| 3. | Grosse journée | 03.02.2017 | TFOU               |
| 4. | L'exposé       | 03.02.2017 | TFOU               |
| 5. | Le carnet      | 03.02.2017 | TFOU               |

## Miraculous Chibi
| Nr. | #  | Tytuł FR                                | Premiera   | Stacja  |
| 1.  | 1. | Obiad na dachu                          | 31.08.2018 | YouTube |
| 2.  | 2. | Kocimiętka                              | 31.08.2018 | YouTube |
| 3.  | 3. | Pogoń                                   | 31.08.2018 | YouTube |
| 4.  | 4. | Ciekawość to pierwszy stopień do piekła | 31.08.2018 | YouTube |
| 5.  | 5. | Walka ze słodziakiem                    | 07.09.2018 | YouTube |
| 6.  | 6. | Feralny bukiet                          | 07.09.2018 | YouTube |
| 7.  | 7. | Straszna Biedronka                      | 26.10.2018 | YouTube |
| 1.  | 8. | Panic at the park                       | 18.11.2023 | YouTube |
| 2.  | 9. | The cake race                           | 18.11.2023 | YouTube |

## Miraculum: Biedronka i Czarny Kot w obronie planety
| Numer modułu | Tytuł                         |
| 1.           | Historia plastiku             |
| 2.           | Zasada 3U                     |
| 3.           | Innowacja i kreatywność       |
| 4.           | Wzmacnianie pozycji młodzieży |
| 5.           | Zwolennicy redukcji plastiku  |